# Asteroideae
Cet article possède des paronymes, voir Asteroidea et Astéroïde.
Sous-famille
Synonymes
- Ambrosiaceae Martinov
- Anthemidaceae Martynov
- Artemisiaceae Martynov
- Athanasiaceae Martynov
- Calendulaceae Link
- Coreopsidaceae Link
- Eupatoriaceae Martynov
- Gnaphaliaceae Rudolphi
- Heleniaceae Rafinesque
- Helianthaceae Dumortier

Les Asteroideae sont une sous-famille de plantes dicotylédones de la famille des Asteraceae, à répartition cosmopolite, qui comprend une vingtaine de tribus regroupant environ 1135 genres et 17200 espèces. Les genres les plus importants sont Helichrysum (500 à 600 espèces) et Artemisia (550).
Les Asteroideae seraient apparues il y a approximativement 46 à 36,5 millions d'années.

## Caractéristiques communes
Cette sous-famille a souvent des capitules radiés, mais certains peuvent avoir des capitules discoïdes ou disciformes. Ils contiennent des fleurons ligulés à trois lobes et sont également considérés comme des fleurs parfaites, ce qui implique qu'ils sont bisexués. Beaucoup contiennent des surfaces stigmatiques séparées par deux bandes marginales et des appendices stériles terminaux avec des poils larges.

## Liste des tribus
Cette sous-famille est composée de 21 tribus réparties en 3 super-tribus : Senecionodae, Asterodae et Helianthodae. Senecioneae contient environ 120 genres et plus de 3 200 espèces que l'on trouve dans les zones plus tempérées. Asterodae contient de nombreuses plantes économiquement importantes telles que les chrysanthèmes, la marguerite commune et les asters. La troisième super tribu est celle des Helianthodae, qui est la plus grande des trois, contenant 16 des 21 tribus.
Depuis 2004, les 21 tribus sont regroupées en trois super-tribus,, :
- Super-tribu Senecionodae
  - Tribu Senecioneae Cass., 1819 (5 sous-tribus, environ 150 genres et plus de 3000 espèces)
    - Sous-tribu Abrotanellinae (Gaudich.) Cass., 1825 (1 genre et 20 espèces)
    - Sous-tribu Brachyglottidinae (9 genres et environ 60 espèces)
    - Sous-tribu Othonninae Less., 2007 (5 genres et environ 250 espèces)
    - Sous-tribu Senecioninae Dumort., 1827 (95 genres et environ 3420 espèces)
    - Sous-tribu Tussilagininae Dumort., 1827 (36 genres et environ 670 espèces)

  - Tribu Doroniceae[10],[11]Panero, 2005 (1 genre, Doronicum, et environ 40 espèces)
- Super-tribu Asterodae
  - Tribu Anthemideae Cass., 1819  (14 sous-tribus, environ 100 genres et environ 1 800 espèces, y compris les chrysanthèmes)
    - Sous-tribu Anthemidinae (Cass.) Dumort., 1827 (6 genres et 415 espèces)
    - Sous-tribu Artemisiinae  Less., 1830 (13 genres et environ 650 espèces)
    - Sous-tribu Athanasiinae  (Less.) Lindl. ex Pfeiff., 1872 (6 genres et 86 espèces)
    - Sous-tribu Cotulinae Kitt., 1844 (10 genres et environ 125 espèces)
    - Sous-tribu Glebionidinae Oberprieler & Vogt, 2007 (4 genres et 28 espèces)
    - Sous-tribu Handeliinae Bremer & Humphries, 1993 (10 genres et 64 espèces)
    - Sous-tribu Leucantheminae Bremer & Humphries, 1993 (8 genres et 71 espèces)
    - Sous-tribu Leucanthemopsidinae  Oberprieler & Vogt, 2007 (4 genres et 12 espèces)
    - Sous-tribu Matricariinae Willk., 1870 (4 genres et 136 espèces)
    - Sous-tribu Osmitopsidinae Oberprieler & Himmelreich, 2007 (1 genre et 9 espèces)
    - Sous-tribu Pentziinae Oberprieler & Himmelreich, 2007 (7 genres et 49 espèces)
    - Sous-tribu Phymasperminae Oberprieler & Himmelreich, 2007 (2 genres et 26 espèces)
    - Sous-tribu Santolininae Willk., 1870 (5 genres et 23 espèces)
    - Sous-tribu Ursiniinae Bremer & Humphries, 1993 (1 genre et 39 espèces)

  - Tribu Astereae Cass., 1819 (18 sous-tribus, 205 genres et environ 3080 espèces, y compris les asters et la marguerite commune)
    - Sous-tribu Asterinae  (Cass.) Dumort., 1827 (13 genres et environ 300 espèces)
    - Sous-tribu Astranthiinae G.L. Nesom, 2000 (4 genres et 38 espèces)
    - Sous-tribu Baccharidinae Less., 1830 (3 genres et environ 400 espèces)
    - Sous-tribu Bellidinae Willk., 1870 (2 genres et 12 espèces)
    - Sous-tribu Boltoniinae G.L. Nesom, 2000 (3 genres et 7 espèces)
    - Sous-tribu Brachyscominae G.L. Nesom, 1994 (3 genres et environ 100 espèces)
    - Sous-tribu Chaetopappinae G.L. Nesom, 2000 (2 genres et 13 espèces)
    - Sous-tribu Chrysopsidinae G.L. Nesom, 1994 (7 genres et environ 70 espèces)
    - Sous-tribu Conyzinae Horan. 1847 (8 genres et environ 500 espèces)
    - Sous-tribu Grangeinae Benth. & Hook.f., 1873 (16 genres et environ 70 espèces)
    - Sous-tribu Hinterhuberinae Cuatrec., 1969 (33 genres et oltre 400 espèces)
    - Sous-tribu Homochrominae  Benth. in Benth. & Hook. f., 1873 (13 genres et environ 150 espèces)
    - Sous-tribu Lagenophorinae G.L. Nesom, 1994 (12 genres et 54 espèces)
    - Sous-tribu Machaerantherinae G.L. Nesom, 1994 (18 genres et environ 250 espèces)
    - Sous-tribu Pentachaetinae G.L. Nesom, 2000 (3 genres et 8 espèces)
    - Sous-tribu Podocominae G.L. Nesom, 1994 (18 genres et environ 130 espèces)
    - Sous-tribu Solidagininae O. Hoffm., 1890 (25 genres et environ 180 espèces)
    - Sous-tribu Symphyotrichinae G.L. Nesom, 1994 (5 genres et environ 100 espèces)

  - Tribu Calenduleae Cass., 1819 (12 genres et environ 120 espèces, y compris les calendulas)
  - Tribu Gnaphalieae Lecoq & Juill., 1831 (185 genres et environ 1240 espèces)
- Super-tribu Helianthodae
  - Tribu Athroismeae Panero, 2005(3 sous-tribus, 7 genres et environ 60 espèces)
    - Sous-tribu Anisopappinae Panero, 2005 (3 genres et environ 22 espèces)
    - Sous-tribu Athroisminae Panero, 2005 (3 genres et 28 espèces)
    - Sous-tribu Centipedinae Lour., 1790 (1 genre et 11 espèces)

  - Tribu Bahieae B.G.Baldwin, 2002 (20 genres et environ 85 espèces)
  - Tribu Chaenactideae B.G.Baldwin, 2002 (3 genres et 29 espèces)
  - Tribu Coreopsideae (Less.) Lindl., 1829 (3 sous-tribus, 30 genres et environ 550 espèces, y compris les cosmos et les dahlias)
    - Sous-tribu Chrysanthellinae Ryding & K.Bremer, 1992  (6 genres et environ 45 espèces)
    - Sous-tribu Coreopsidinae Cass. ex Dumort., 1829 (20 genres et au-delà de 494 espèces)
    - Sous-tribu Pinillosiinae H. Rob., 1978 (3 genres et 3 espèces)

  - Tribu EupatorieaeCassini, 1819 (17 sous-tribus, 183 genres et environ 2600 espèces)
    - Sous-tribu Adenostemmatinae B.L. Rob., 1913 (3 genres et environ 35 espèces)
    - Sous-tribu Ageratinae Less., 1832 (26 genres et environ 300 - 400 espèces)
    - Sous-tribu Alomiinae Less., 1832 (23 genres et environ 170 espèces)
    - Sous-tribu Ayapaninae R.M. King & H. Rob., 1980 (13 genres et 62 espèces)
    - Sous-tribu Critoniinae  R.M. King & H. Rob., 1980 (40 genres et environ 344 espèces)
    - Sous-tribu Disynaphiinae  R.M. King & H. Rob., 1978 (6 genres et 44 espèces)
    - Sous-tribu Eupatoriinae Dumort., 1827 (5 genres et 76 espèces)
    - Sous-tribu Fleischmanniinae R.M. King & H. Rob., 1980 (2 genres et 96 espèces)
    - Sous-tribu Gyptidinae R.M. King & H. Rob., 1980 (29 genres et environ 140 espèces)
    - Sous-tribu Hebecliniinae R.M. King & H. Rob., 1980 (7 genres et environ 72 espèces)
    - Sous-tribu Hofmeisteriinae R.M. King & H. Rob., 1980 (2 genres et 12 espèces)
    - Sous-tribu Liatrinae R.M. King & H. Rob., 1980 (6 genres et 50 espèces)
    - Sous-tribu Mikaniinae R.M. King & H. Rob., 1980 (1 genre et 450 espèces)
    - Sous-tribu Neomirandeinae R.M. King & H. Rob., 1980 (1 genre et 28 espèces)
    - Sous-tribu Oxylobinae R.M. King & H. Rob., 1978 (9 genres et environ 300 espèces)
    - Sous-tribu Praxeliinae R.M. King & H. Rob., 1980 (7 genres et environ 190 espèces)
    - Sous-tribu Trichocoroninae R.M. King & H. Rob., 1980 (3 genres et 4 espèces)

  - Tribu Feddeeae Pruski, P.Herrera, Anderb. & Franc.-Ort. (1 genre et 1 espèce)
  - Tribu Helenieae Lindl., 1829 (5 sous-tribus, 13 genres et environ 120 espèces)
    - Sous-tribu Gaillardiinae Less., 1831 (3 genres et 53 espèces)
    - Sous-tribu MarshalliinaeH. Rob., 1978(1 genre et 7 espèces)
    - Sous-tribu Plateileminae B.G.Baldwin, 2000 (1 genre et 1 espèce)
    - Sous-tribu PsathyrotinaeB.G. Baldwin, 2000(3 genres et 5 espèces)
    - Sous-tribu Tetraneuriinae Rydb., 1915 (5 genres et 48 espèces)

  - Tribu HeliantheaeCassini, 1819 (14 sous-tribus, 105 genres et environ 1220 espèces, y compris les tournesols et zinnias)
    - Sous-tribu Ambrosiinae Less., 1830 (8 genres et 70 espèces)
    - Sous-tribu Chromolepidinae Panero, 2005 (1 genre et 1 espèce)
    - Sous-tribu Dugesiinae Panero, 2005 (1 genre et 1 espèce)
    - Sous-tribu Ecliptinae Less., 1831 (39 genres et environ 300 espèces)
    - Sous-tribu Enceliinae Panero, 2005 (5 genres et environ 60 espèces)
    - Sous-tribu Engelmanniinae Steussy, 1977 (8 genres et environ 63 espèces)
    - Sous-tribu Helianthinae Dumort., 1827 (21 genres et environ 350 espèces)
    - Sous-tribu MontanoinaeH. Rob., 1978(1 genre et environ 25 espèces)
    - Sous-tribu Rojasianthinae Panero, 2002 (1 genre et 1 espèce)
    - Sous-tribu RudbeckiinaeH. Rob., 1978(2 genres et 24 espèces)
    - Sous-tribu Spilanthinae Panero, 2005 (5 genres et environ 50 espèces)
    - Sous-tribu Verbesininae Benth., 1873 (4 genres et environ 315 espèces)
    - Sous-tribu ZaluzaniinaeH. Rob., 1978(2 genres et 11 espèces)
    - Sous-tribu Zinniinae Benth., 1873 (7 genres et environ 60 espèces)

  - Tribu Inuleae Cass., 1819 (2 sous-tribus, 62 genres et environ 690 espèces)
    - Sous-tribu Inulinae (Cass.) Dumort., 1827 (33 genres et 266 espèces)
    - Sous-tribu Plucheinae Cass. ancien. Dumort., 1829 (29 genres et 417 espèces)

  - Tribu Madieae Jeps., 1901 (5 sous-tribus, 36 genres et 209 espèces)
    - Sous-tribu Arnicinae B.G. Baldwin, 2002 (1 genre et 33 espèces)
    - Sous-tribu Baeriinae Benth. & Hook., 1873 (8 genres et 46 espèces)
    - Sous-tribu Hulseinae B.G.Baldwin, 2002 (2 genres et 8 espèces)
    - Sous-tribu Madiinae Benth. & Crochet. f., 1873 (24 genres et 121 espèces)
    - Sous-tribu Venegasiinae B.G. Baldwin, 2002 (1 genre et 1 espèce)

  - Tribu Millerieae Lindl., 1829 (8 sous-tribus, 34 genres et environ 400 espèces)
    - Sous-tribu Desmanthodiinae Benth., 1873 (1 genre et 8 espèces)
    - Sous-tribu Dyscritothamninae Panero, 2005 (5 genres et environ 43 espèces)
    - Sous-tribu Espeletiinae Cuatrec., 1976 (3 genres et 91 espèces)
    - Sous-tribu Galinsoginae Benth., 1873 (9 genres et environ 87 espèces)
    - Sous-tribu Guardiolinae H. Rob., 1978. (1 genre et 14 espèces)
    - Sous-tribu Jaegeriinae Panero, 2005 (1 genre et 11 espèces)
    - Sous-tribu Melampodiinae  Less., 1830 (3 genres et environ 50 espèces)
    - Sous-tribu Milleriinae Benth., 1873 (11 genres et environ 80 espèces)

  - Tribu Neurolaeneae  Rydb., 1927 (3 sous-tribus, 5 genres et environ 160 espèces)
    - Sous-tribu Enydrinae H. Rob., 1979 (1 genre et 6 espèces)
    - Sous-tribu Heptanthinae H. Rob., 1978 (1 genre et 7 espèces)
    - Sous-tribu Neurolaeninae  (Rydb.) Stuessy, 1977 (3 genres et environ 135 espèces)

  - Tribu Perityleae  Panero & B.G.Baldwin, 2007 (3 sous-tribus, 7 genres et environ 84 espèces)
    - Sous-tribu Galeaninae H. Rob., 1979 (2 genres et 11 espèces)
    - Sous-tribu Lycapsinae H.Rob., 1980 (1 genre et 1 espèce)
    - Sous-tribu Peritylinae Rydb., 1914 (4 genres et 72 espèces)

  - Tribu Polymnieae (H. Rob.) Panero, 2002 (1 genre et environ 6 espèces)
  - Tribu Tageteae Cass. (6 sous-tribus, 28 genres et plus de 265 espèces)
    - Sous-tribu Clappiinae H.Rob. (1 genre et 1 espèce)
    - Sous-tribu Coulterellinae H.Rob. (1 genre et 1 espèce)
    - Sous-tribu Flaveriinae Less., 1832 (3 genres et environ 30 espèces)
    - Sous-tribu Jaumeinae Benth. & Crochet. f., 1873 (1 genre et 2 espèces)
    - Sous-tribu Pectidinae  Less., 1830 (21 genres et environ 230 espèces)
    - Sous-tribu Varillinae B.L. Turner et A.M. Powell, 1978 (1 genre et 2 espèces)

## Utilisations
La sous-famille des Asteroideae comprend de nombreux genres au sein des tribus qui ont des utilisations économiques. Helianthus tuberosus (topinambour), Helianthus annuus (tournesol) et Guizotia abyssinica (guizotia d'Abyssinie) sont tous utilisés comme cultures oléagineuses. Artemisia dracunculus (estragon) est utilisé comme herbe culinaire et Parthenium argentatum (guayule) est une source de caoutchouc. Certains des autres genres sont utilisés comme plantes ornementales ; il s'agit de Dendranthema spp. (chrysanthème), Callistephus, Cosmos, Tagetes (souci) et bien d'autres.

## Répartition
La sous-famille a une répartition cosmopolite dans les habitats les plus variés. Pour les répartitions relatives aux différentes tribus voir le tableau ci-dessous.
| Tribus        | Distribution |
| ------------- | --- |
| Anthemideae   | surtout Europe et Afrique |
| Athroismeae   | zones paléotropicales d'Afrique et d'Asie et en partie d'Australasie                                                                                    |
| Astereae      | cosmopolite, mais surtout Amérique |
| Bahieae       | surtout USA (sud) et Mexique |
| Calenduleae   | Europe, Afrique, Moyen-Orient et surtout Afrique du Sud                                                                                                 |
| Chaenactideae | Amérique du Nord et Mexique |
| Coreopsideae  | cosmopolite |
| Doroniceae    | Eurasie et Afrique du Nord |
| Eupatorieae   | surtout Amérique |
| Feddeeae      | endémisme de l'île de Cuba |
| Gnaphalieae   | cosmopolitain avec des aires de répartition spécifiques dans l'hémisphère sud (Australie, Nouvelle-Zélande, Afrique du Sud et en partie Amérique du Sud |
| Helenieae     | Amérique (centre et nord) |
| Hélianthées   | zones pantropicales du Nouveau Monde |
| Inuleae       | Eurasie, Afrique (est et sud) et en partie Amérique (sud)                                                                                               |
| Madiées       | principalement la partie nord-ouest du Nouveau Monde, du sud-ouest du Canada au nord-ouest du Mexique (Baja California)                                 |
| Millerées     | Amérique centrale (Mexique) et partie nord des Andes ; certaines espèces se trouvent dans les zones tropicales de l'Ancien Monde (Afrique et Asie).     |
| Neurolaeneae  | zones néotropicale et pantropicale (en particulier Mexique)                                                                                             |
| Péritylées    | États-Unis, Mexique et Amérique centrale |
| Polymnieae    | USA (est), Canada et Brésil (centre) |
| Senecioneae   | cosmopolite |
| Tageteae      | zone tempérée et zone tropicale du Nouveau Monde, du sud des États-Unis jusqu'en Amérique du Sud                                                        |

## Certaines espèces

### TribuSenecioneae

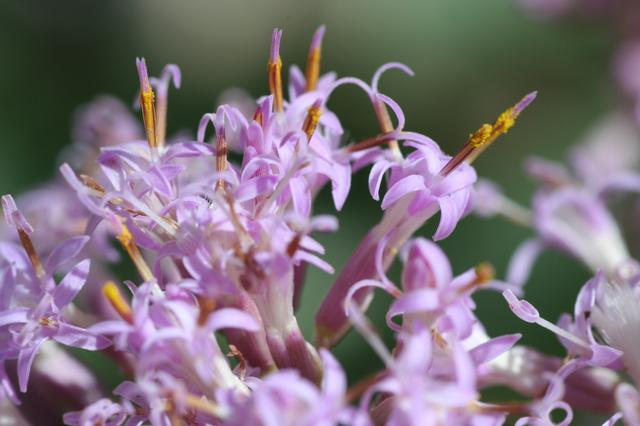
Adenostyles alpina
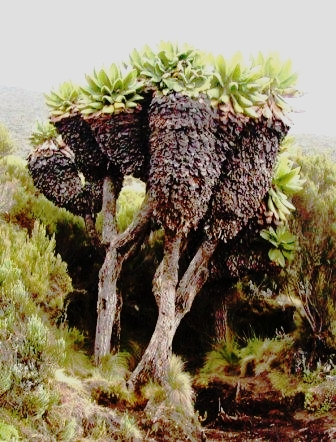
Dendrosenecio kilimanjari
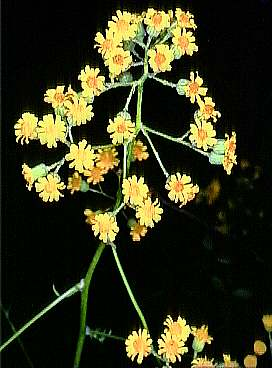
Jacobaea ambigua
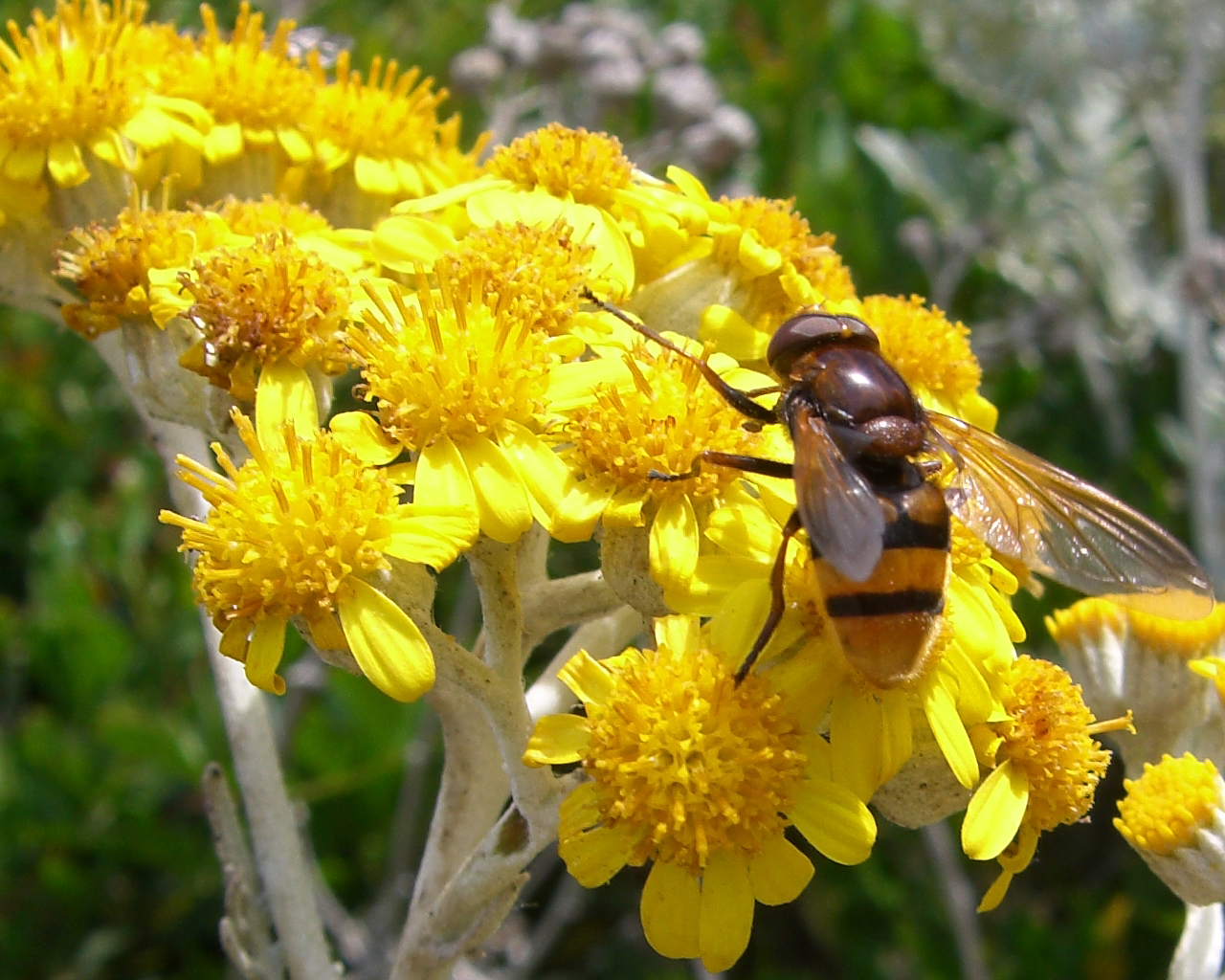
Jacobaea maritima
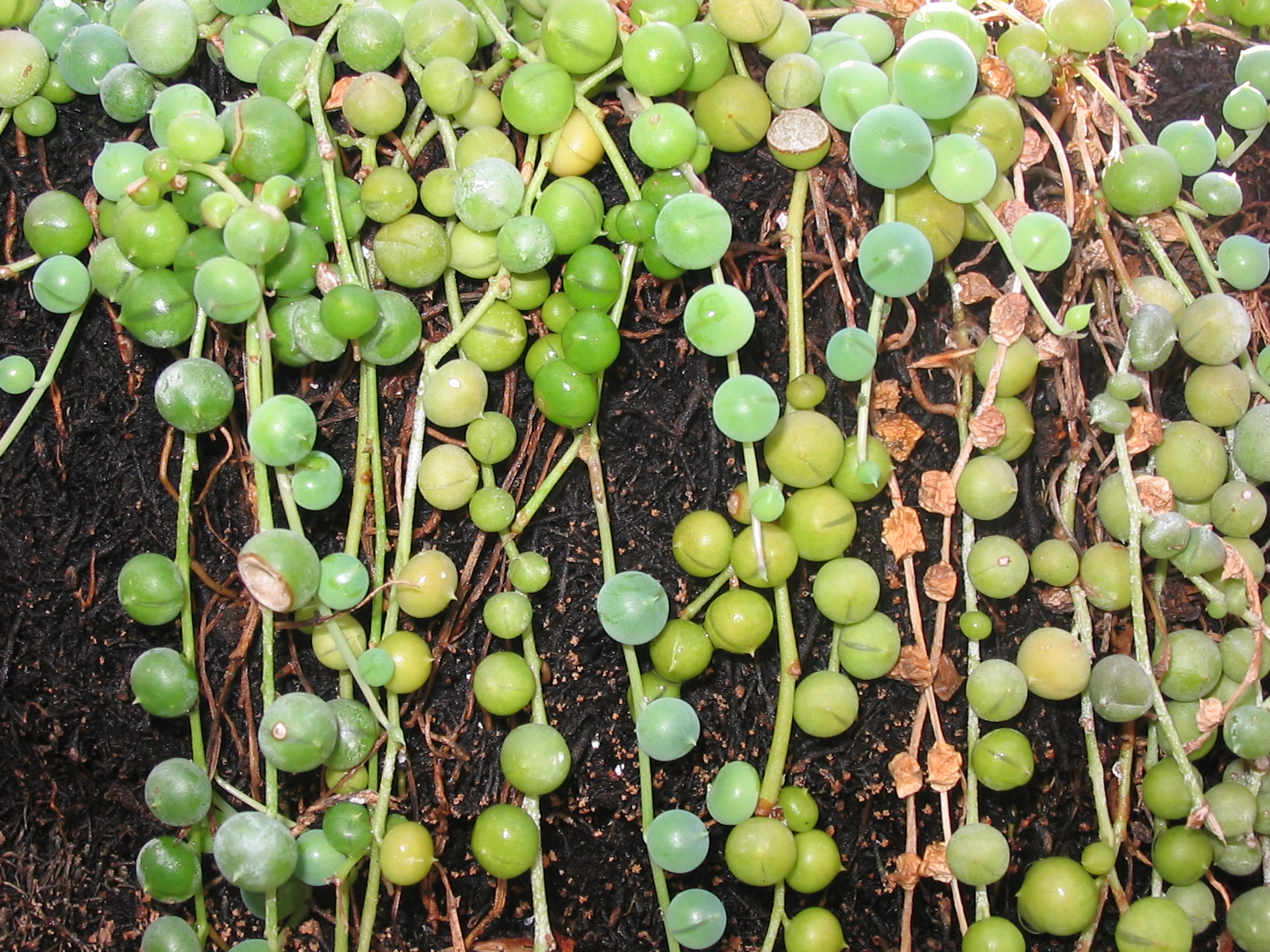
Kleinia rowleyana
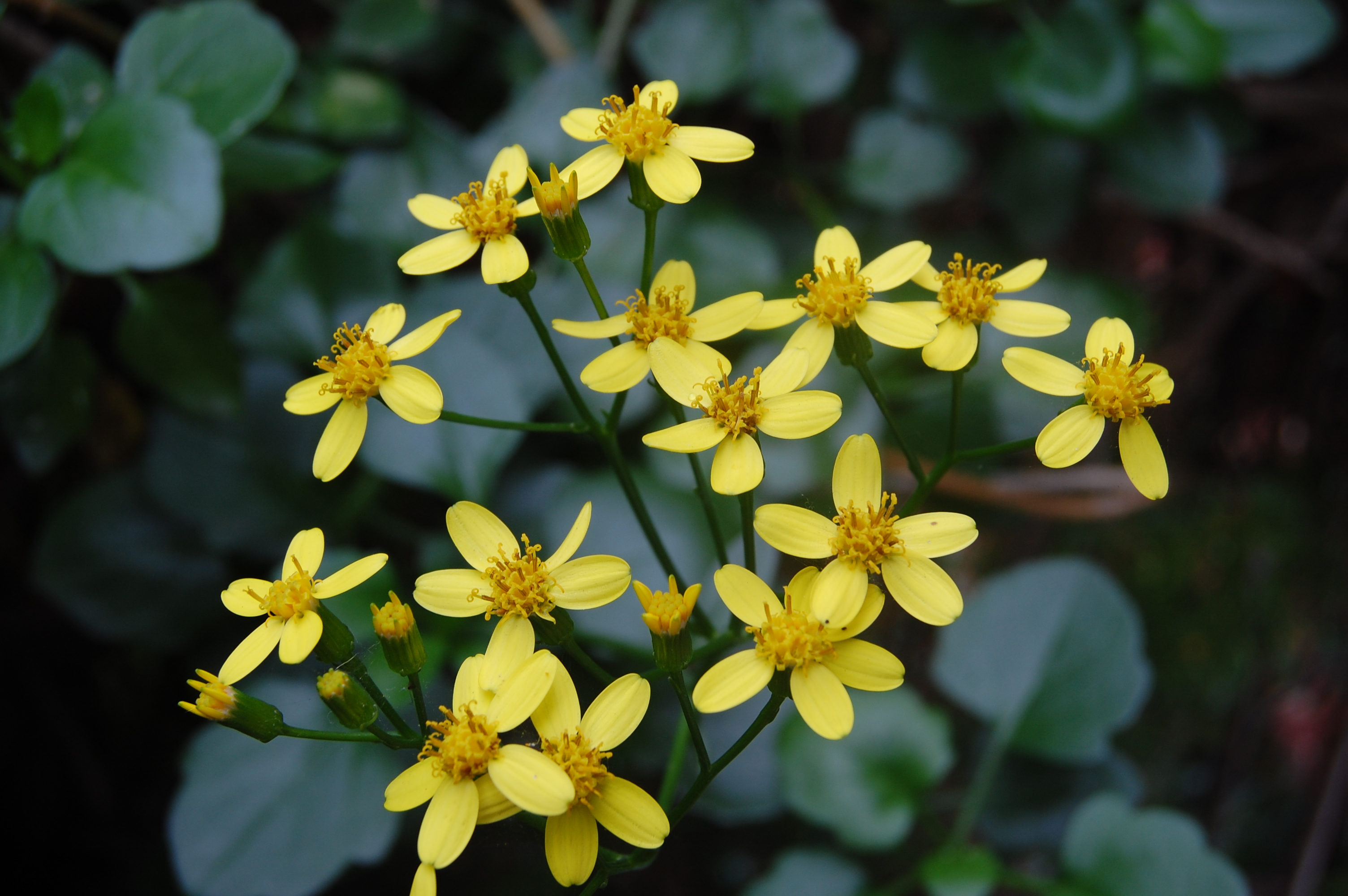
Senecio angulatus
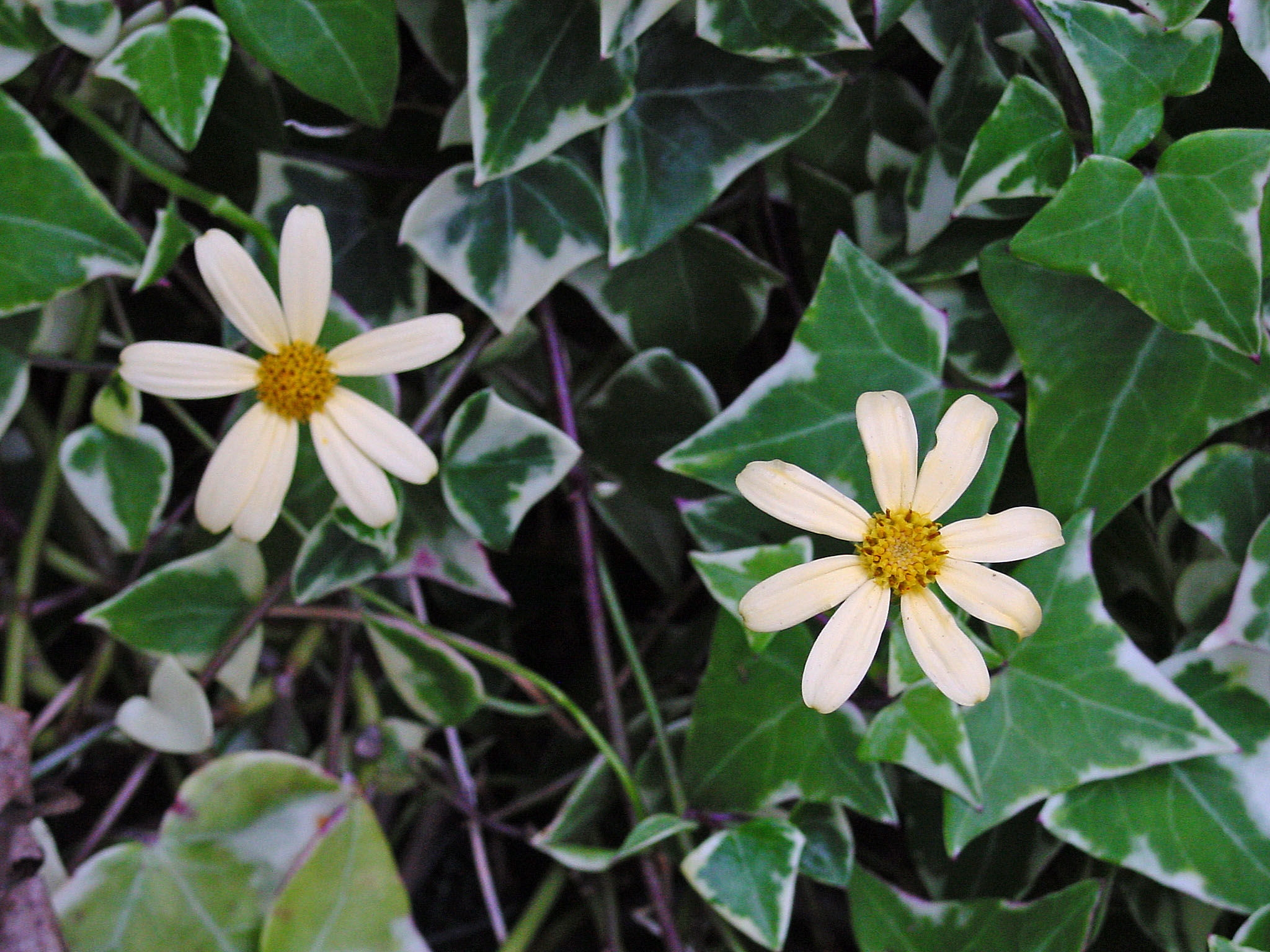
Senecio macroglossus
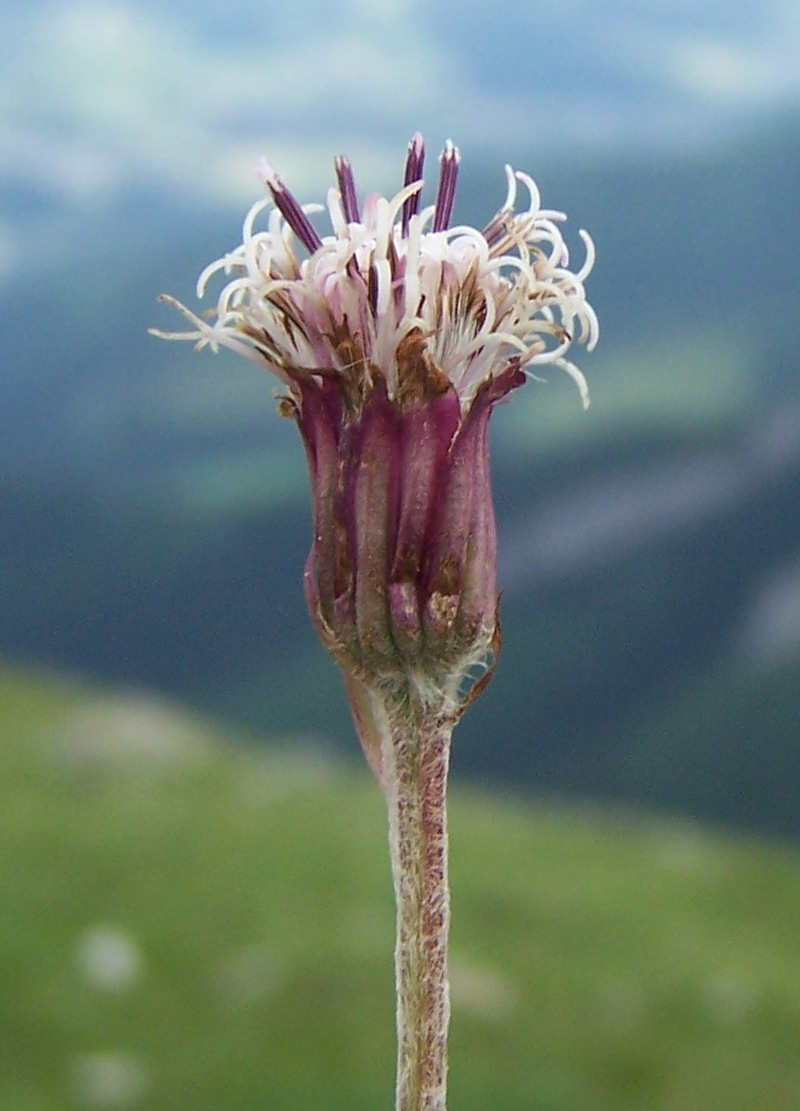
Homogyne alpina
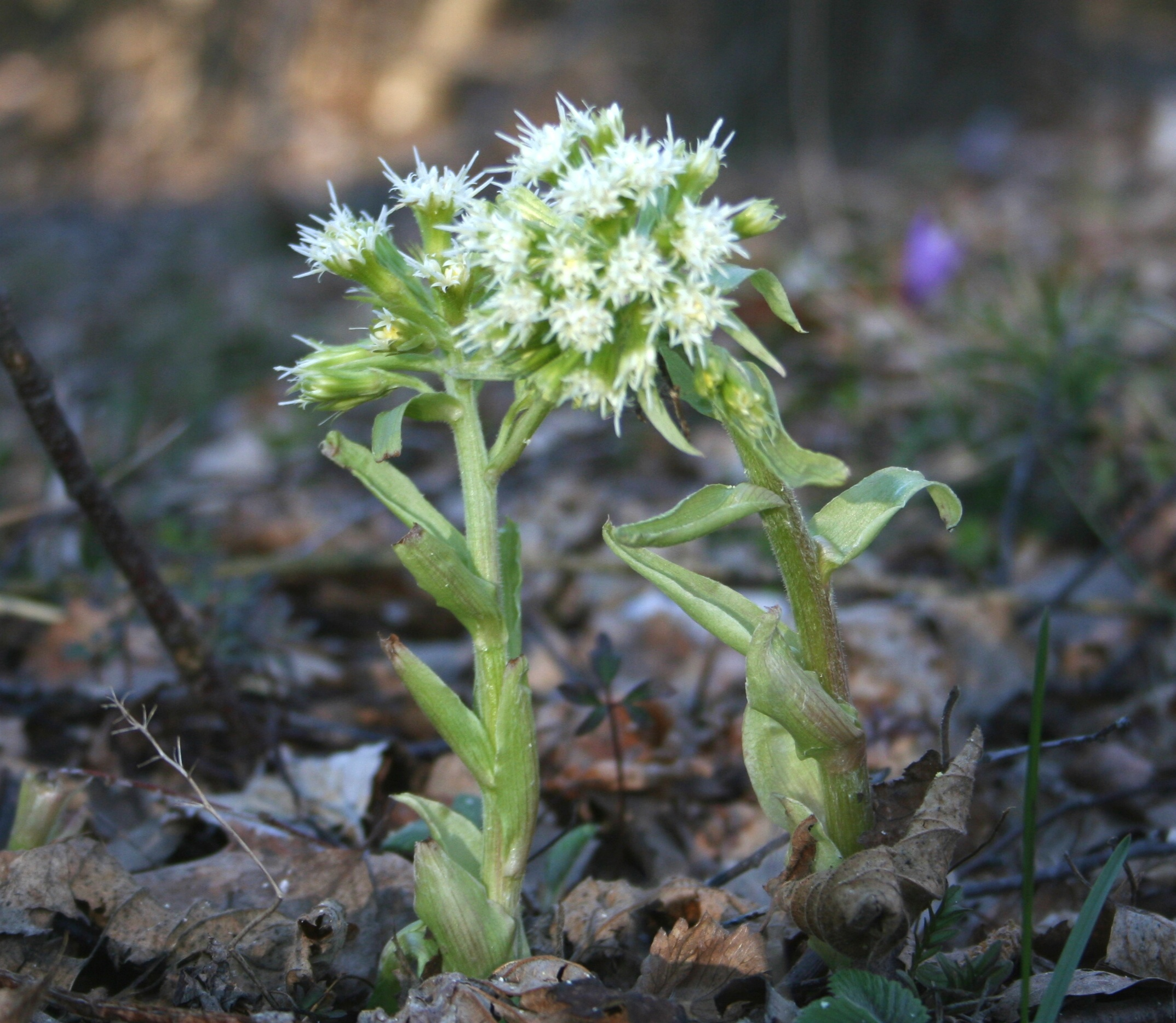
Petasites albus
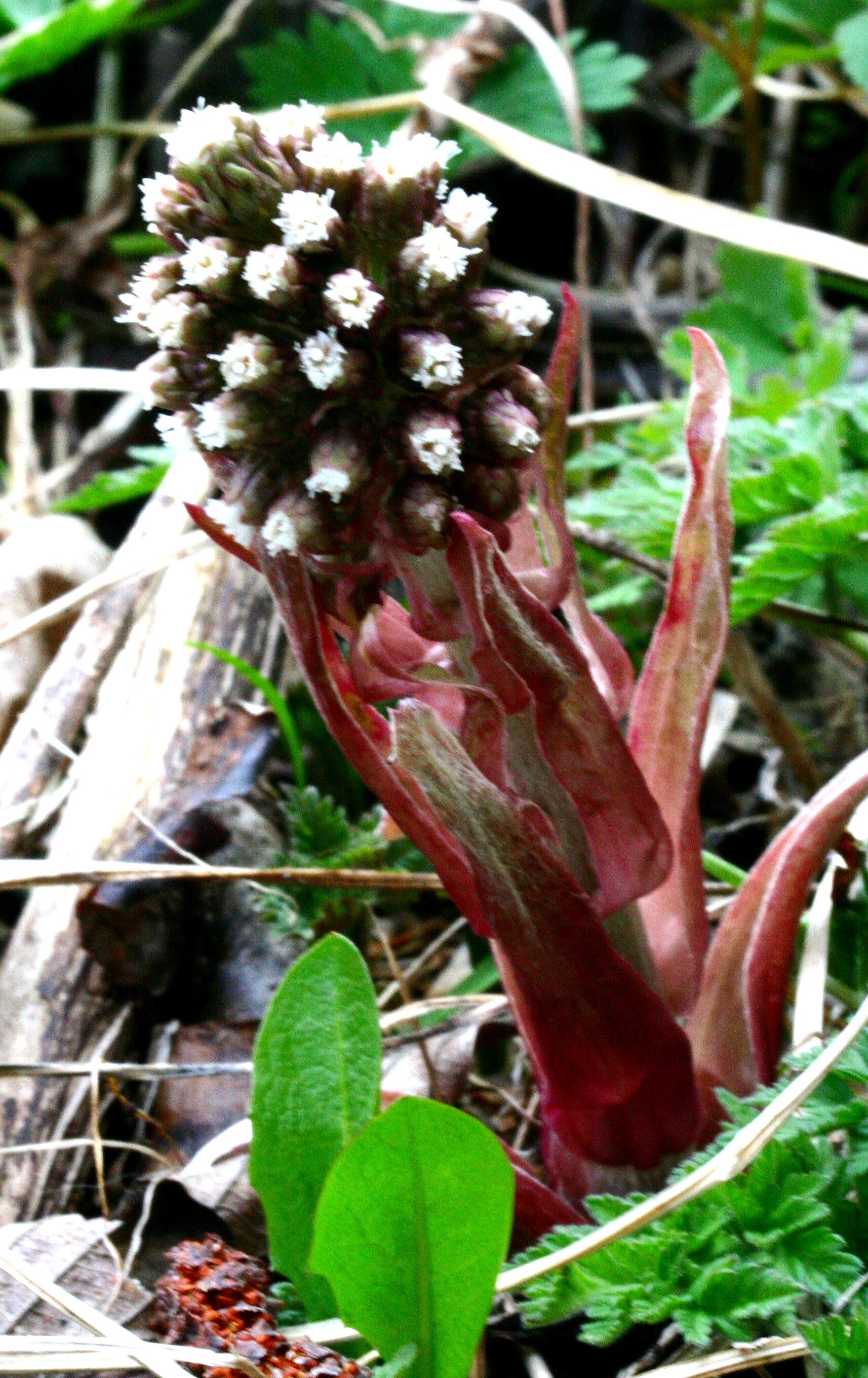
Petasites hybridus
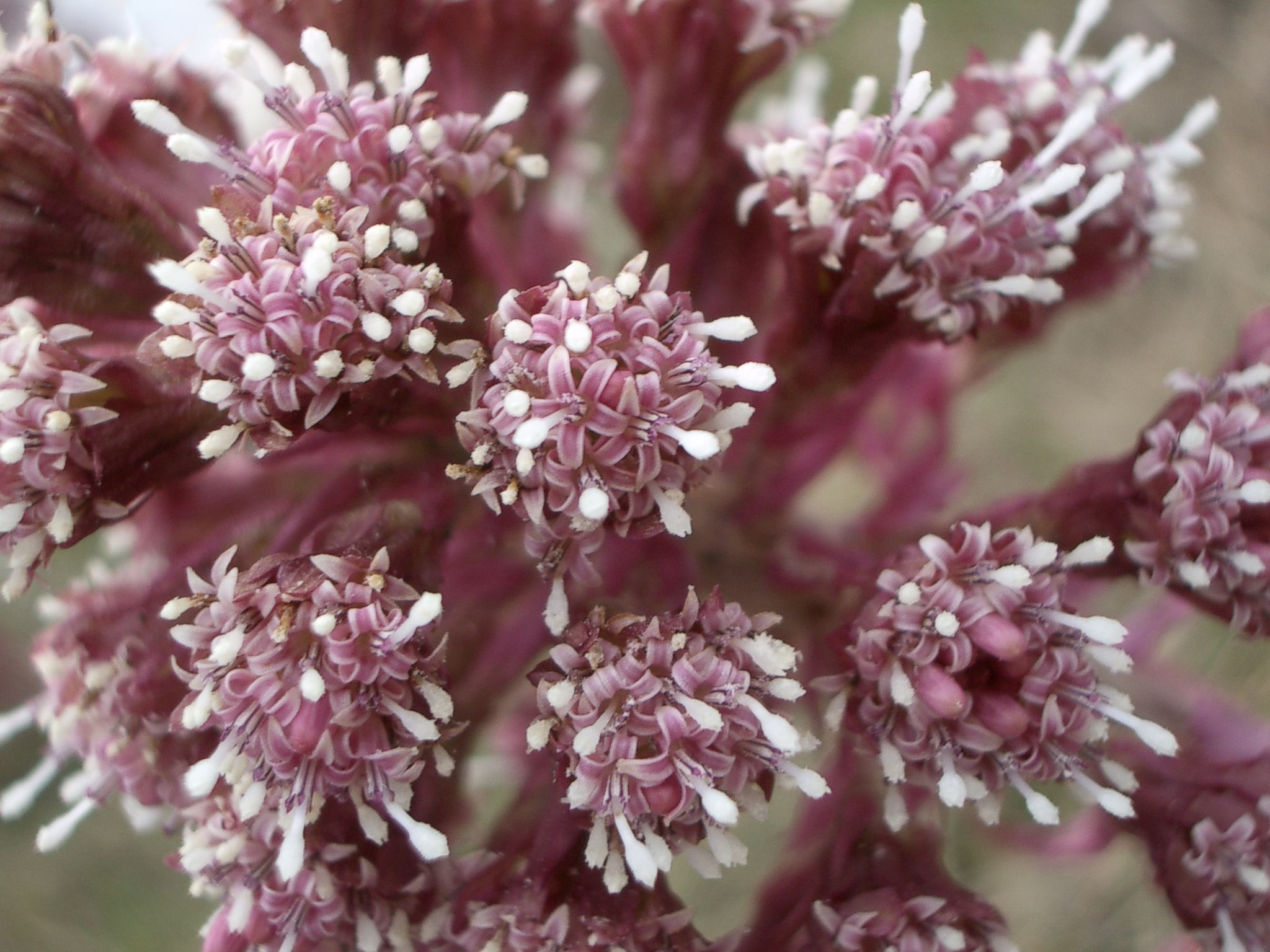
Petasites paradoxus
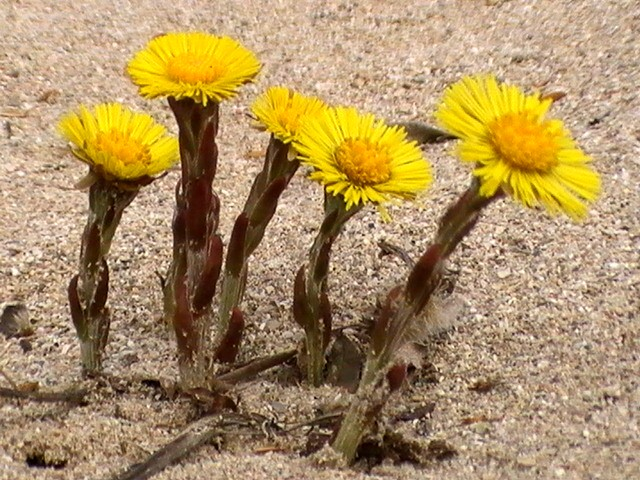
Tussilago farfara

### TribuCalenduleae

Calendula arvensis
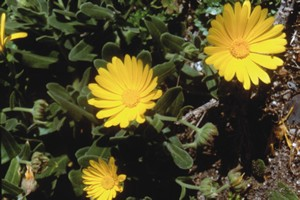
Calendula maritima
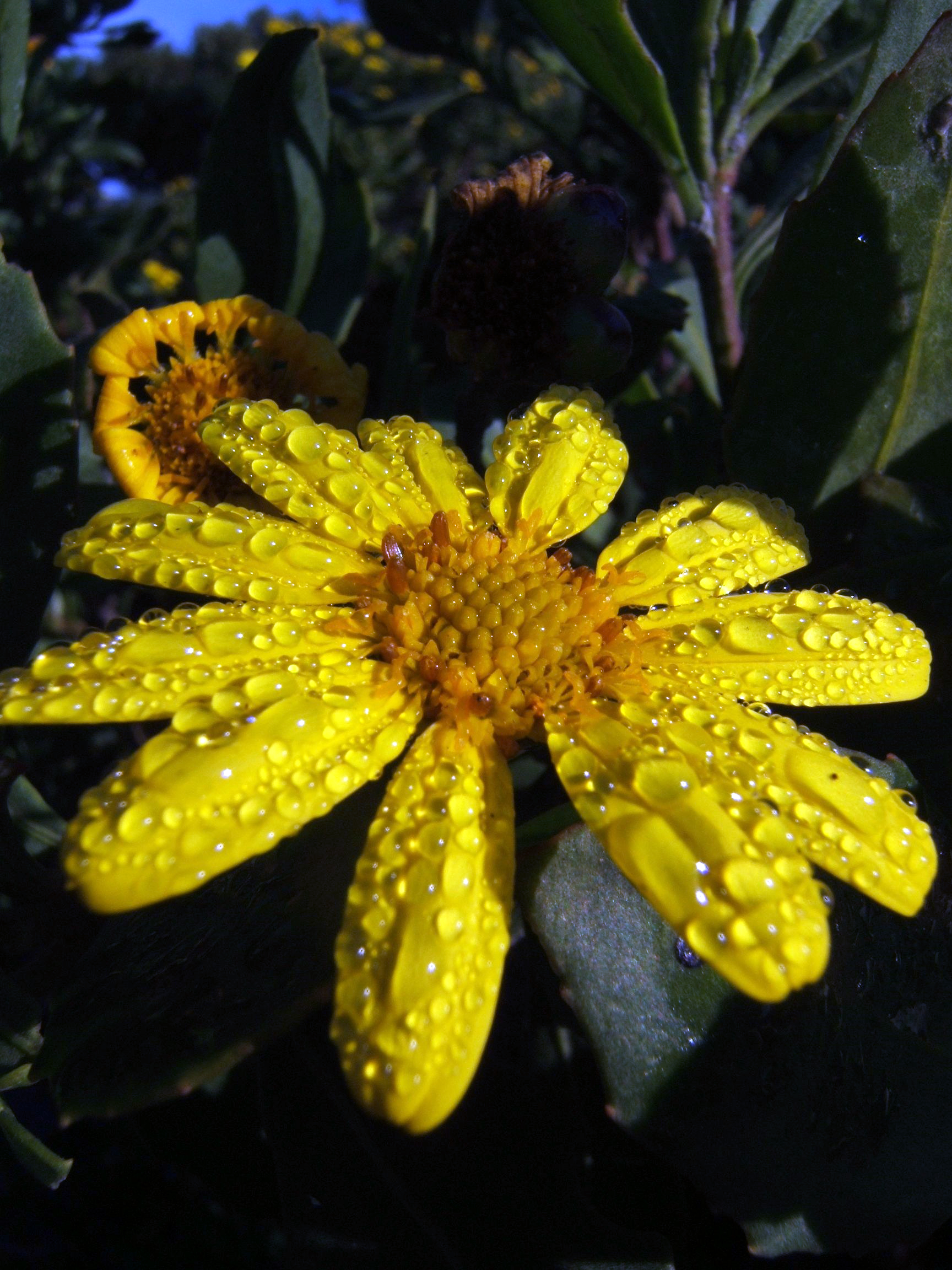
Chrysanthemoides monilifera
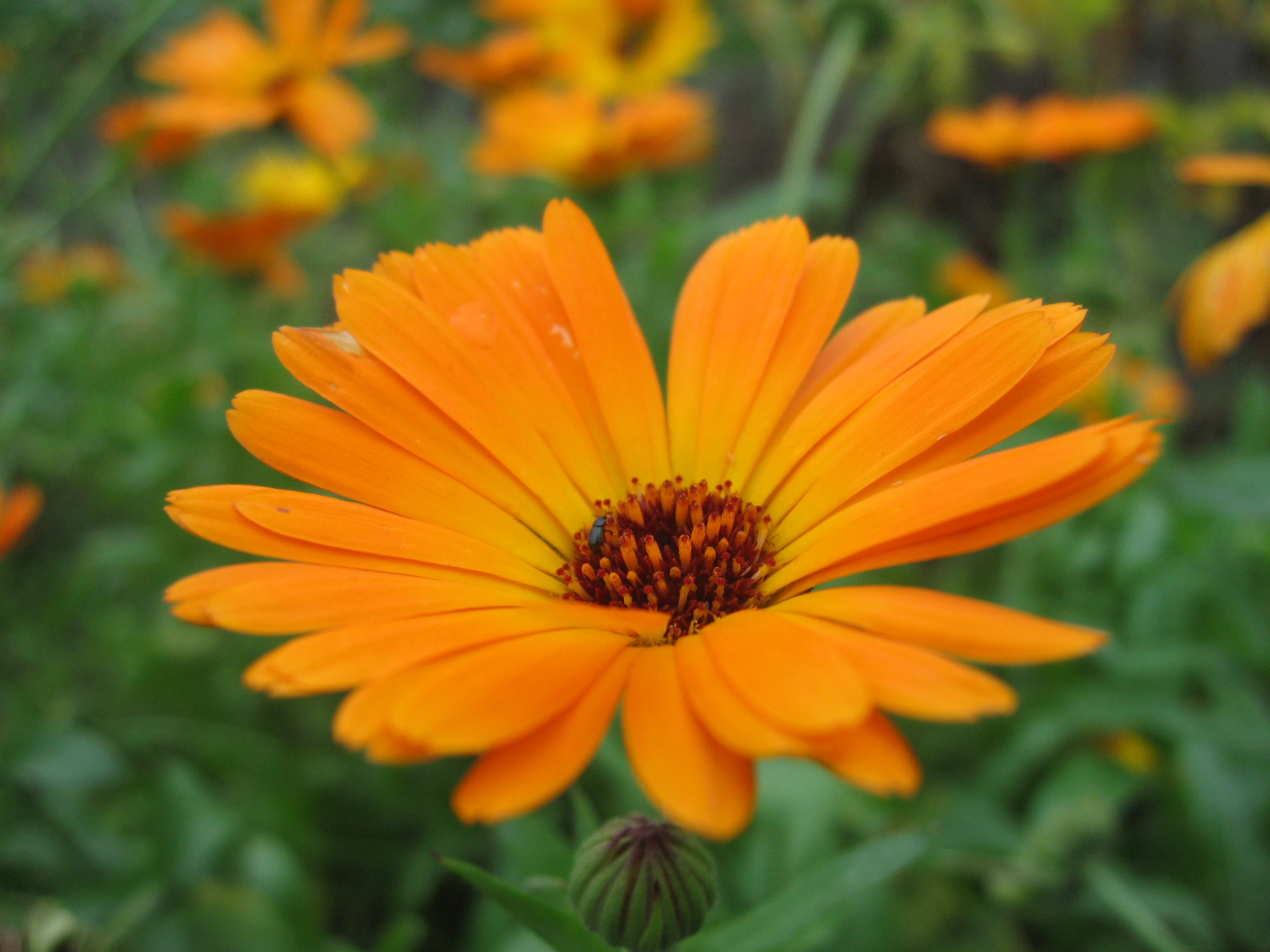
Dimorphotheca tragus
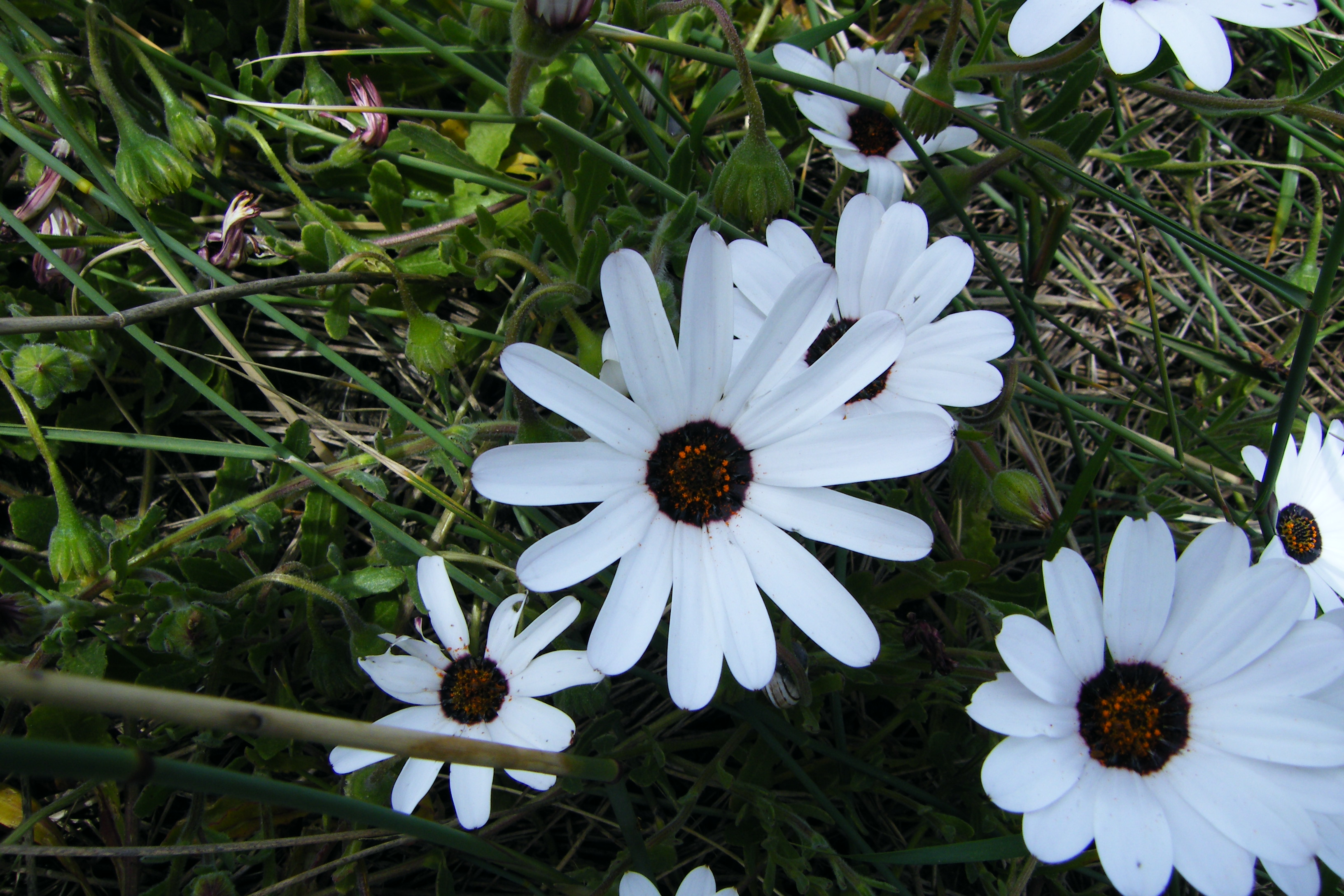
Dimorphotheca pluvialis
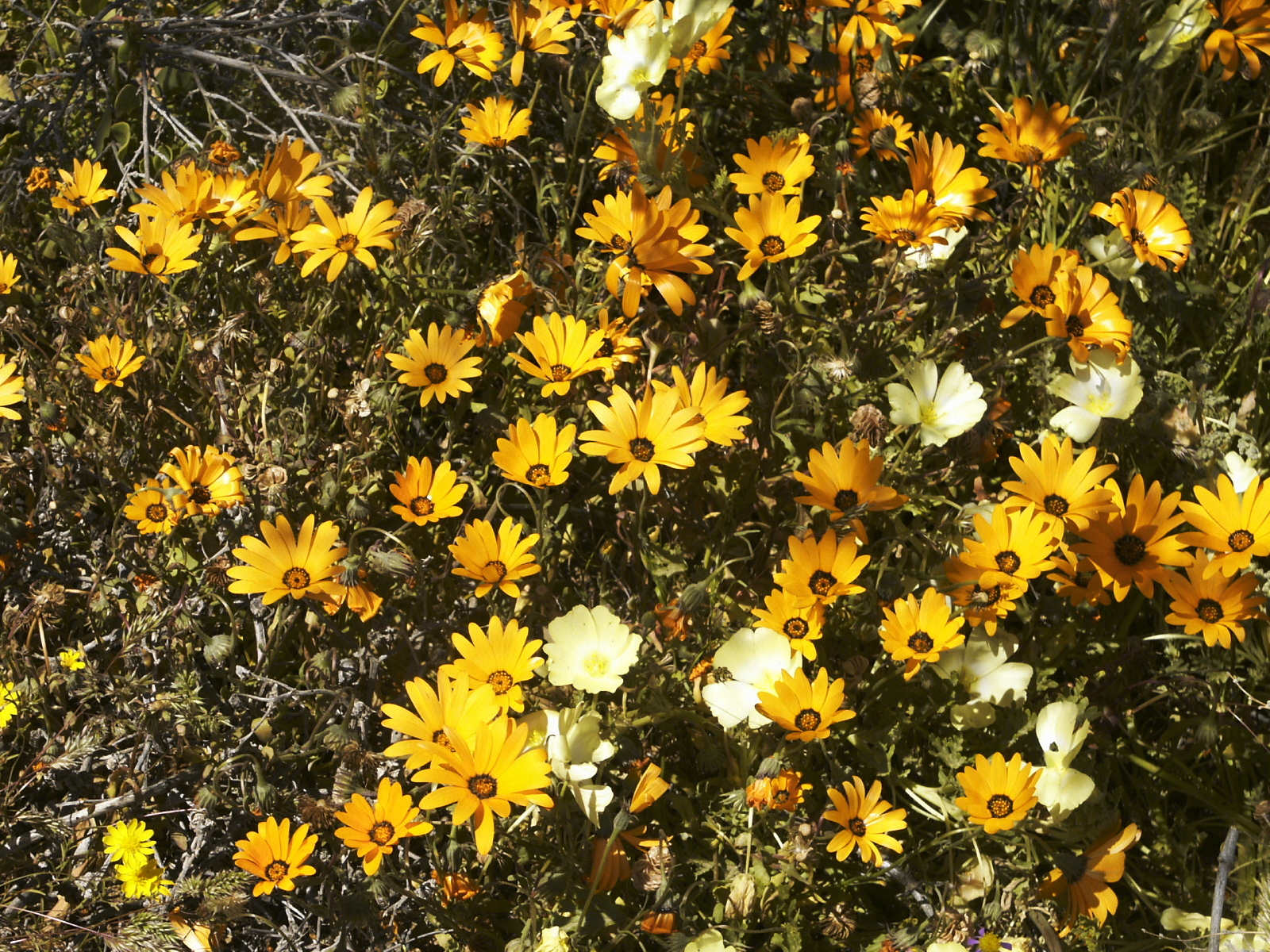
Monoculus hyoseroides

### TribuGnaphalieae

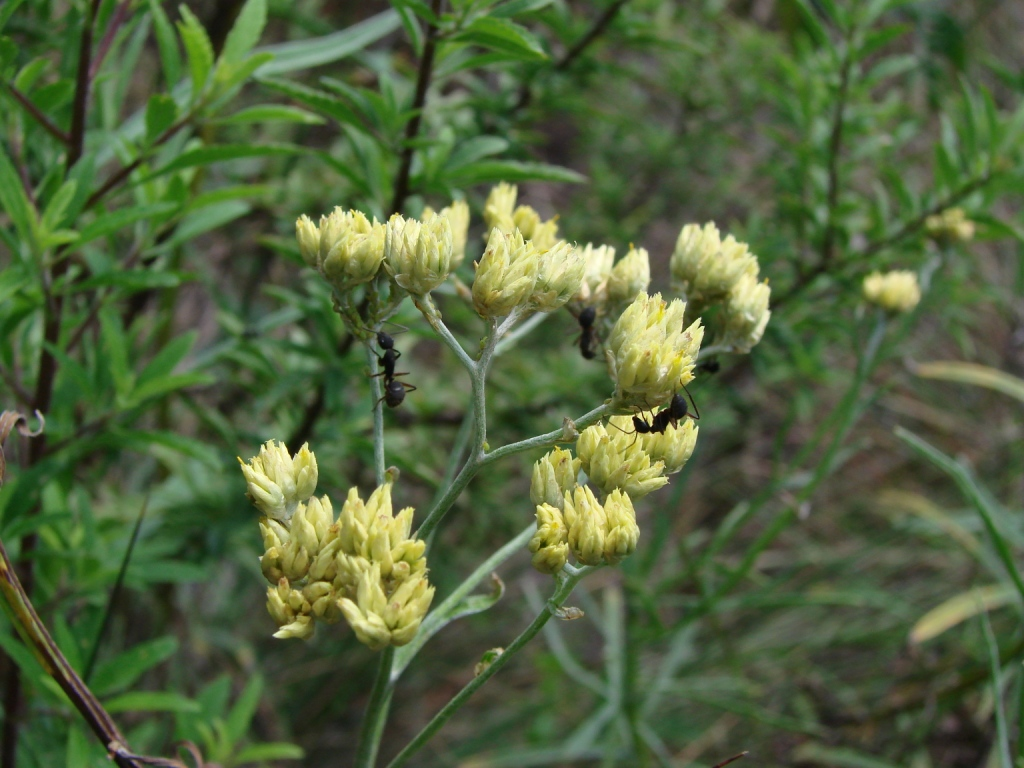
Achyrocline alata
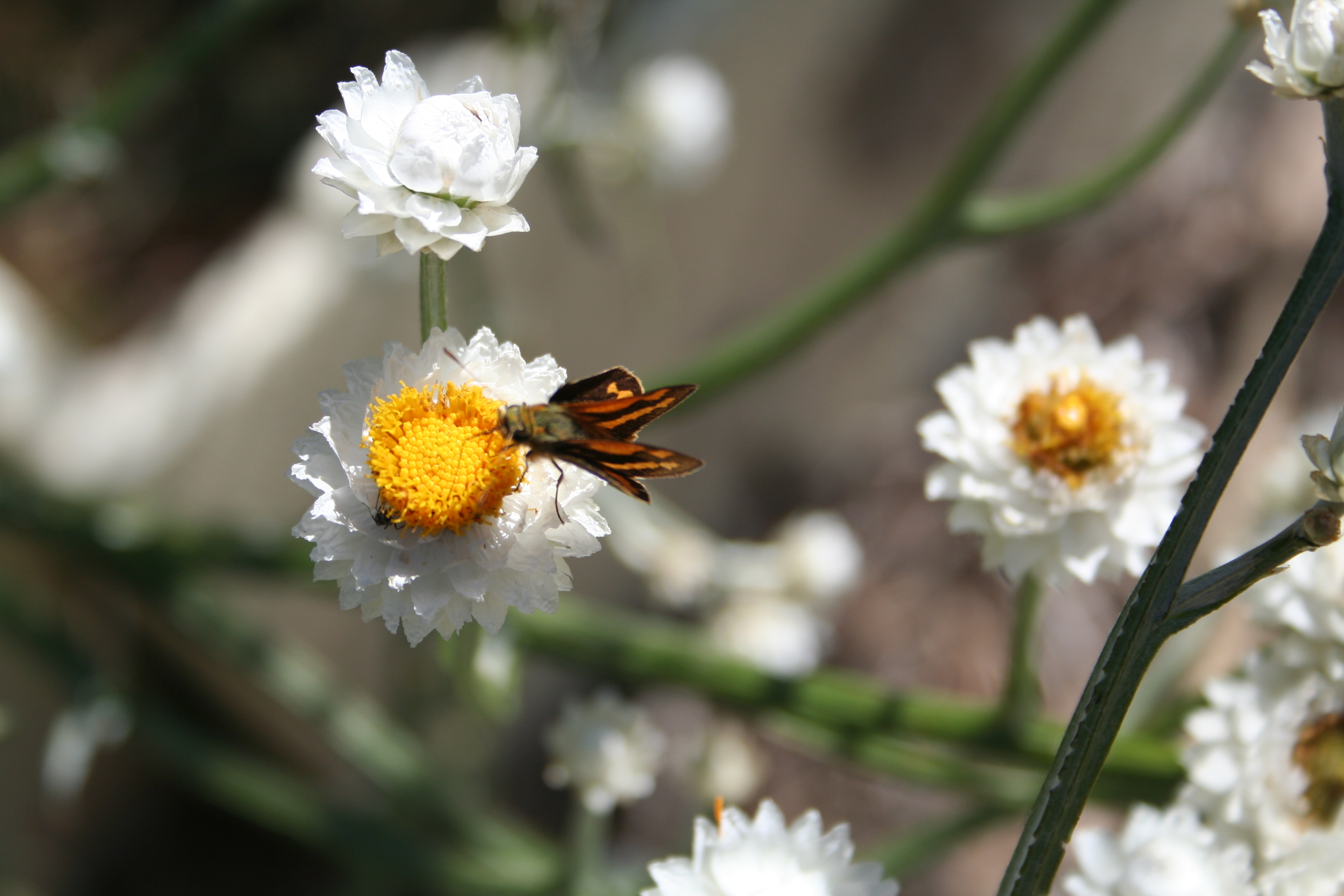
Ammobium alatum
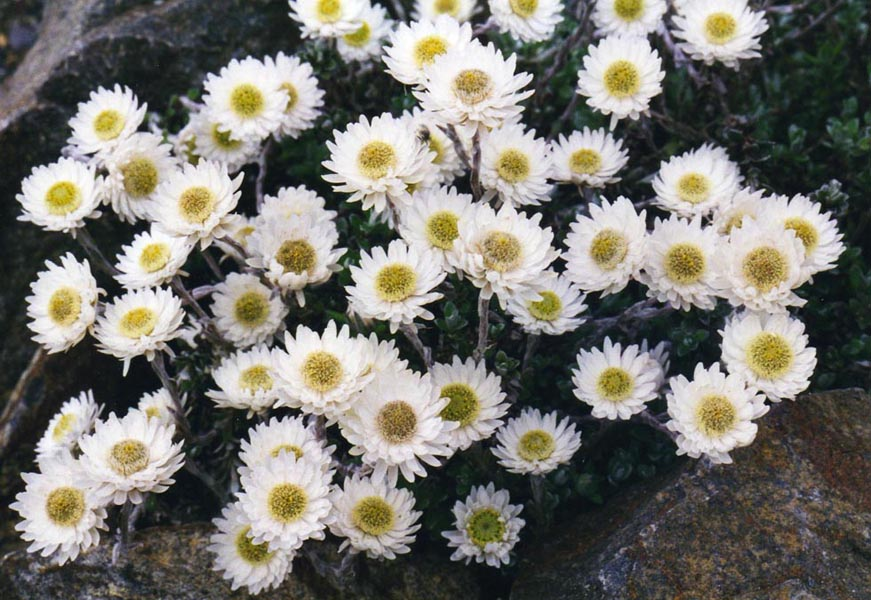
Anaphalioides bellidioides
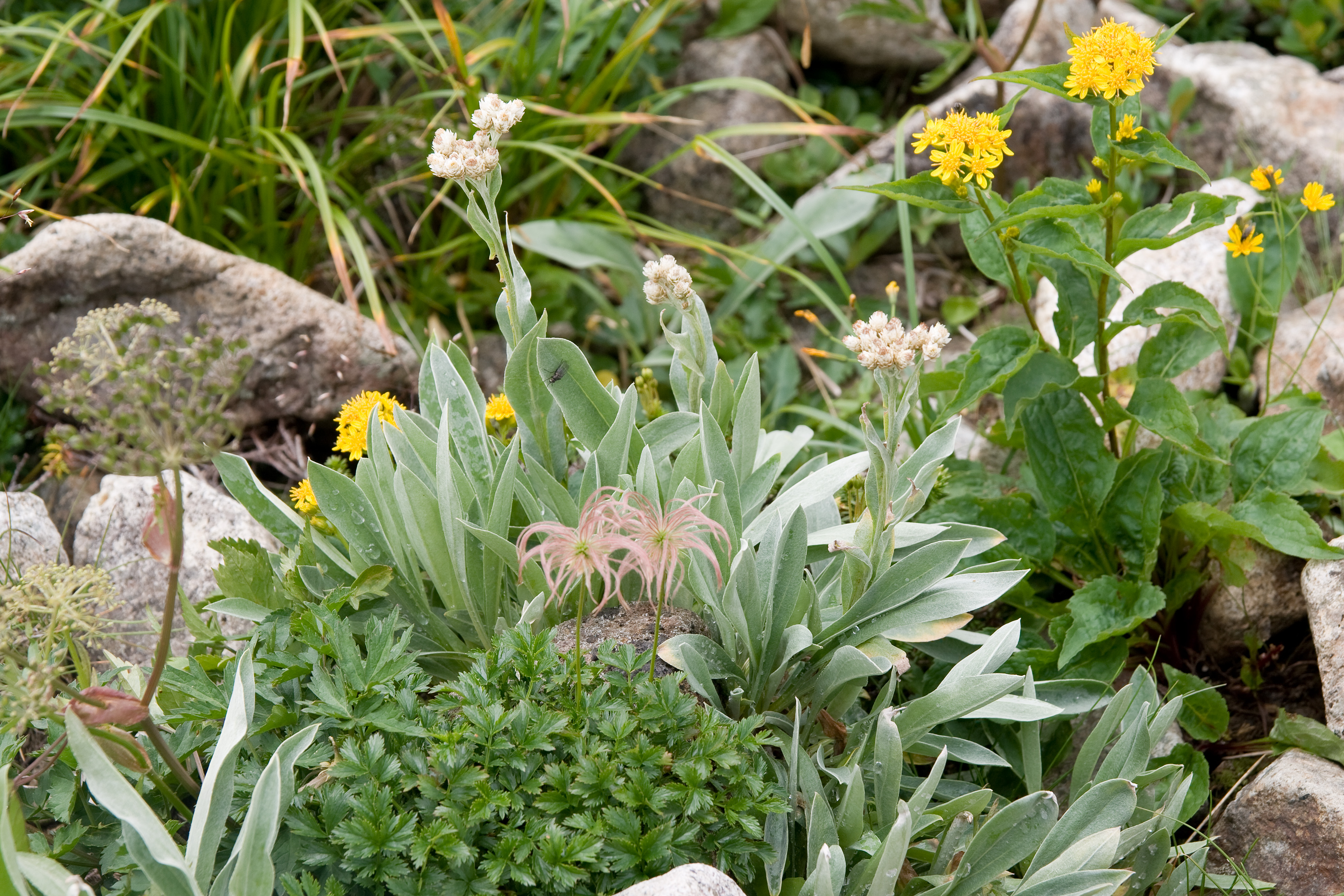
Anaphalis alpicola
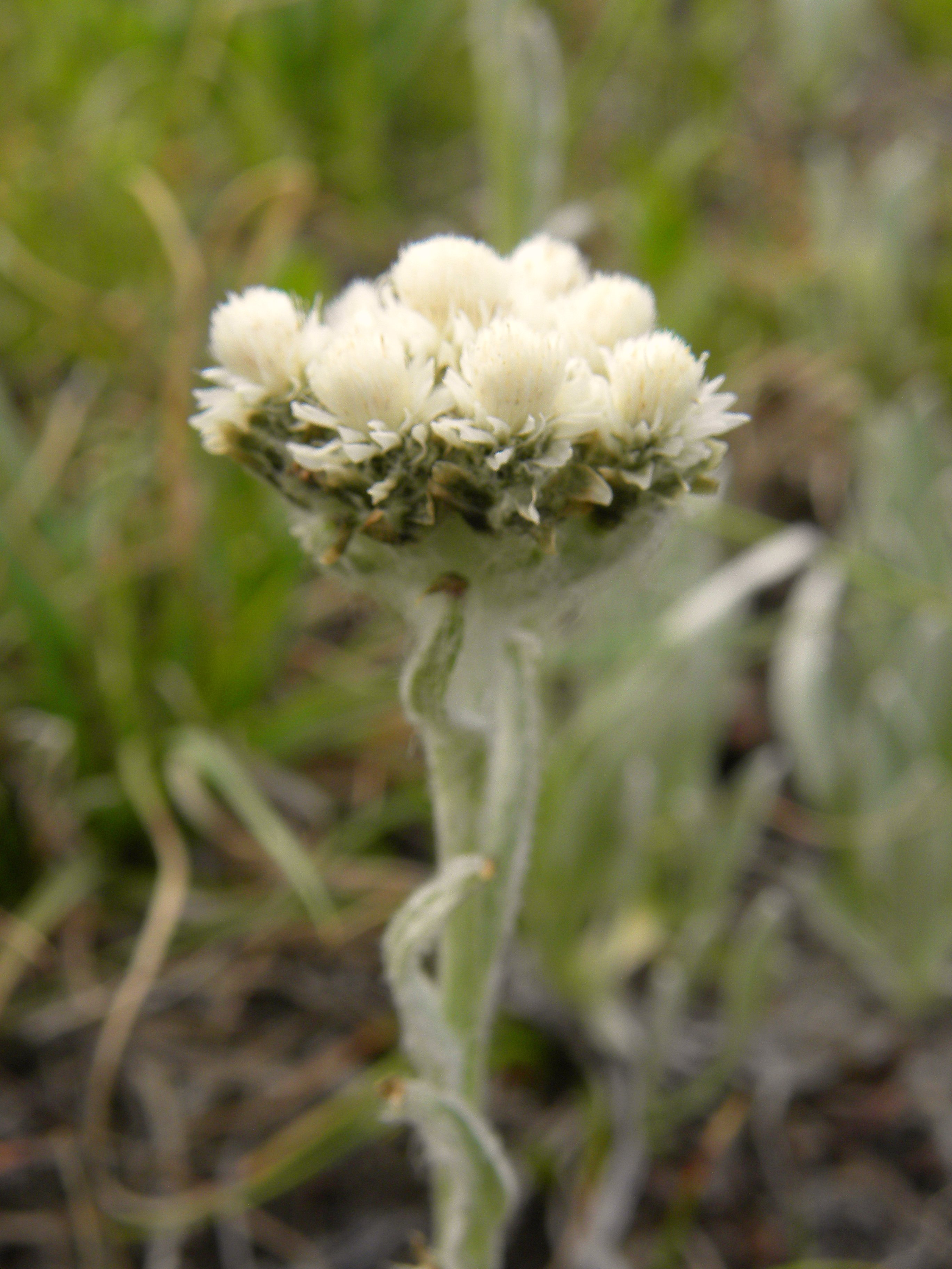
Antennaria alpina
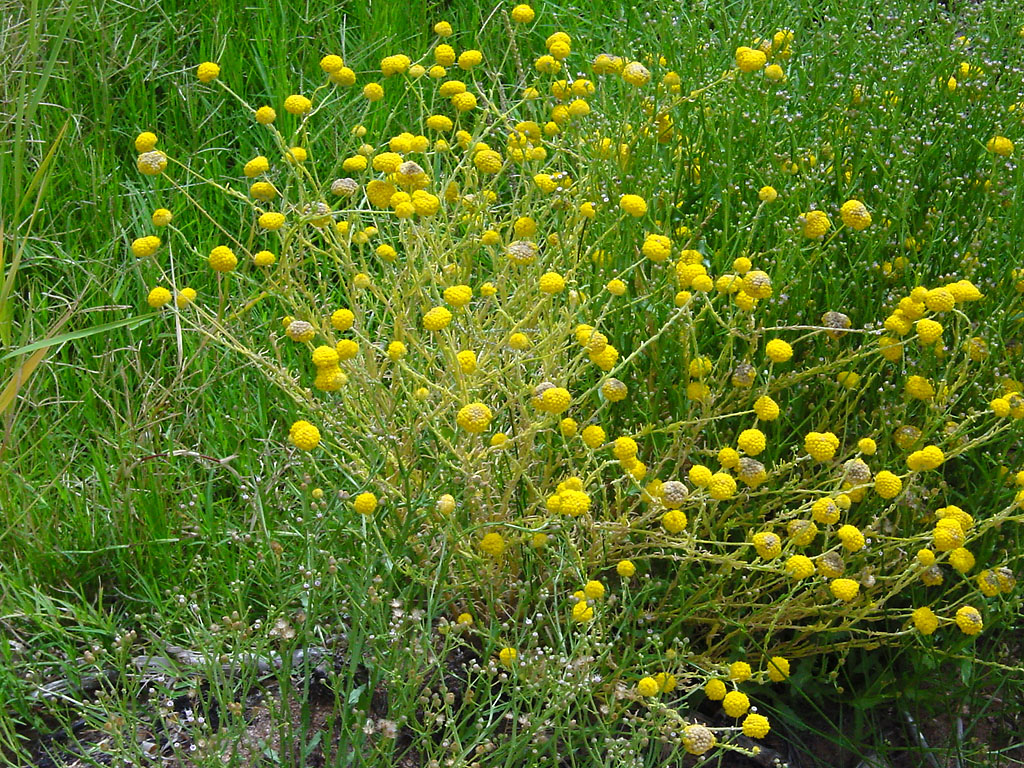
Calocephalus platycephalus
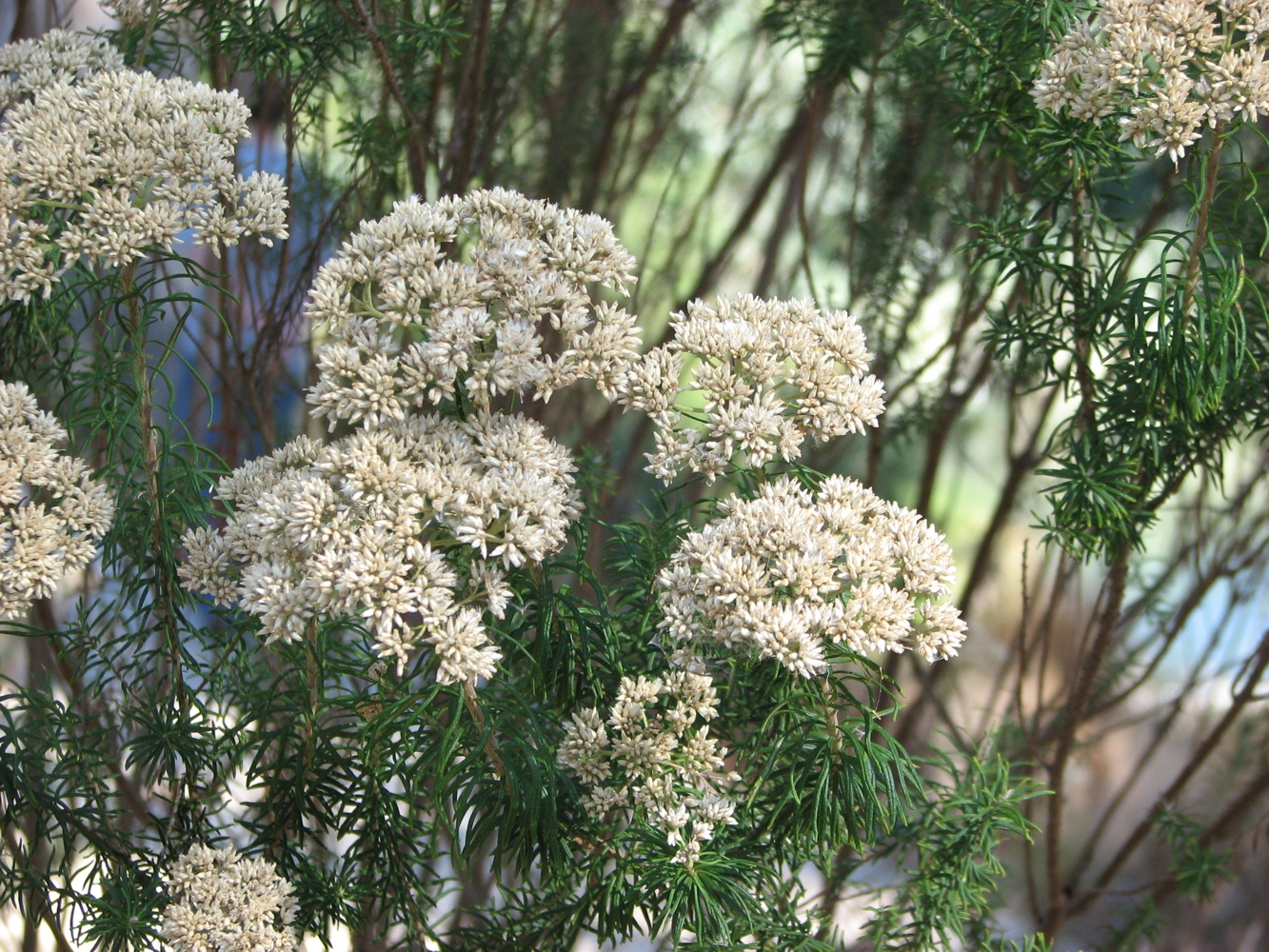
Cassinia aculeata
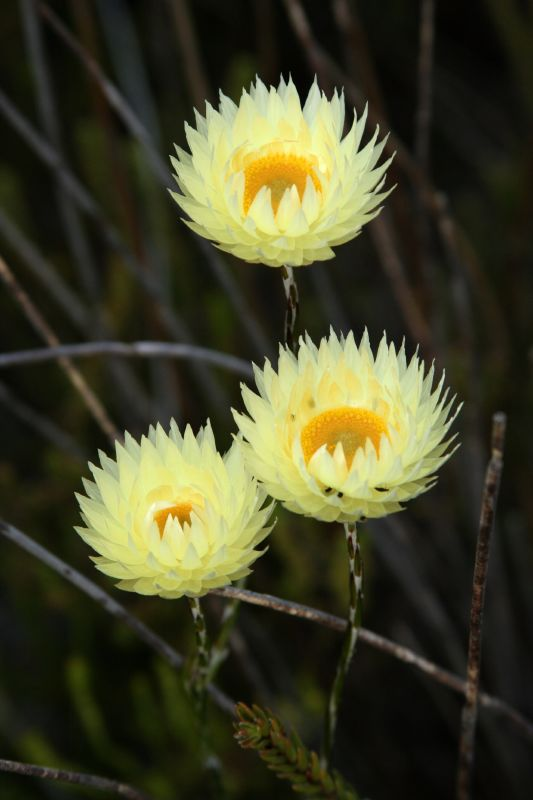
Edmondia sesamoides
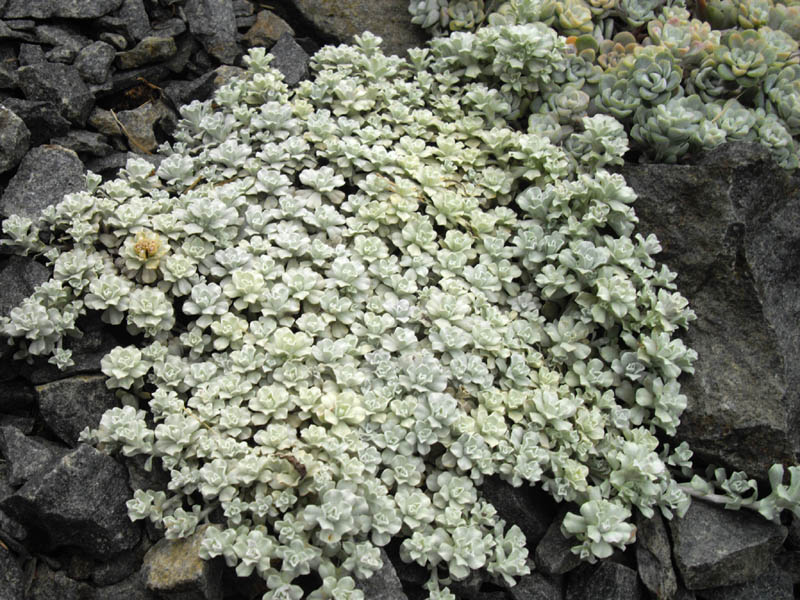
Ewartia planchonii
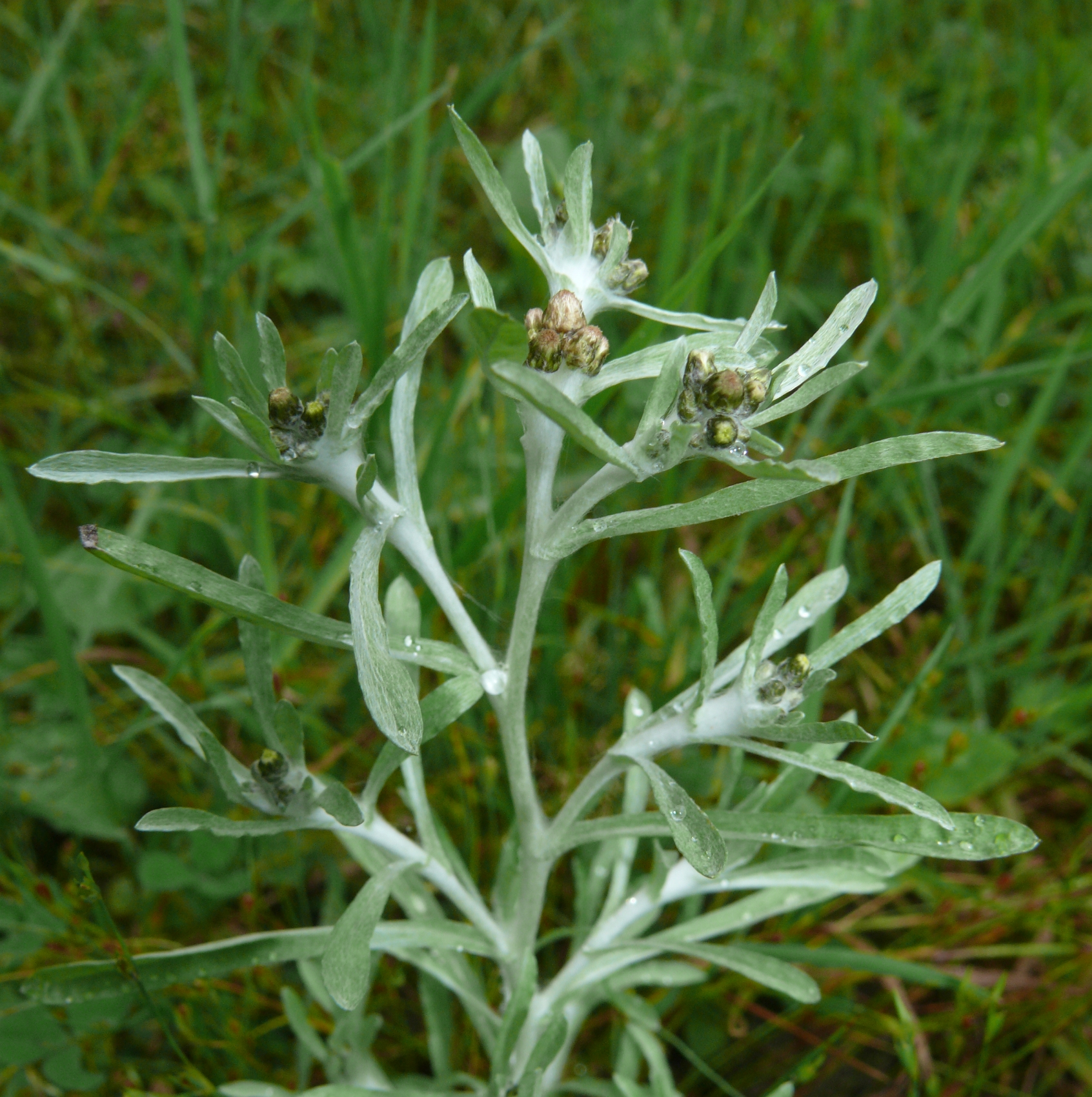
Gnaphalium uliginosum
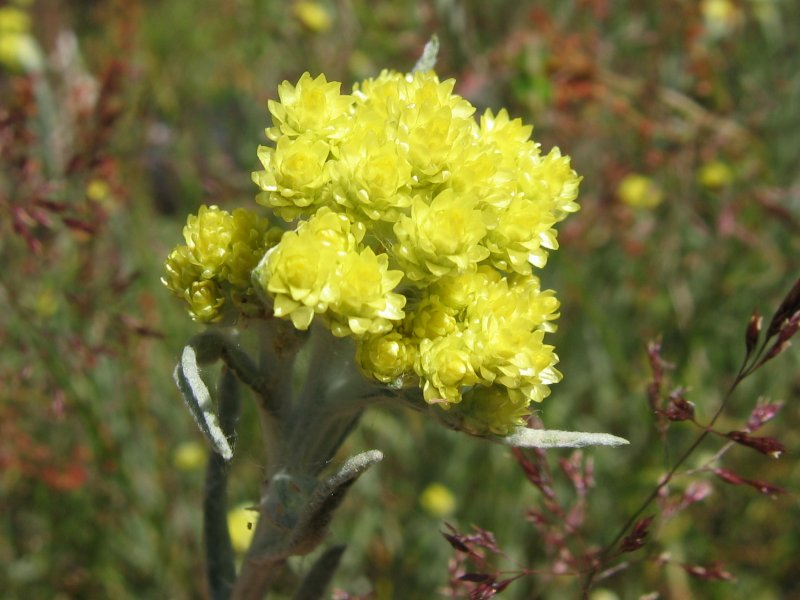
Helichrysum arenarium
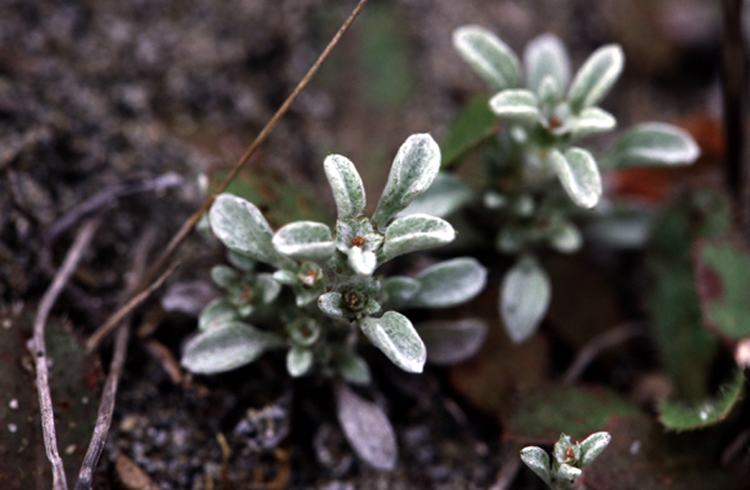
Hesperevax sparsiflora

### TribuAstereae

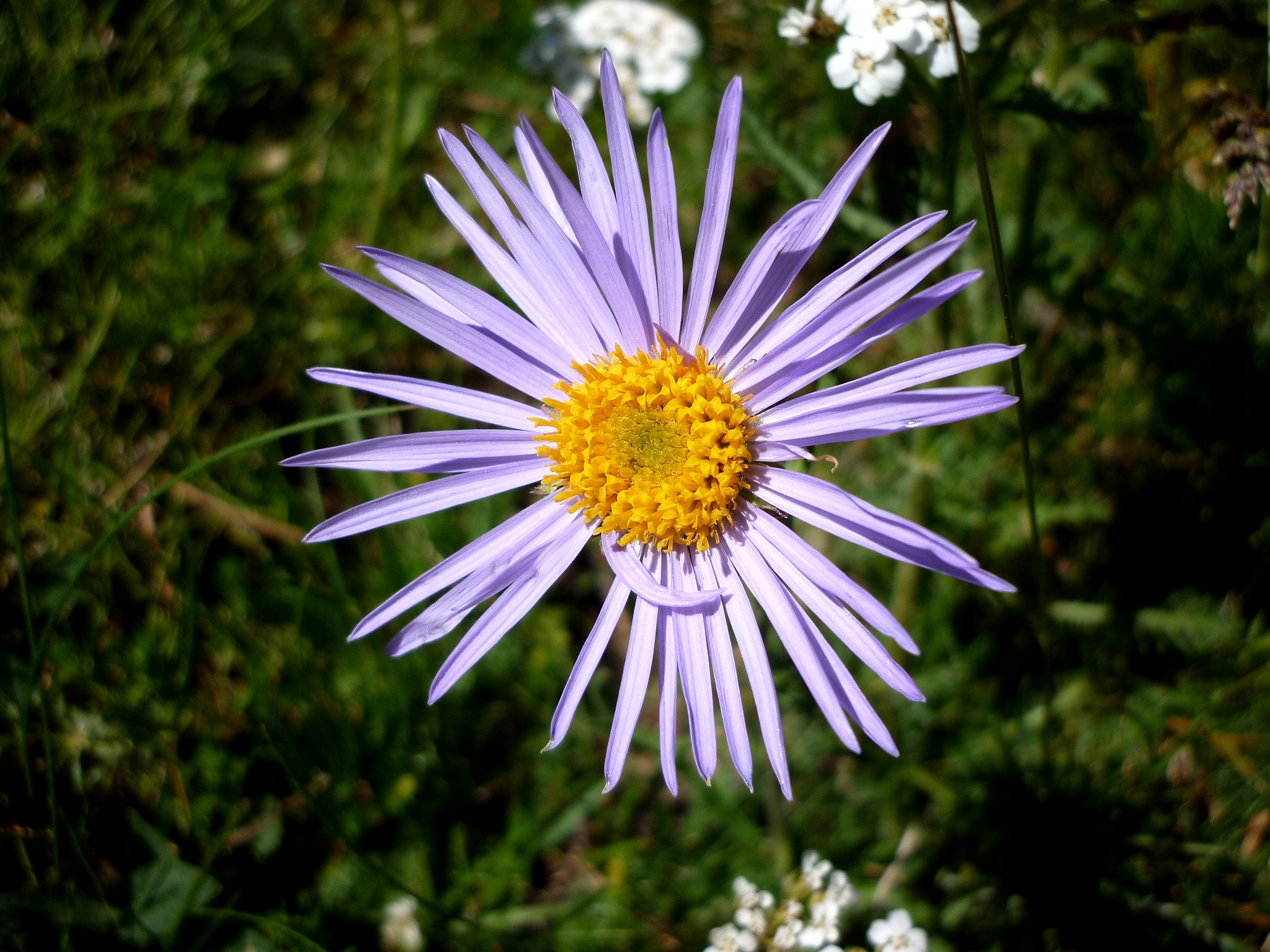
Aster alpinus (Sottotribù Asterinae)
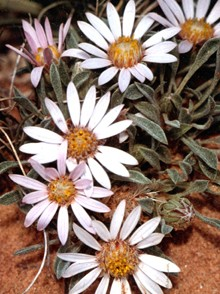
Townsendia incana (Sottotribù Astranthiinae)
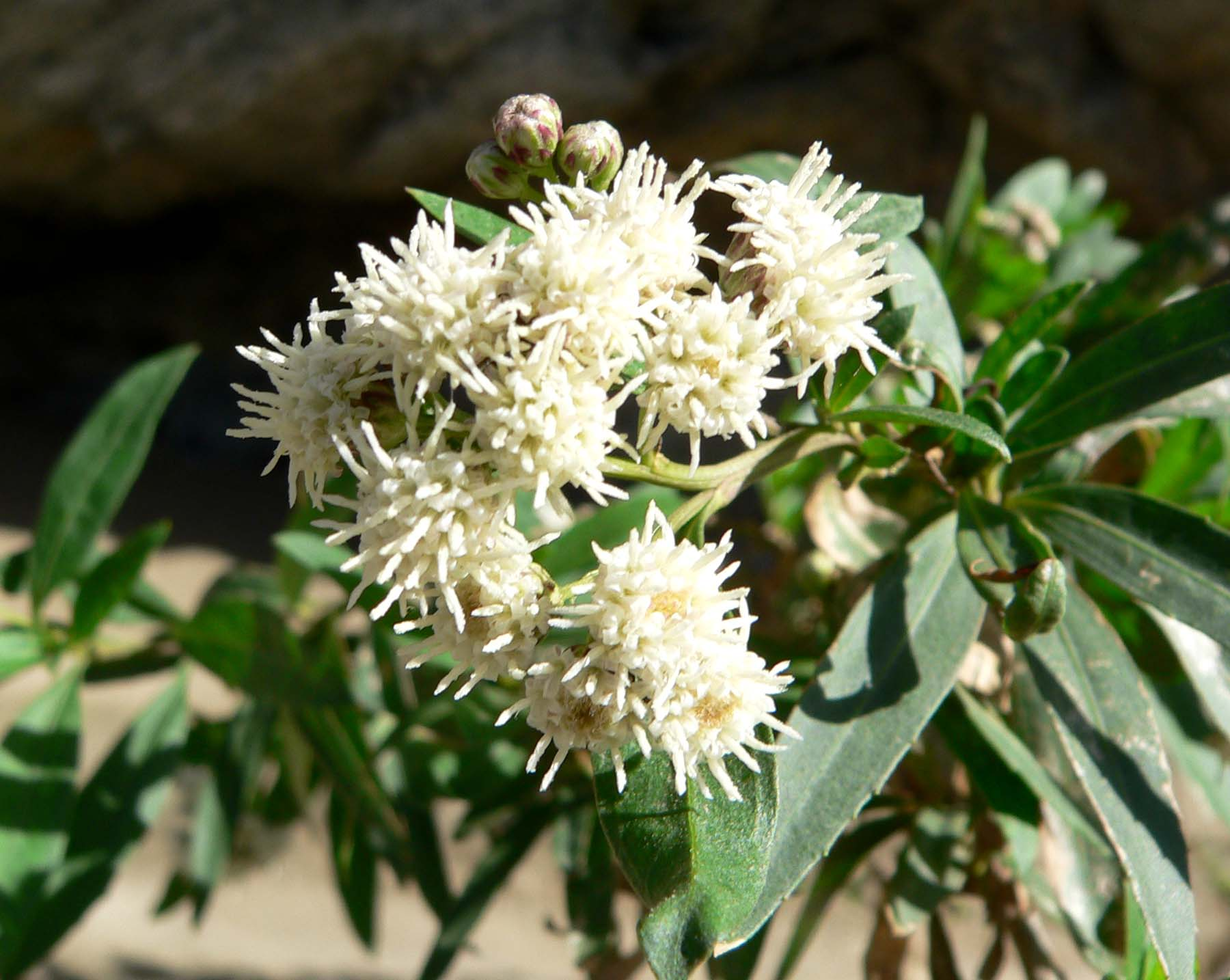
Baccharis salicifolia (Sottotribù Baccharidinae)
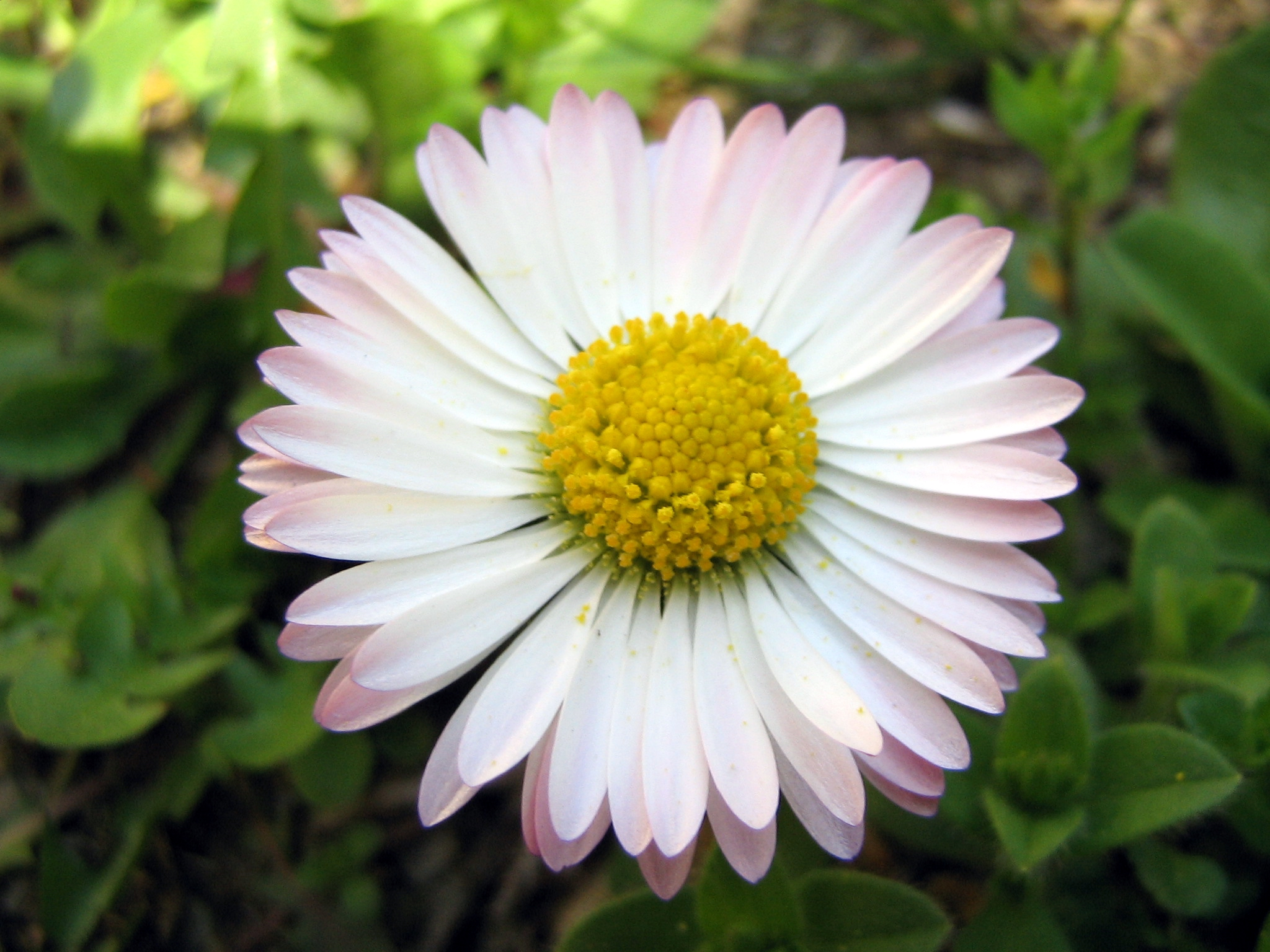
Bellis perennis (Sottotribù Bellidinae)
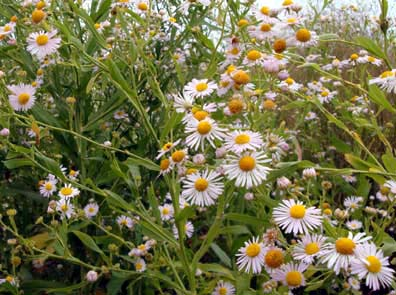
Boltonia decurrens (Sottotribù Boltoniinae)
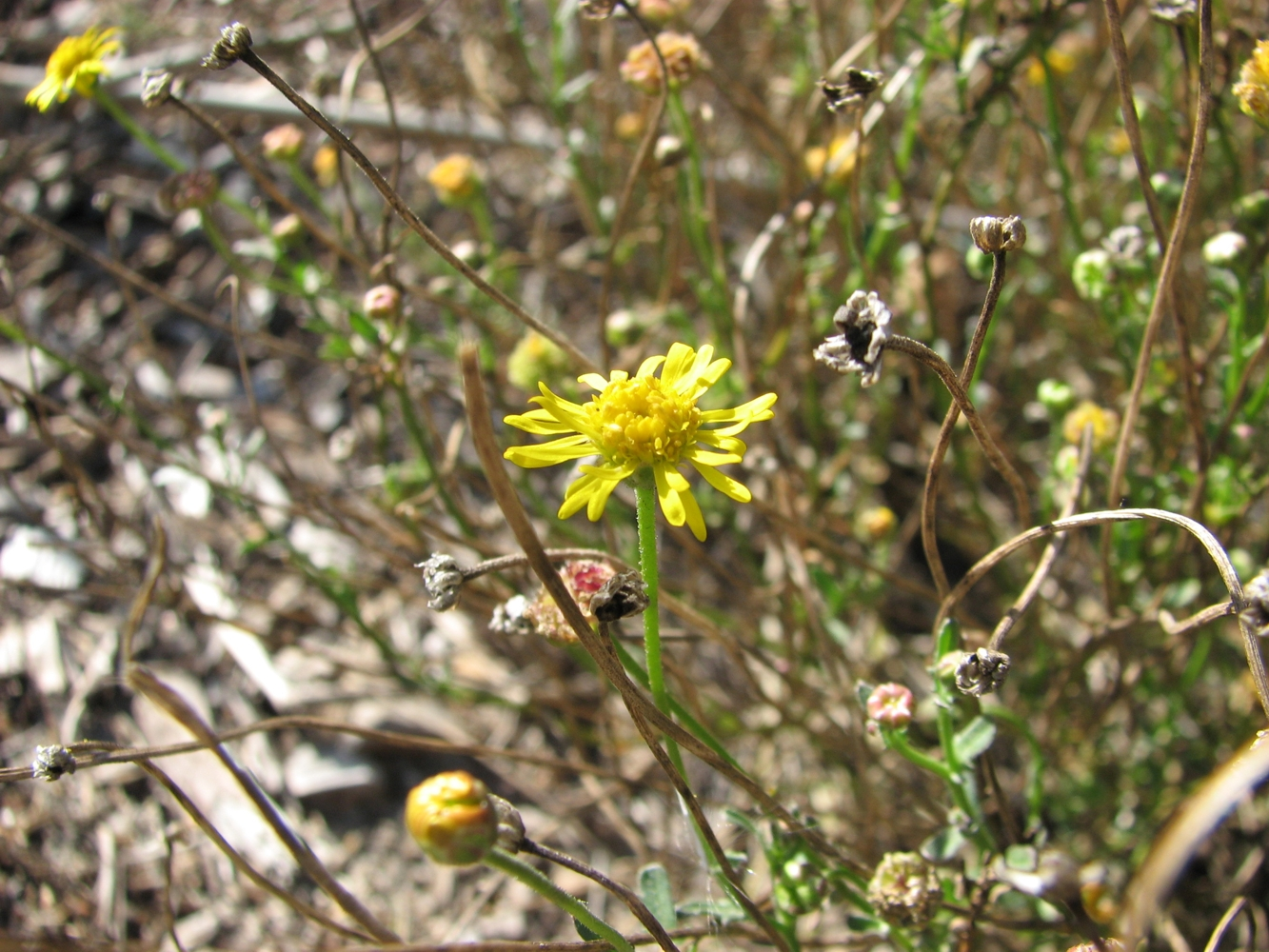
Brachyscome chrysoglossa (Sottotribù Brachyscominae)
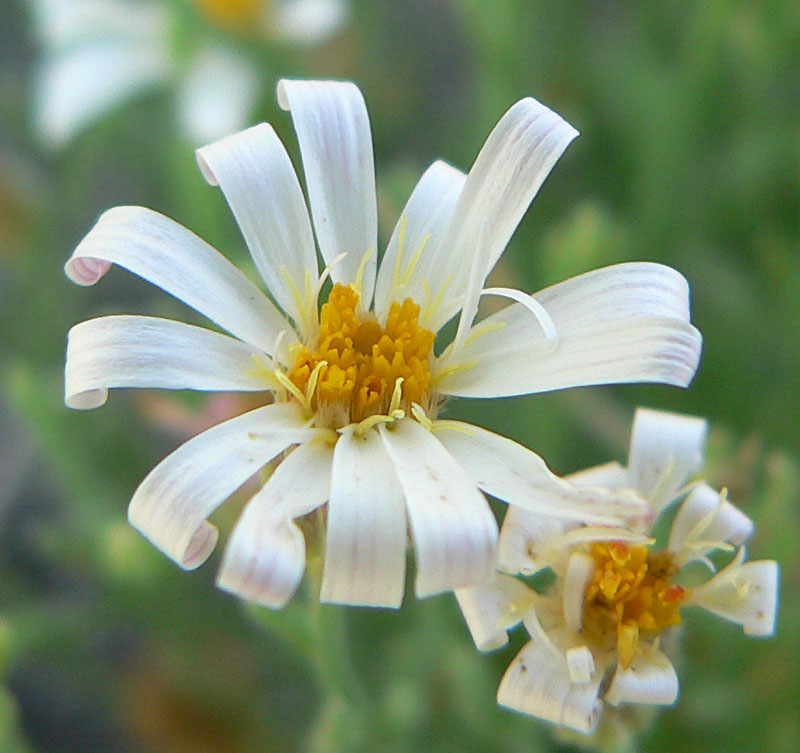
Chaetopappa ericoides (Sottotribù Chaetopappinae)
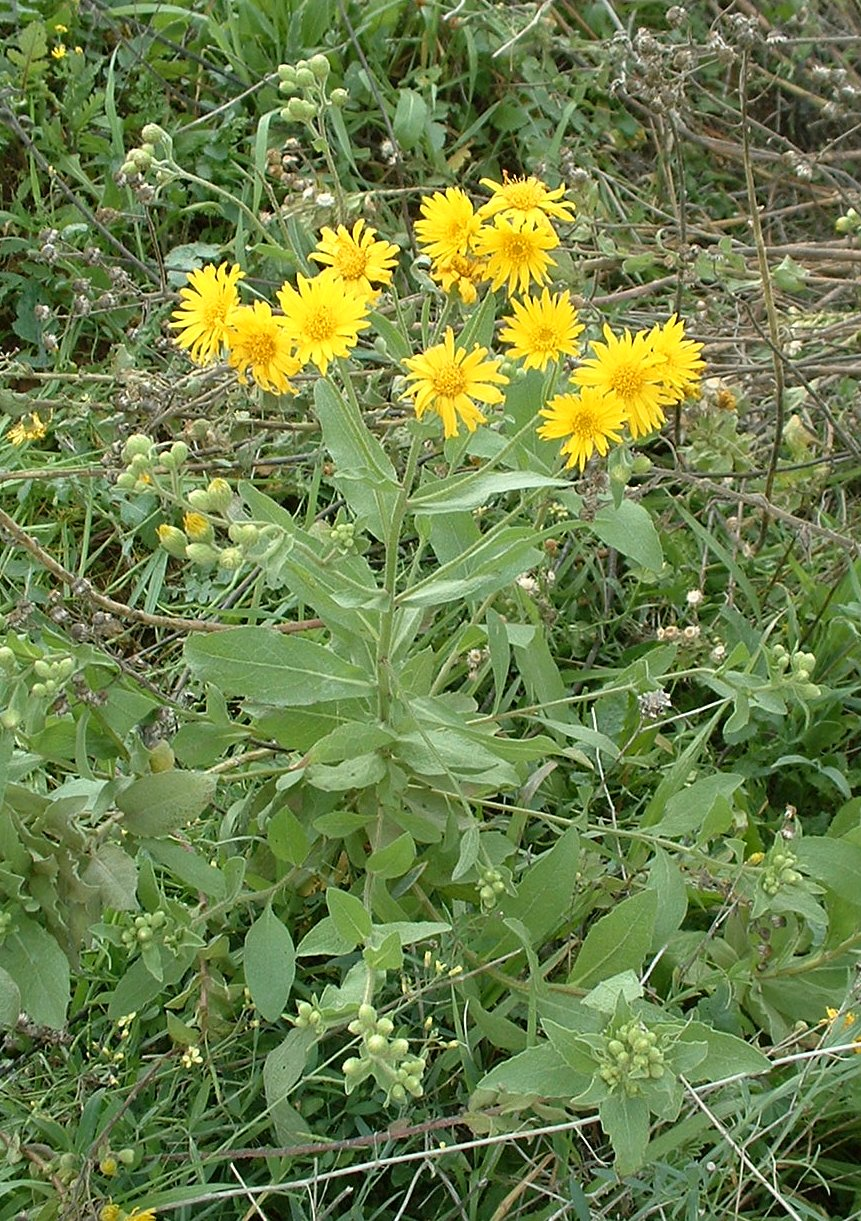
Heterotheca subaxillaris (Sottotribù Chrysopsidinae)
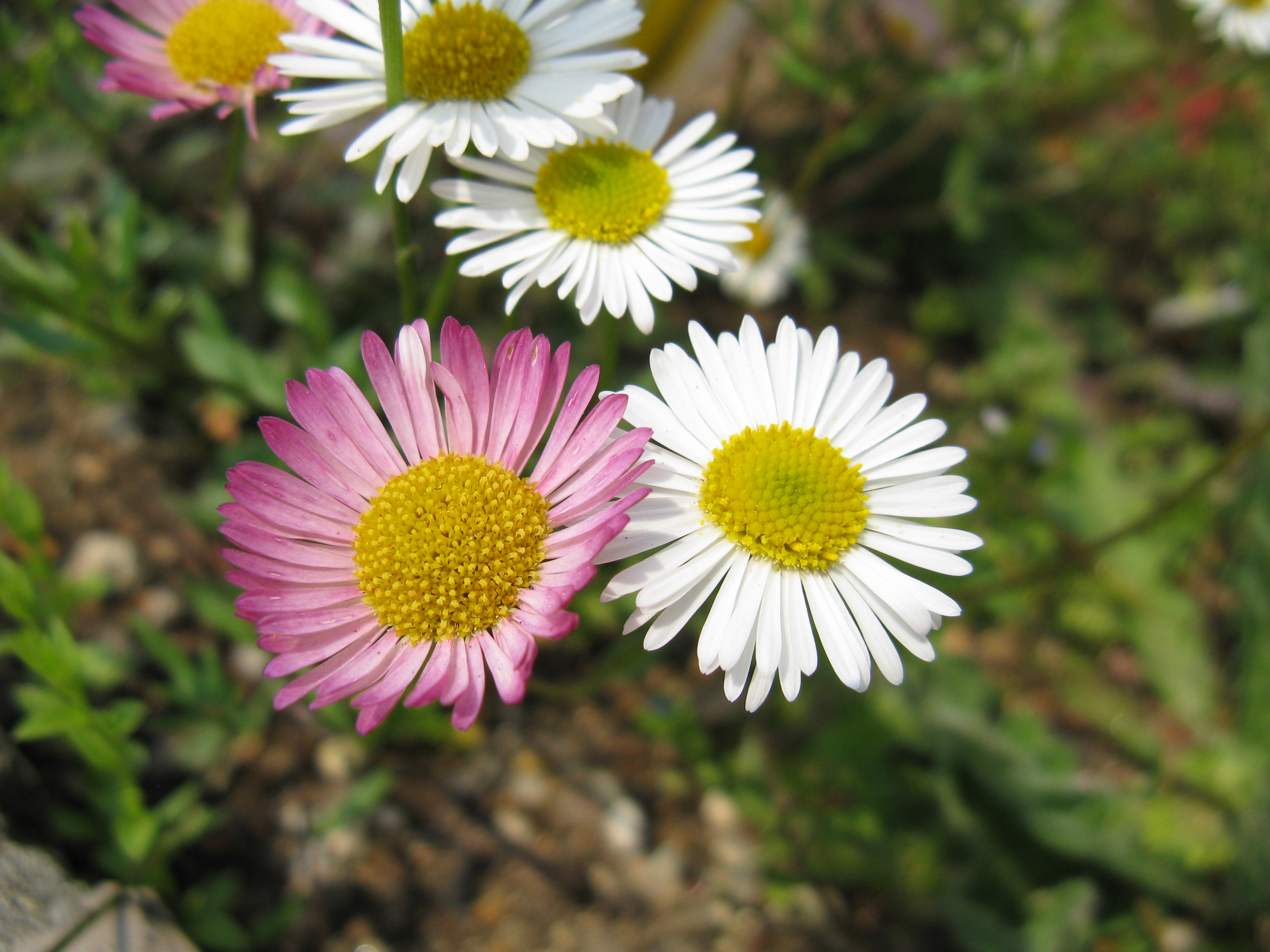
Erigeron karvinskianus (Sottotribù Conyzinae)
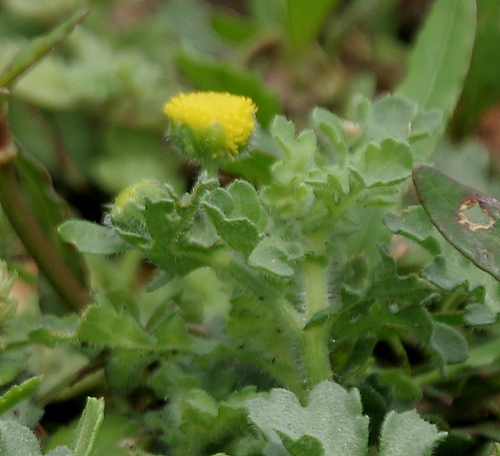
Grangea maderaspatana (Sottotribù Grangeinae)
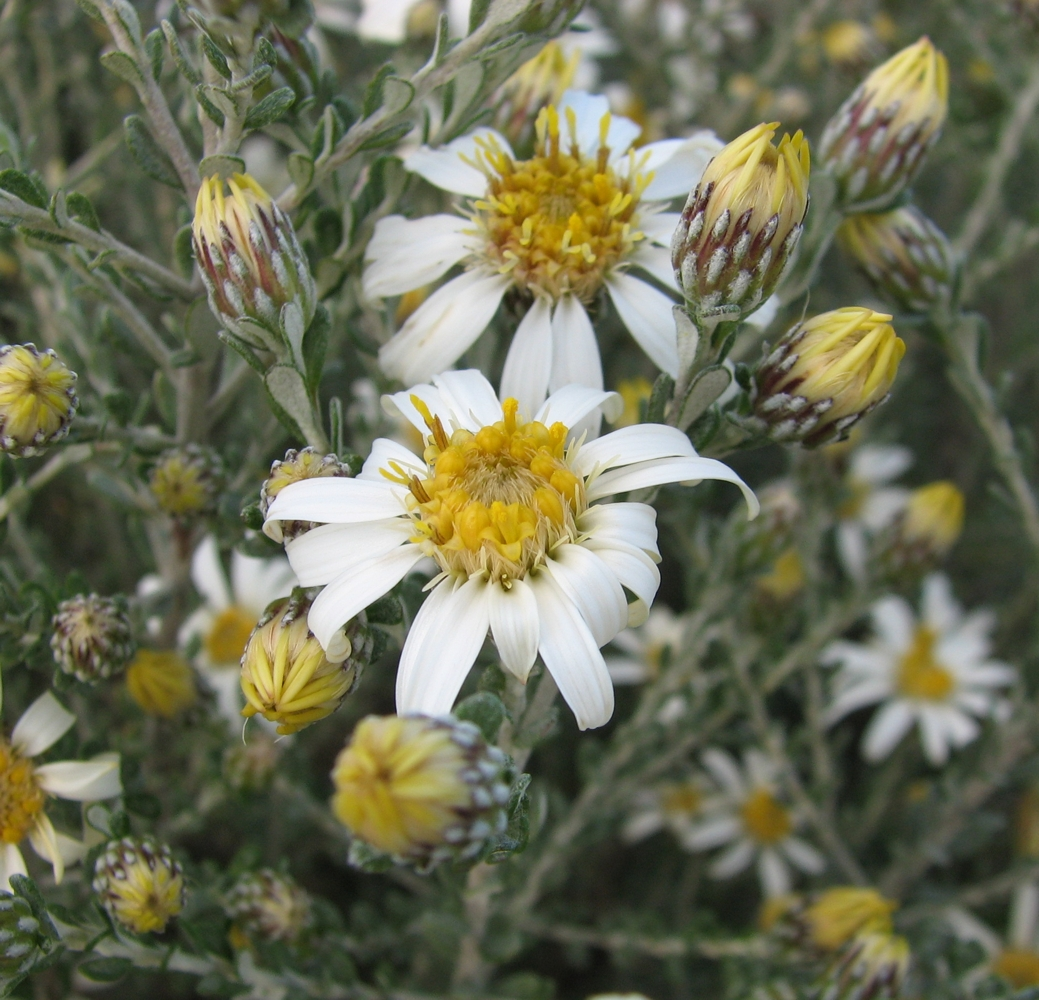
Olearia pimeleoides (Sottotribù Hinterhuberinae)
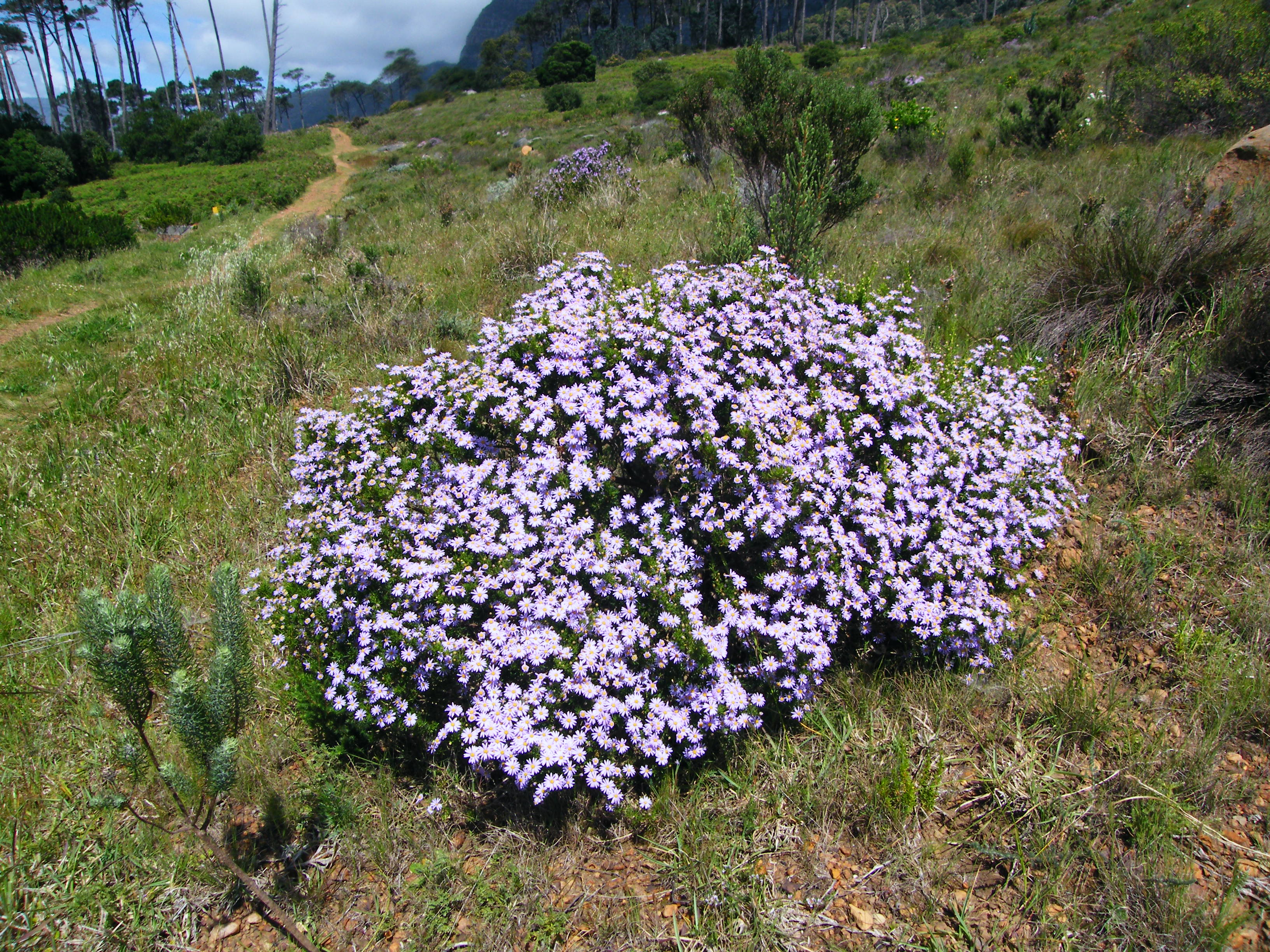
Felicia fruticosa (Sottotribù Homochrominae)

### TribuAnthemideae

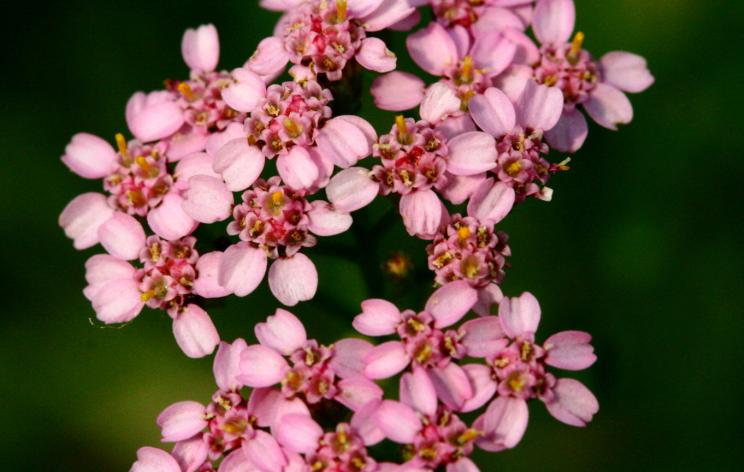
Achillea millefolium (Sottotribù Matricariinae)
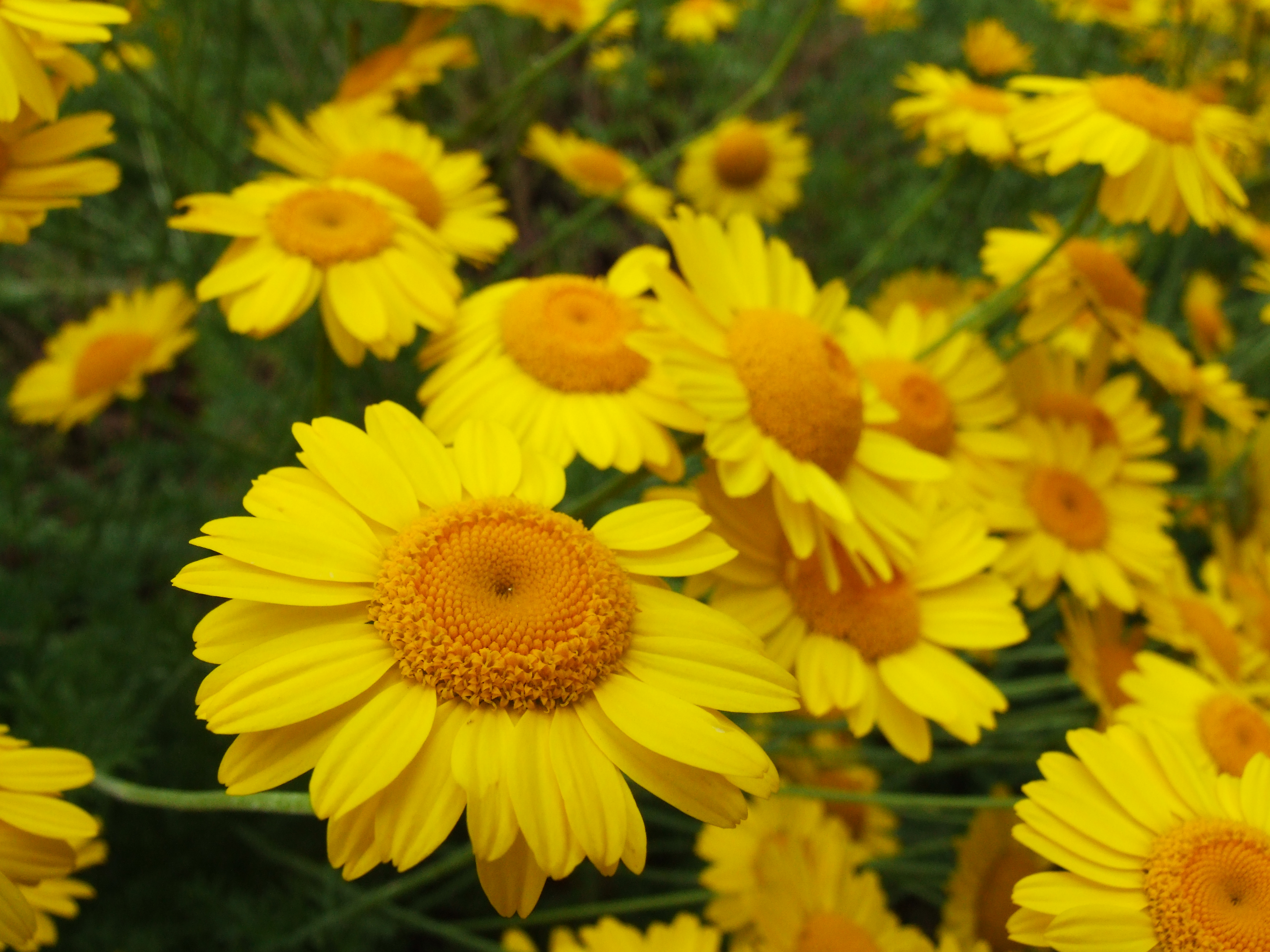
Anthemis tinctoria (Sottotribù Anthemidinae)
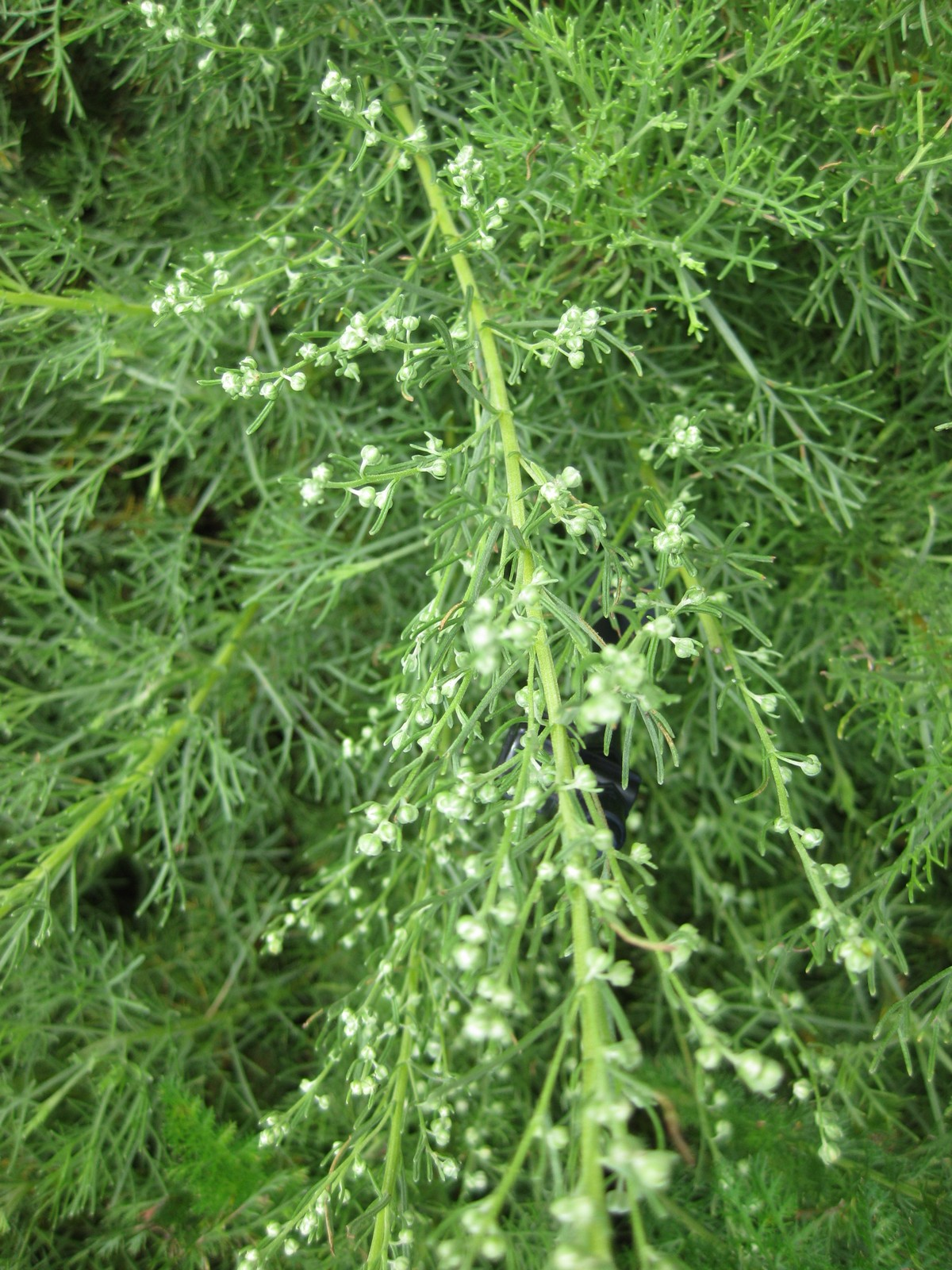
Artemisia alba (Sottotribù Artemisiinae)
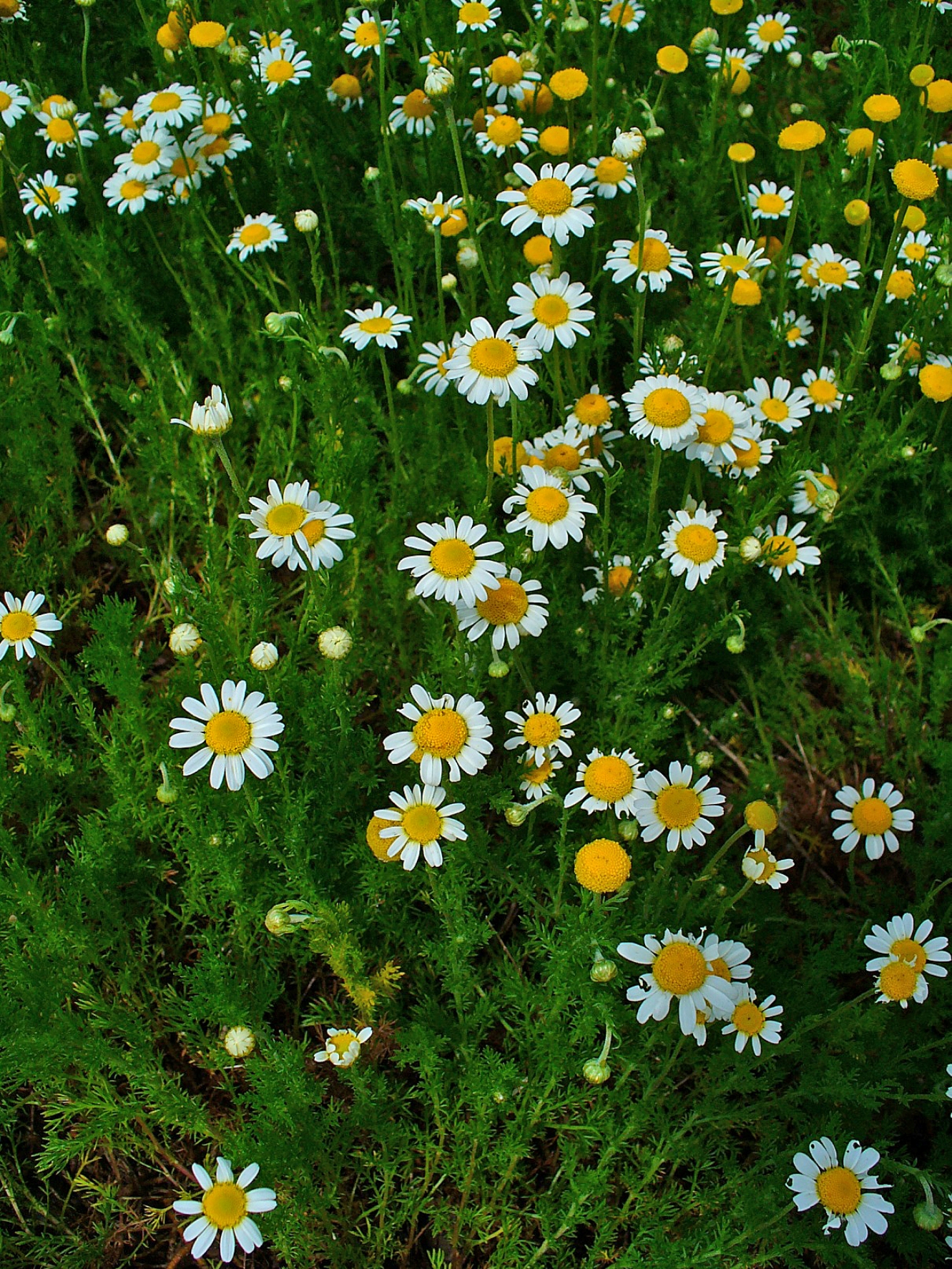
Chamaemelum nobile (Sottotribù Santolininae)
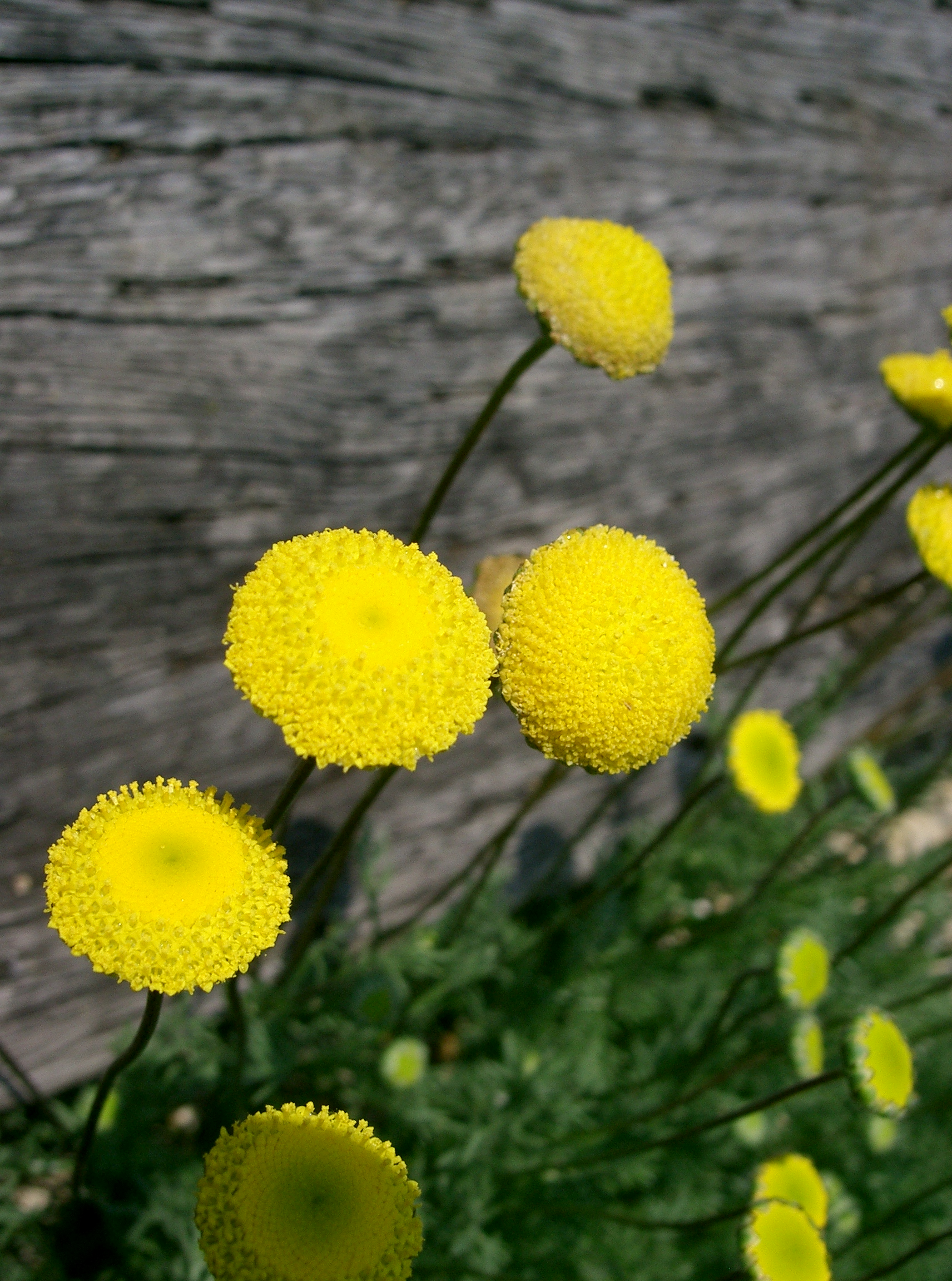
Cotula barbata (Sottotribù Cotulinae)
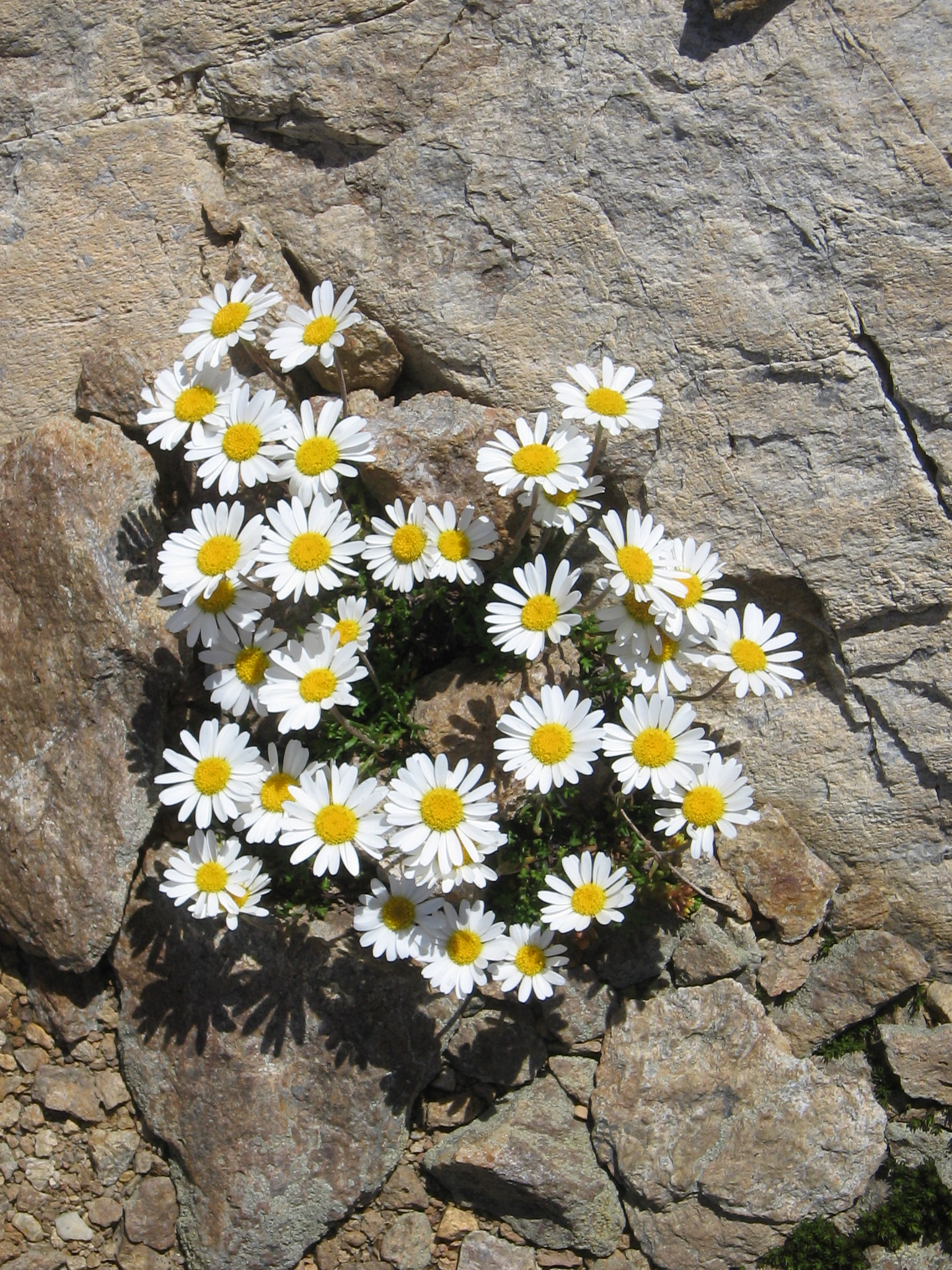
Leucanthemopsis alpina (Sottotribù Leucanthemopsidinae)

### TribuInuleae

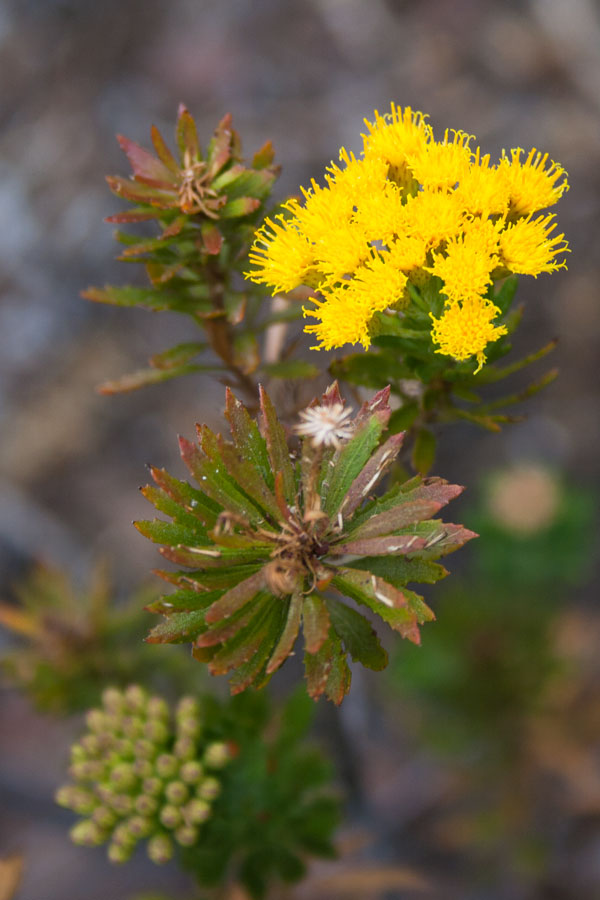
Allagopappus canariensis
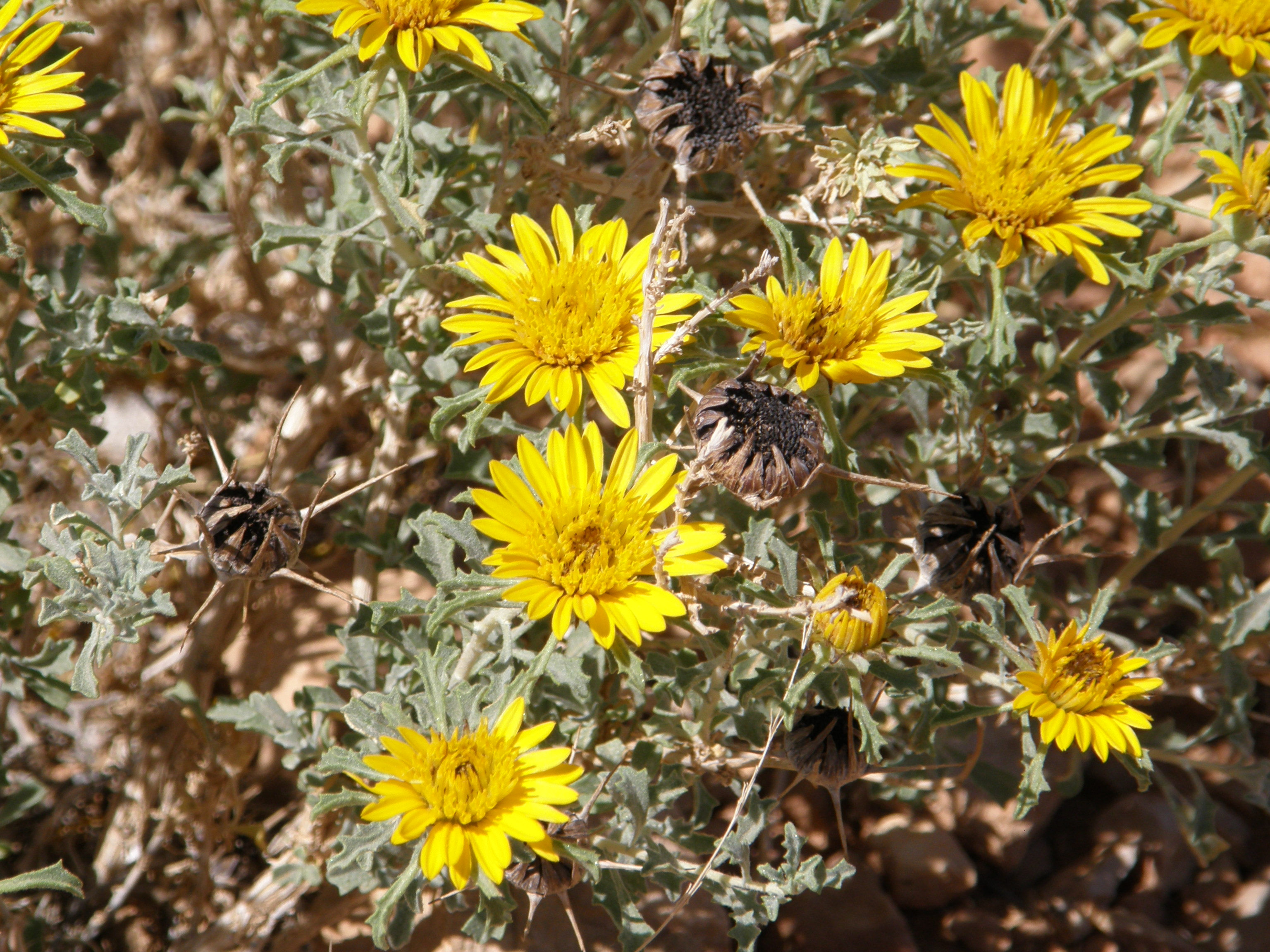
Anvillea garcinii subsp. radiata
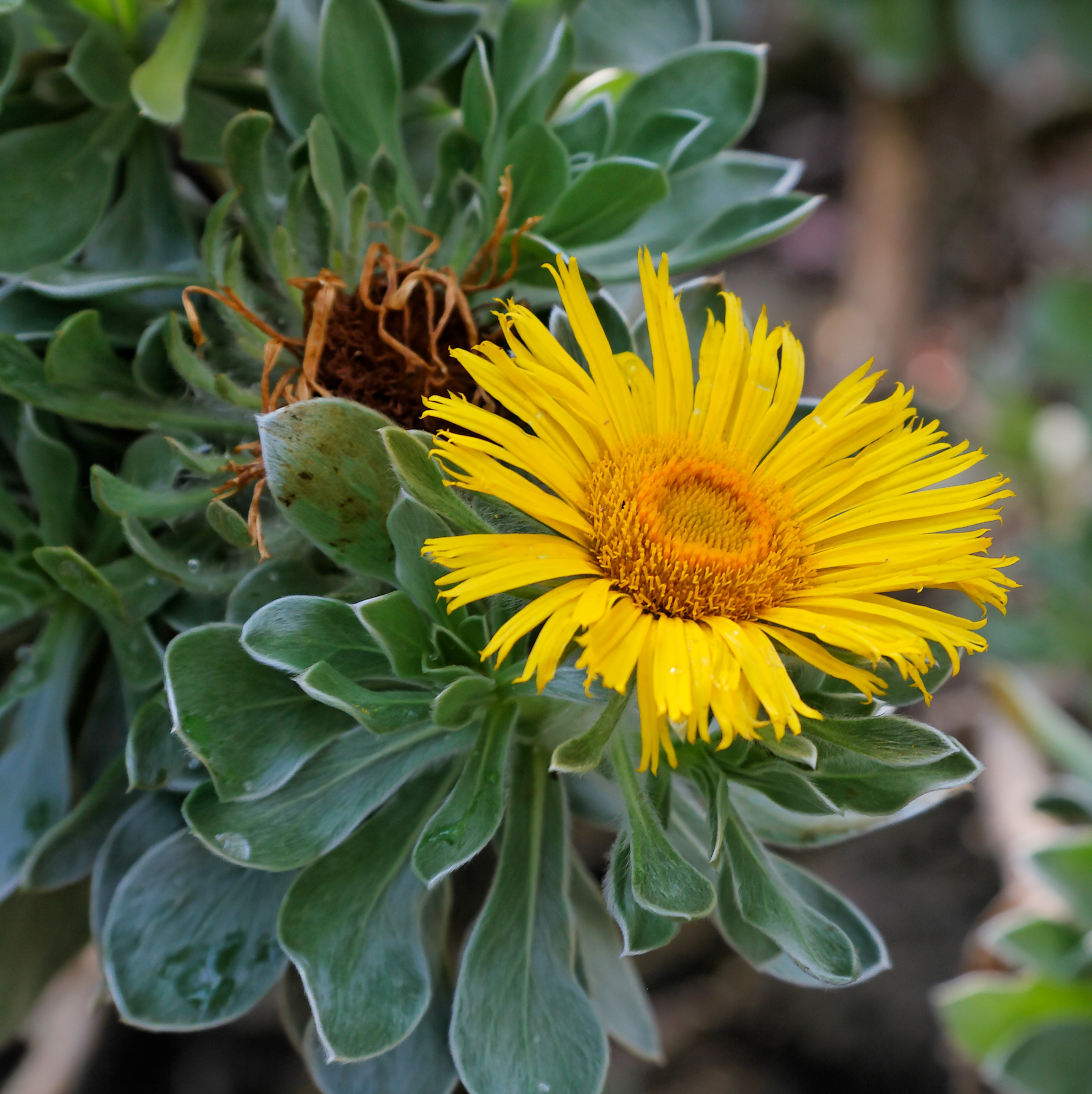
Asteriscus sericeus
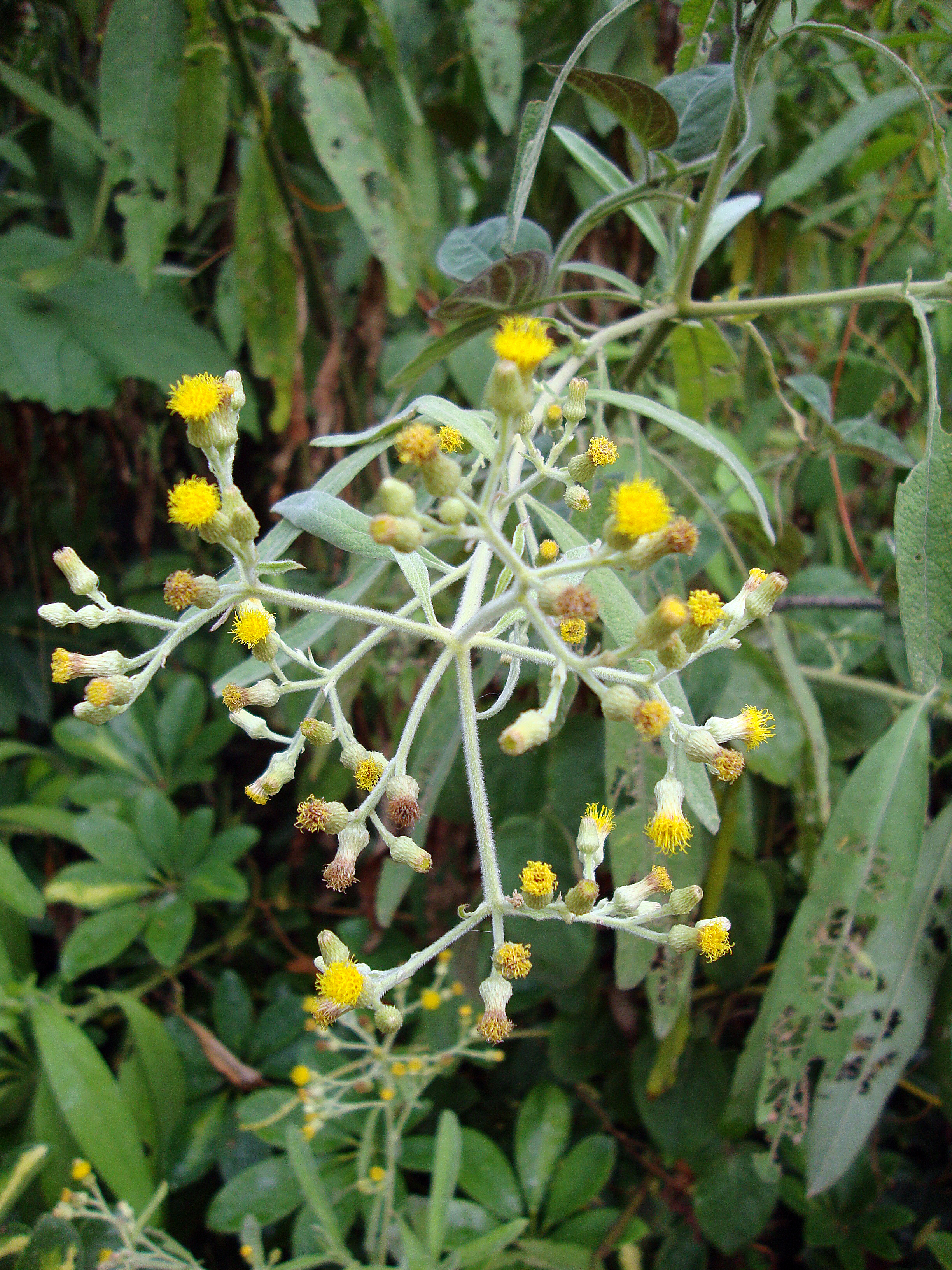
Blumea balsamifera
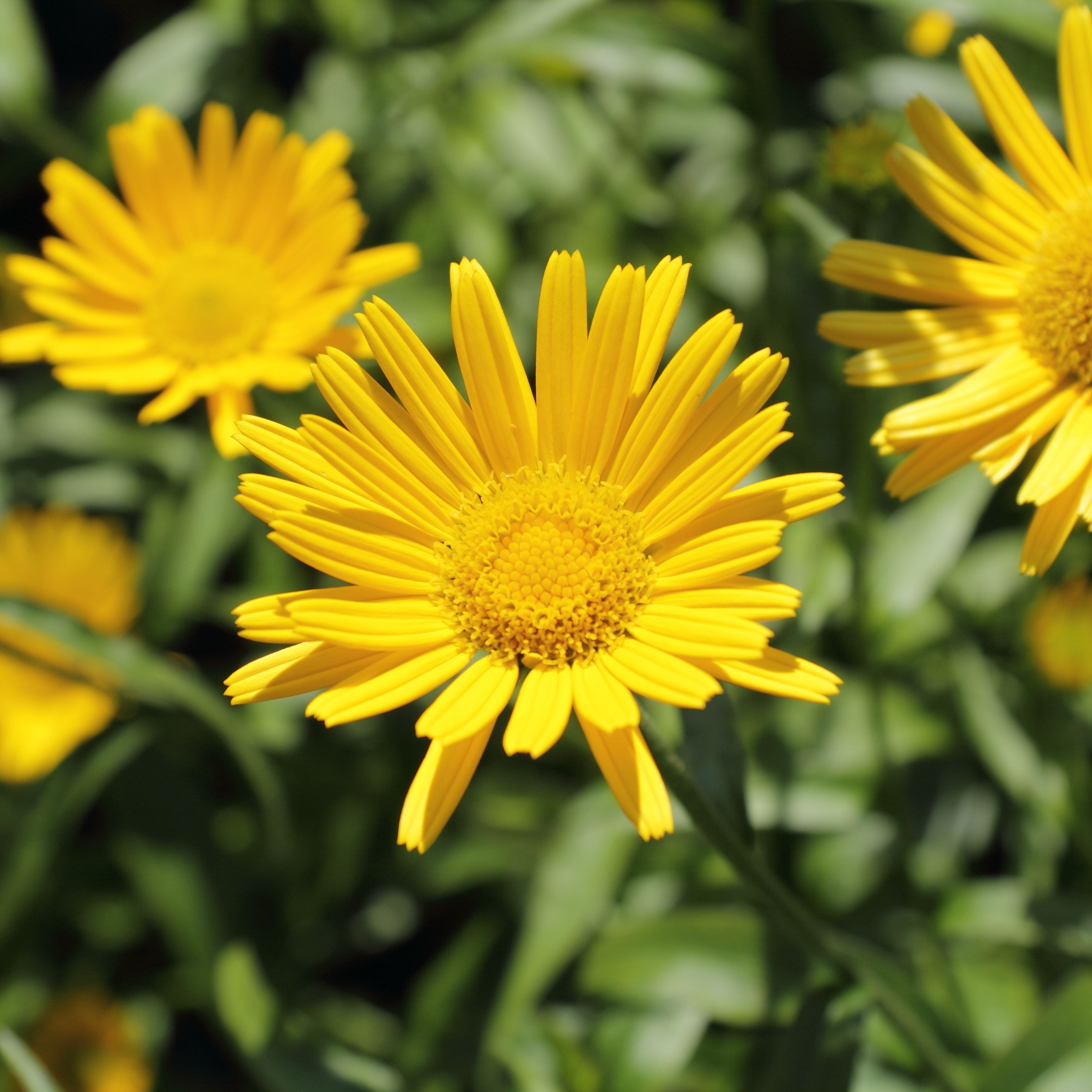
Buphthalmum salicifolium
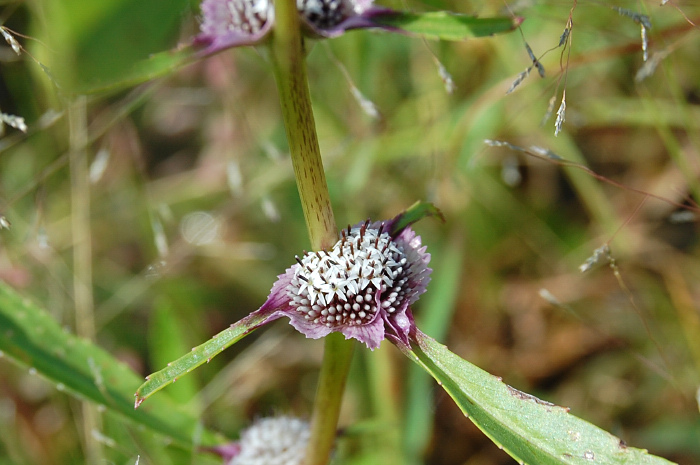
Caesulia axillaris
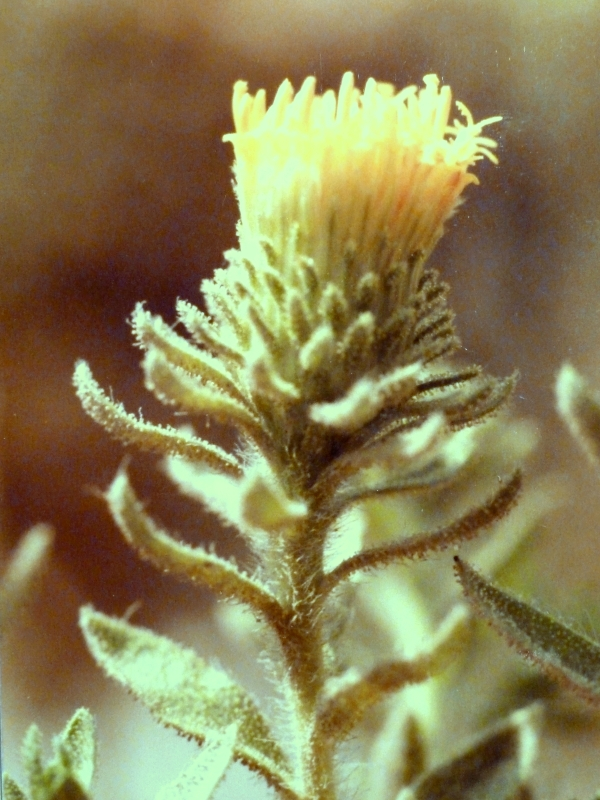
Chiliadenus glutinosus
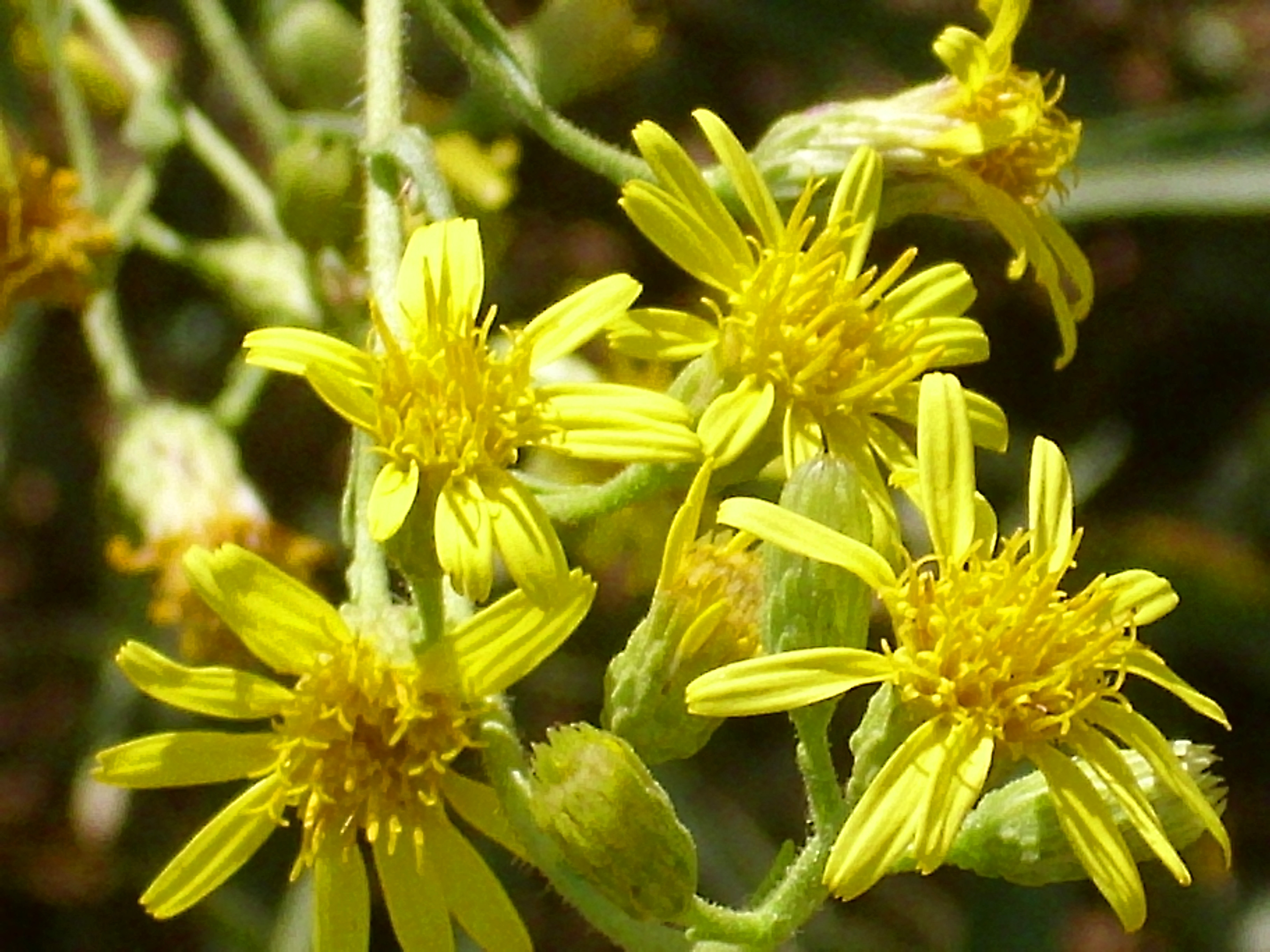
Dittrichia viscosa
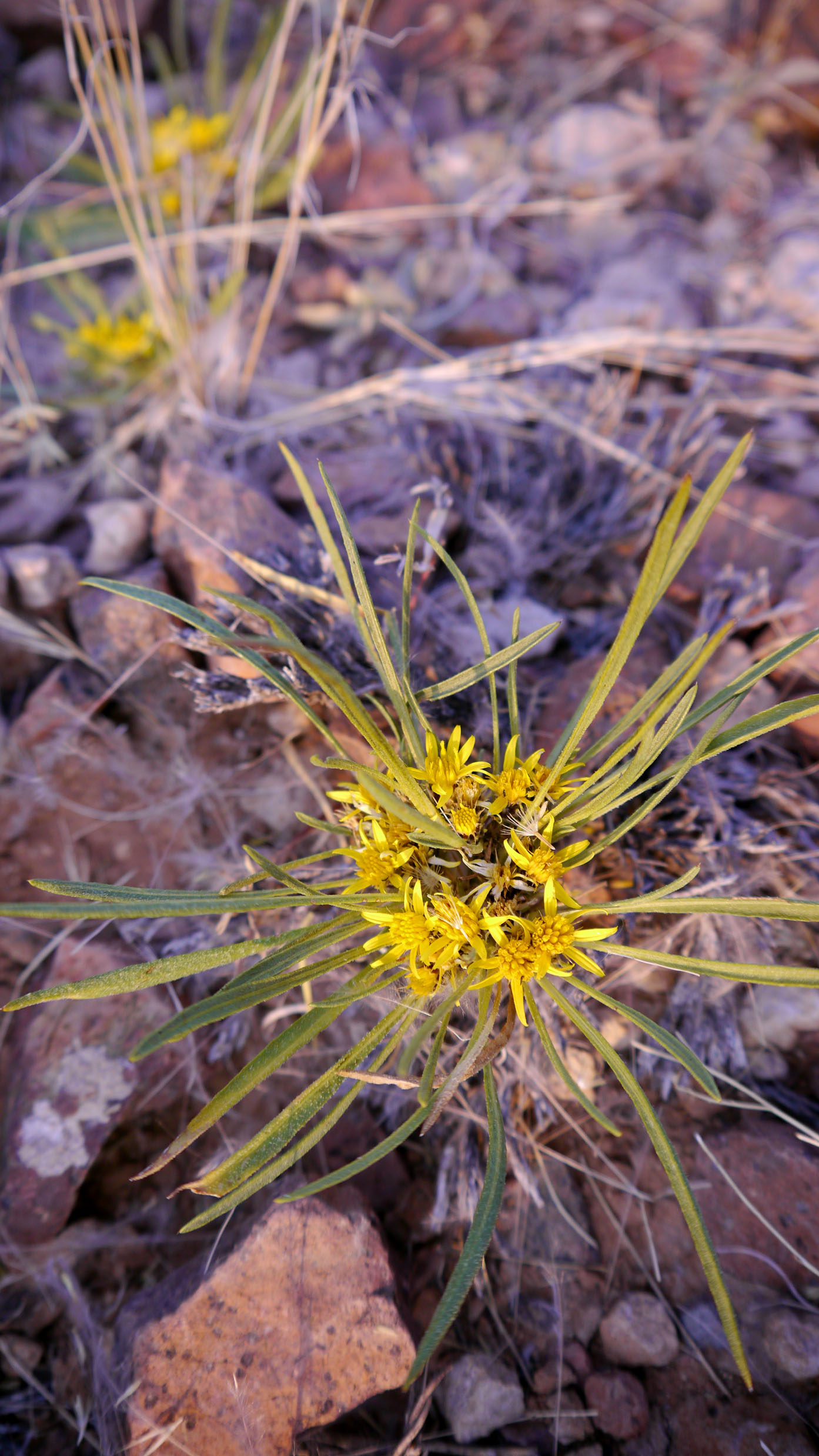
Geigeria ornativa
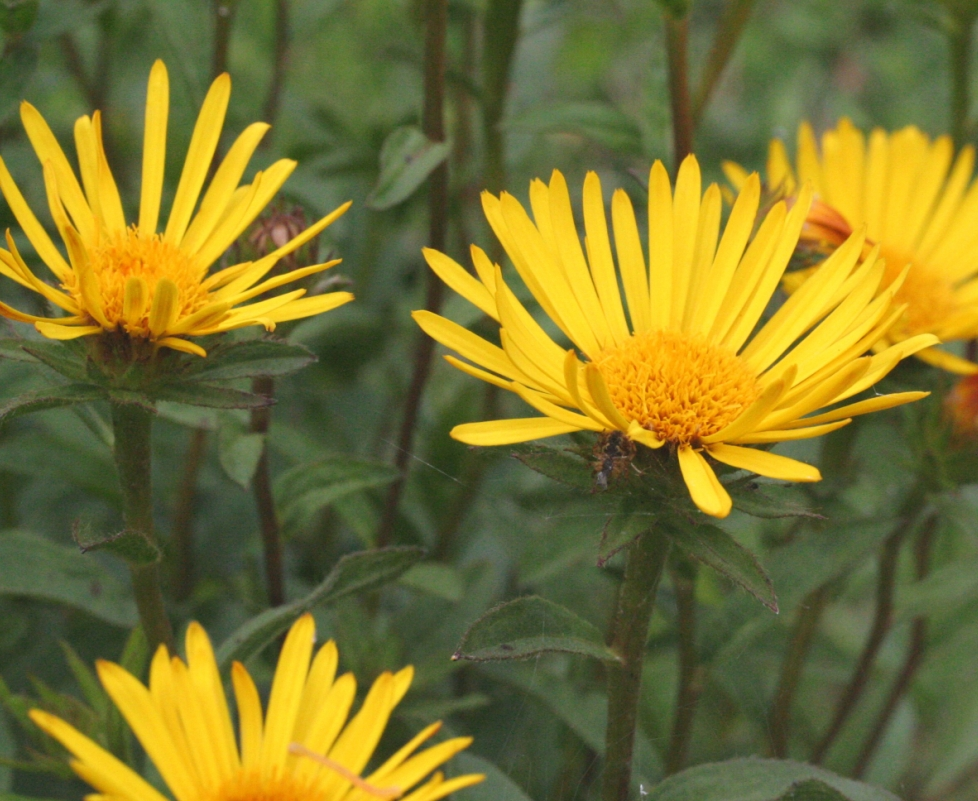
Inula hirta
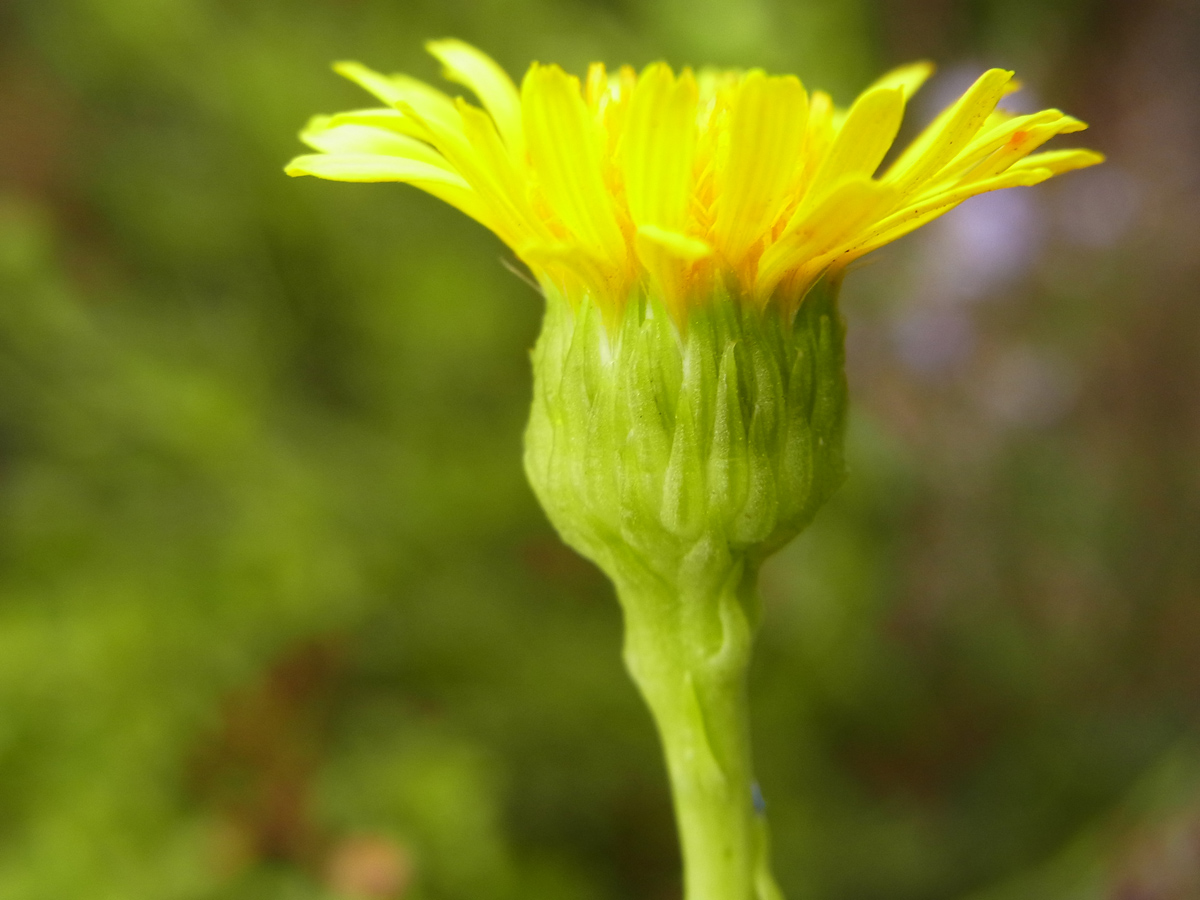
Limbarda crithmoides
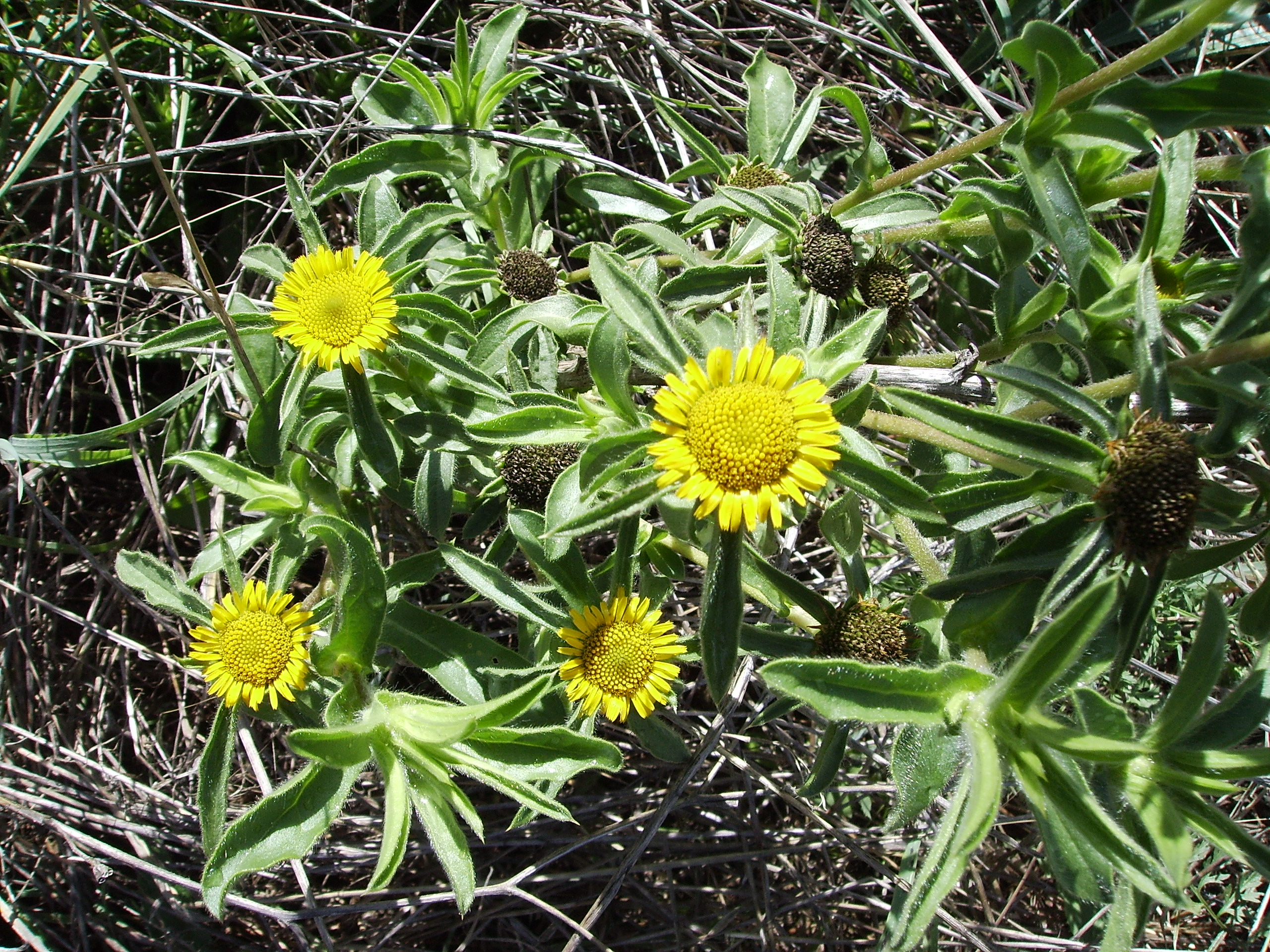
Pallenis spinosa

### TribuHelenieae

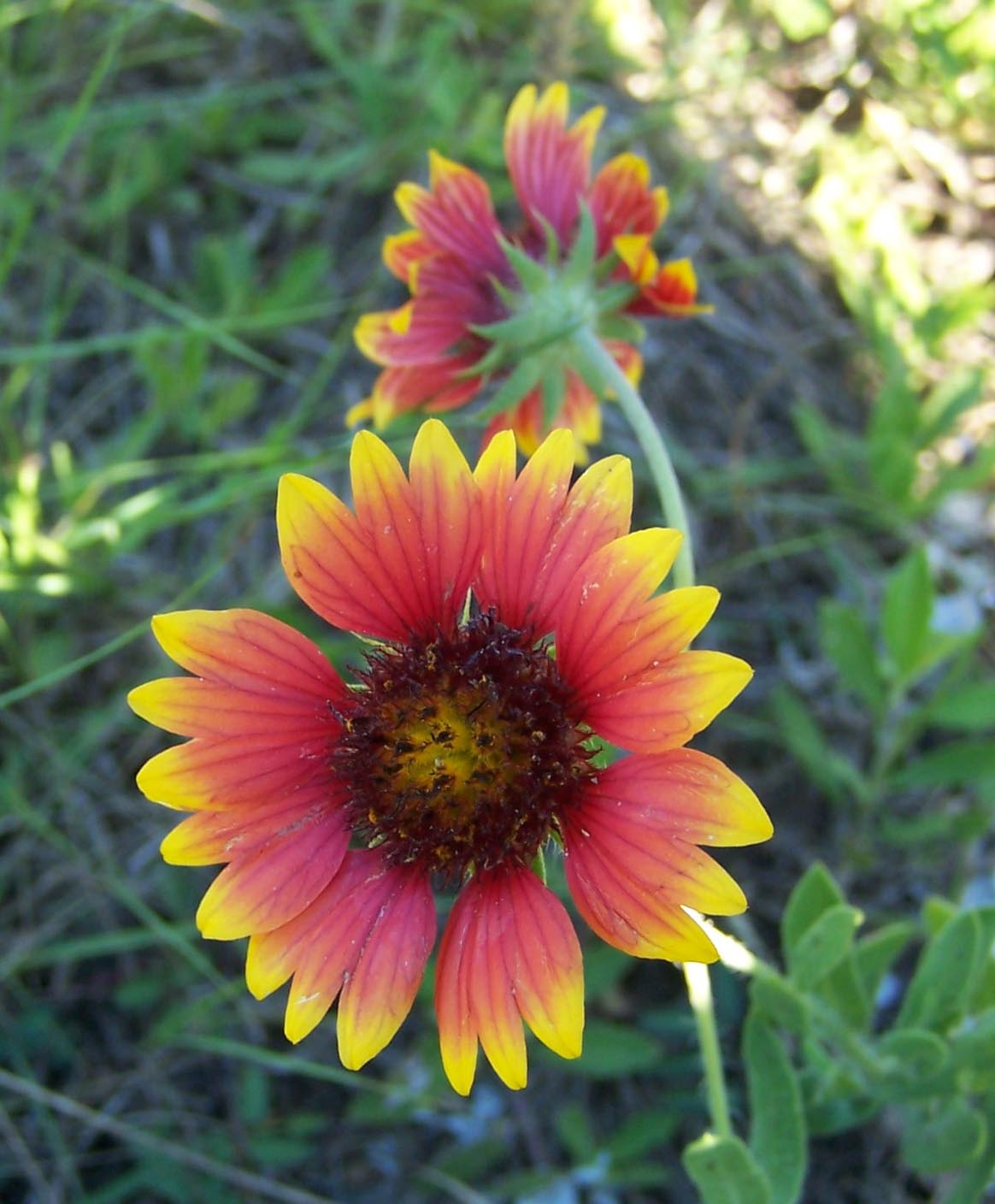
Gaillardia pulchella
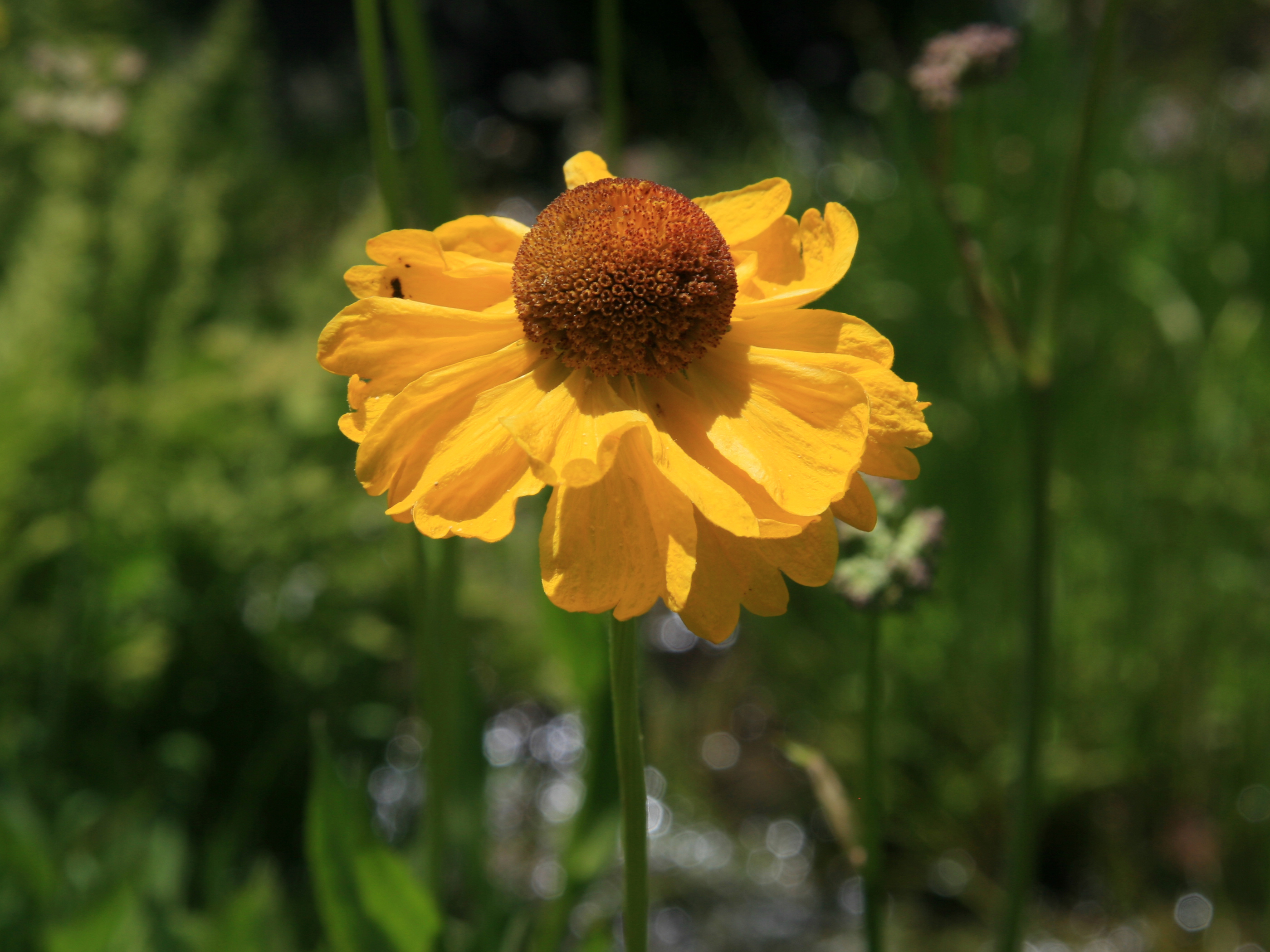
Helenium bigelovii
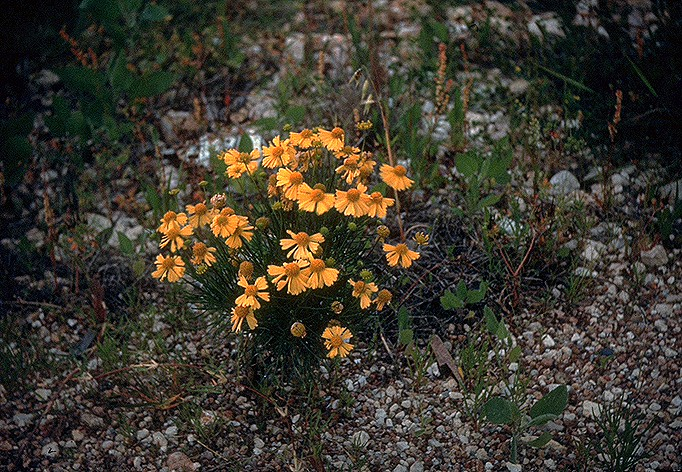
Helenium amarum
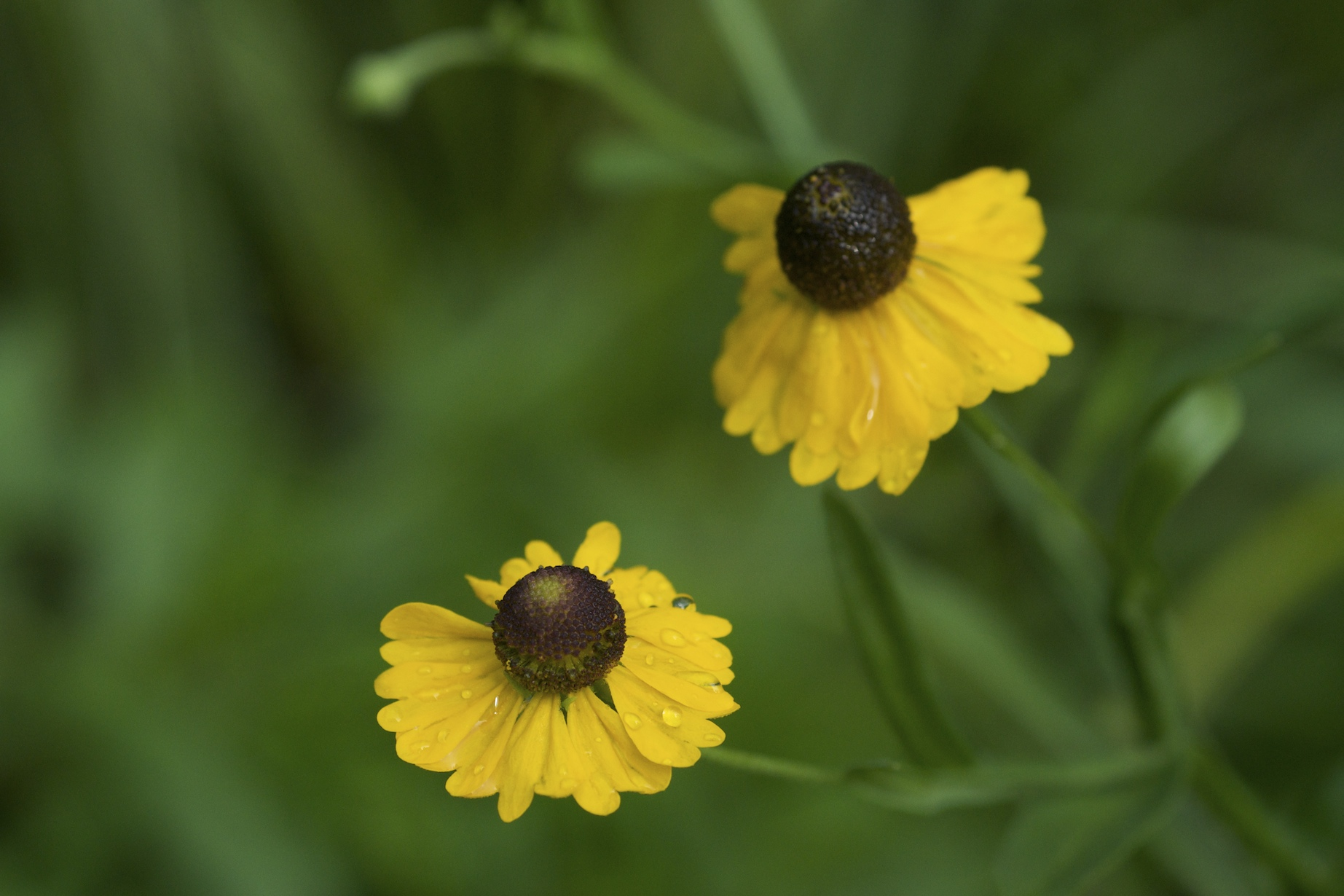
Helenium flexuosum

### TribuCoreopsideae

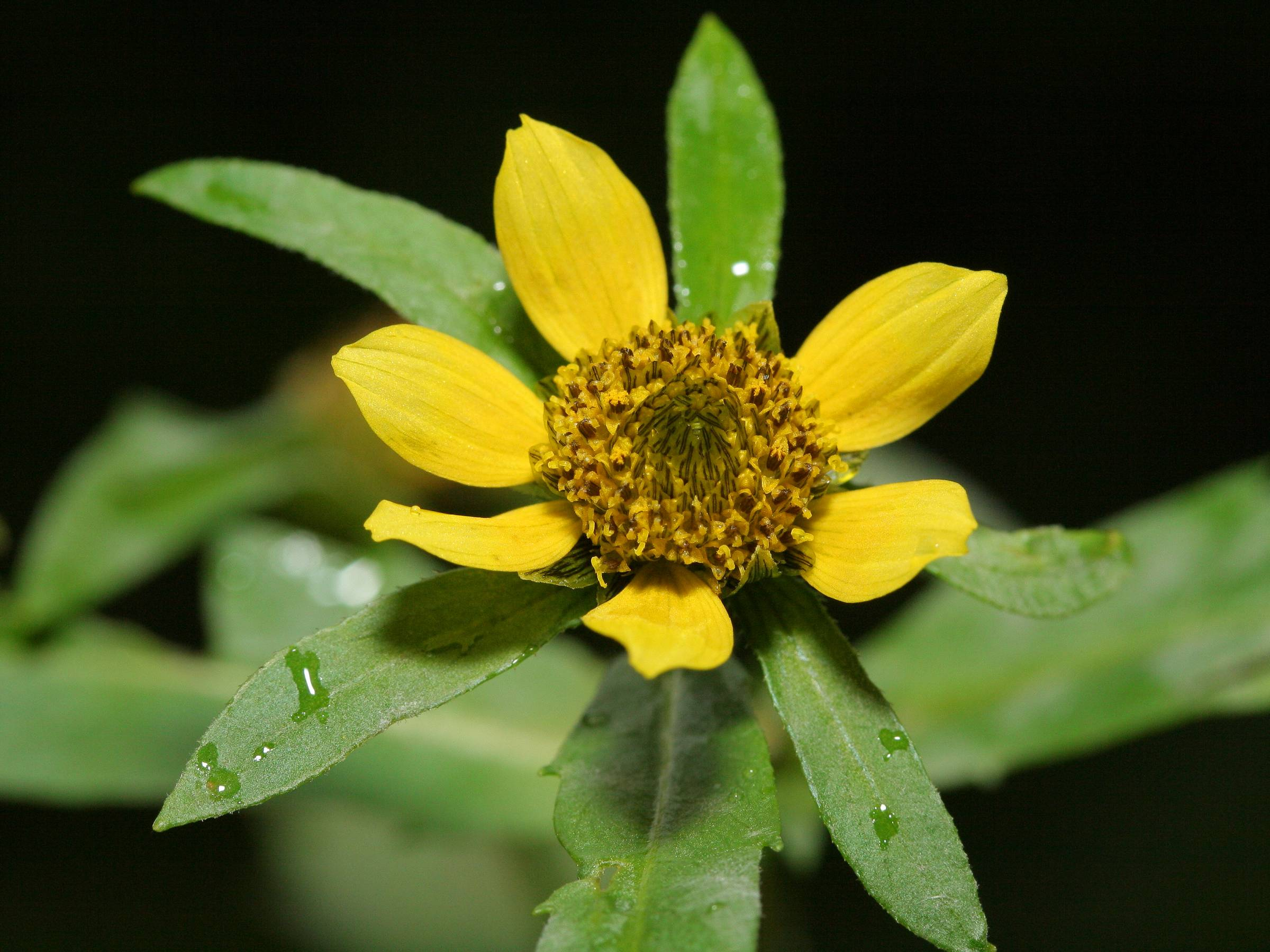
Bidens cernua
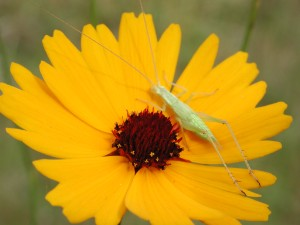
Coreopsis gladiata
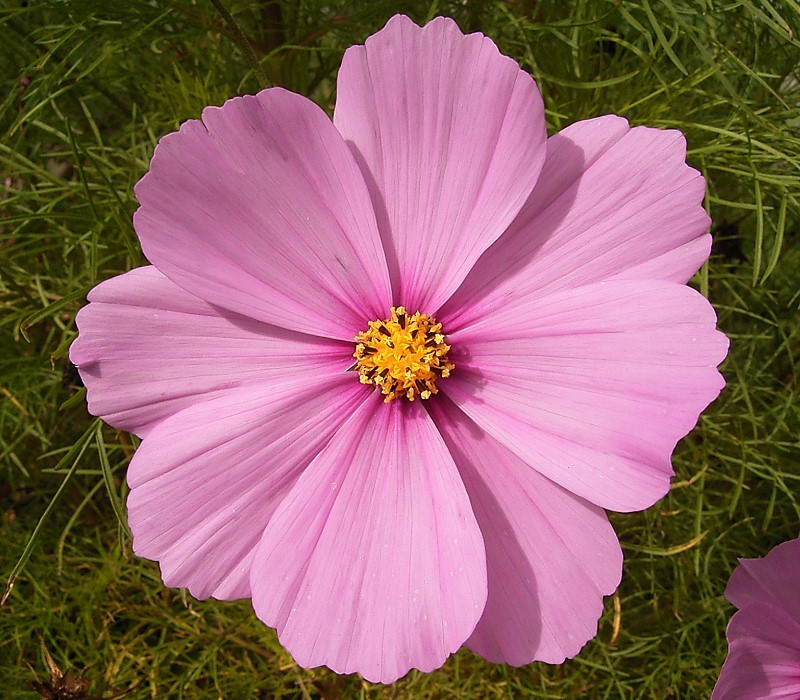
Cosmos bipinnatus
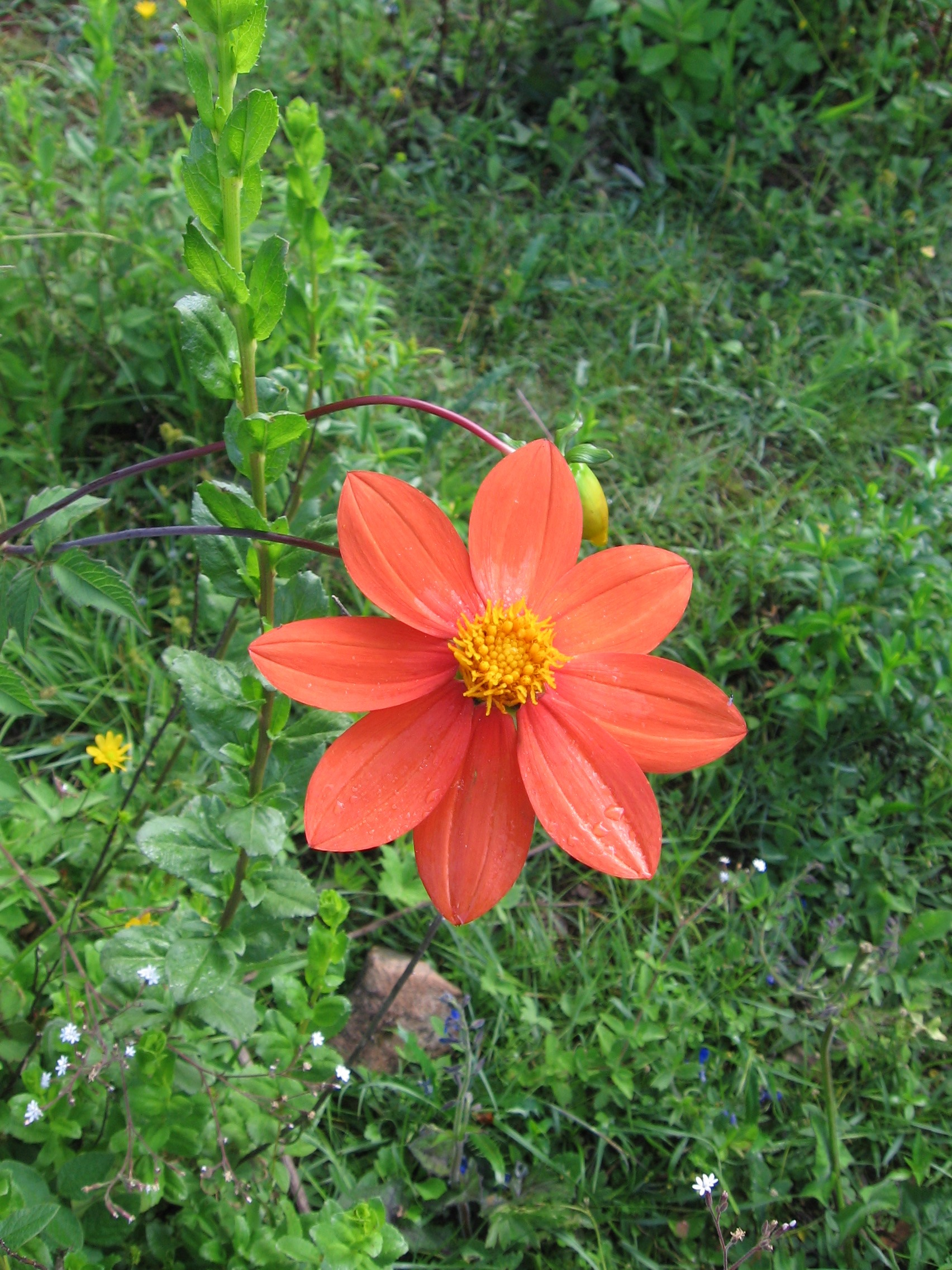
Dahlia coccinea
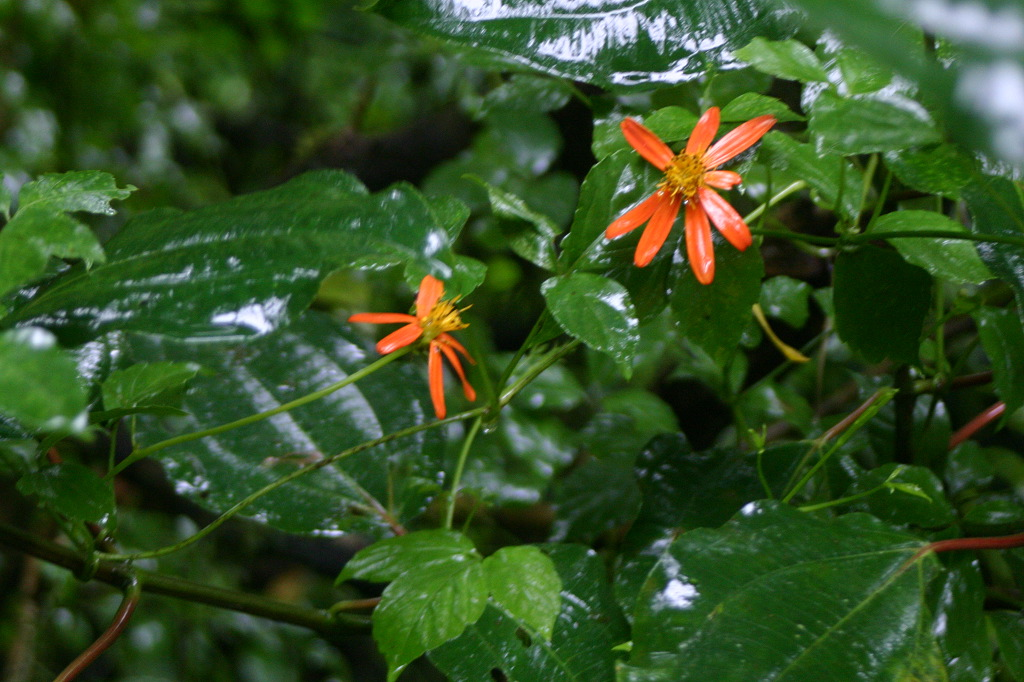
Hidalgoa ternata
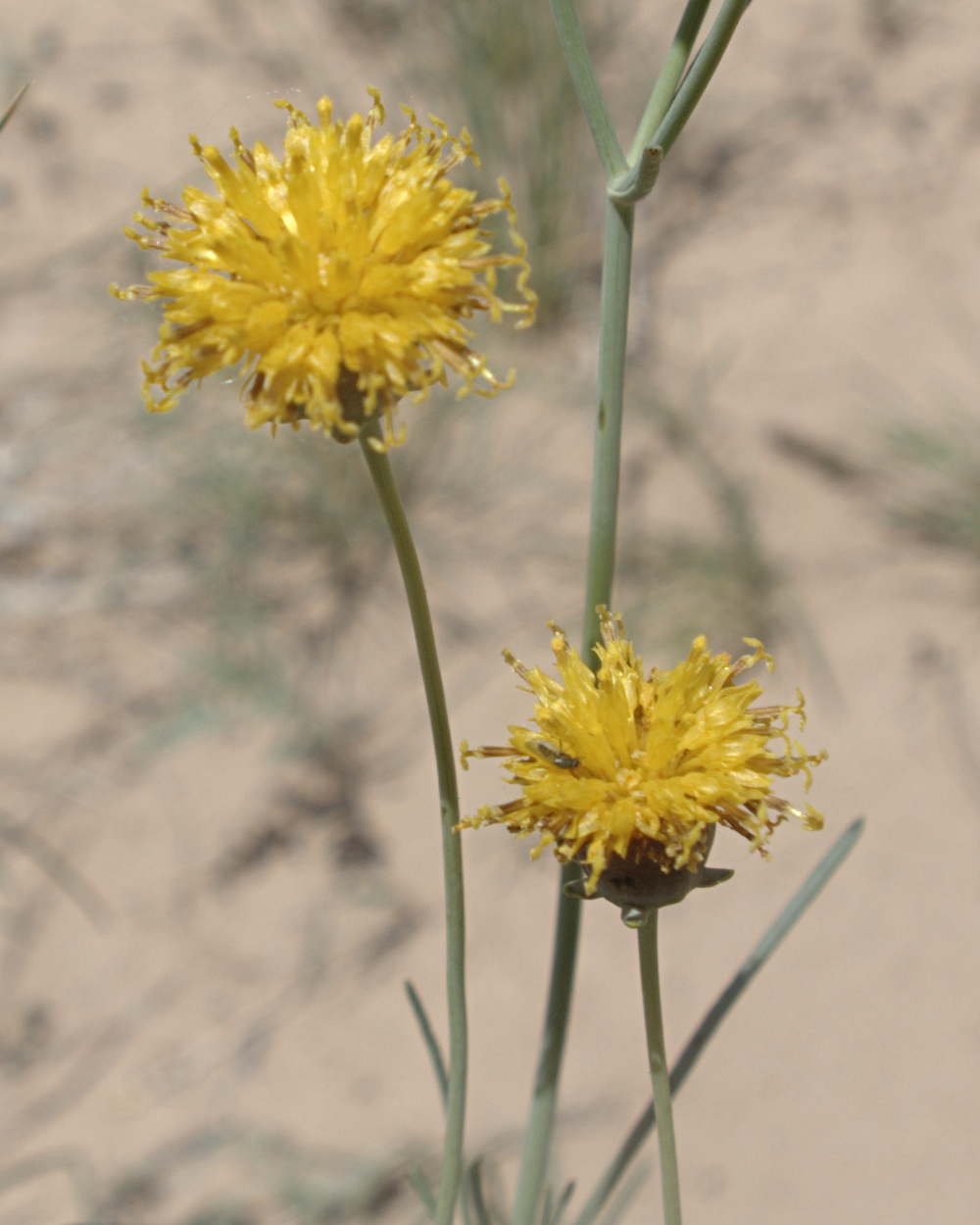
Thelesperma megapotamicum

### TribuTageteae

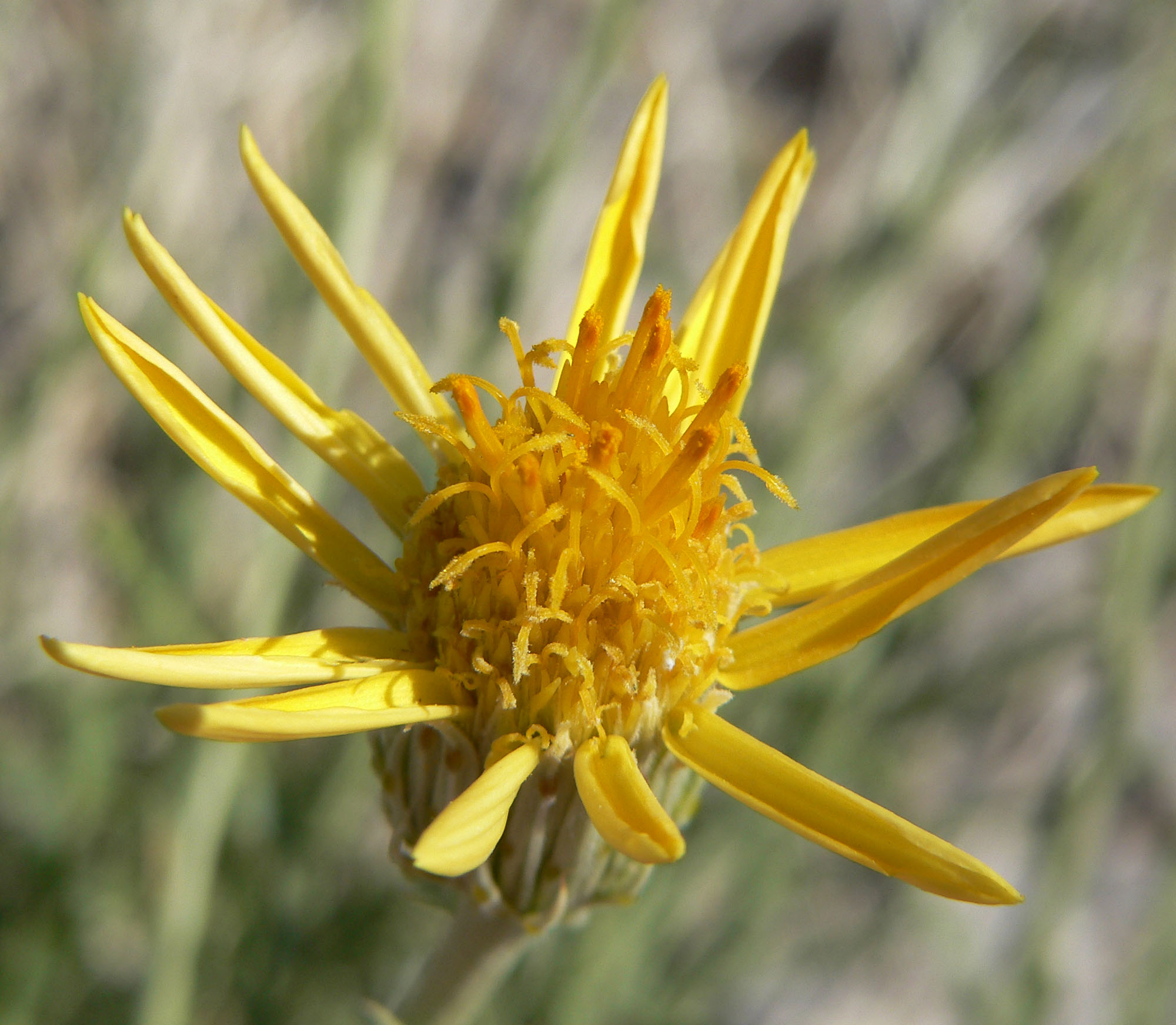
Adenophyllum cooperi
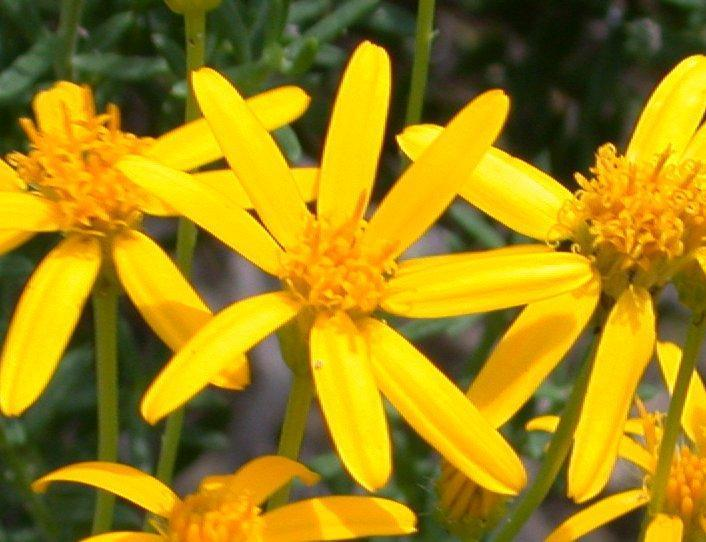
Chrysactinia mexicana
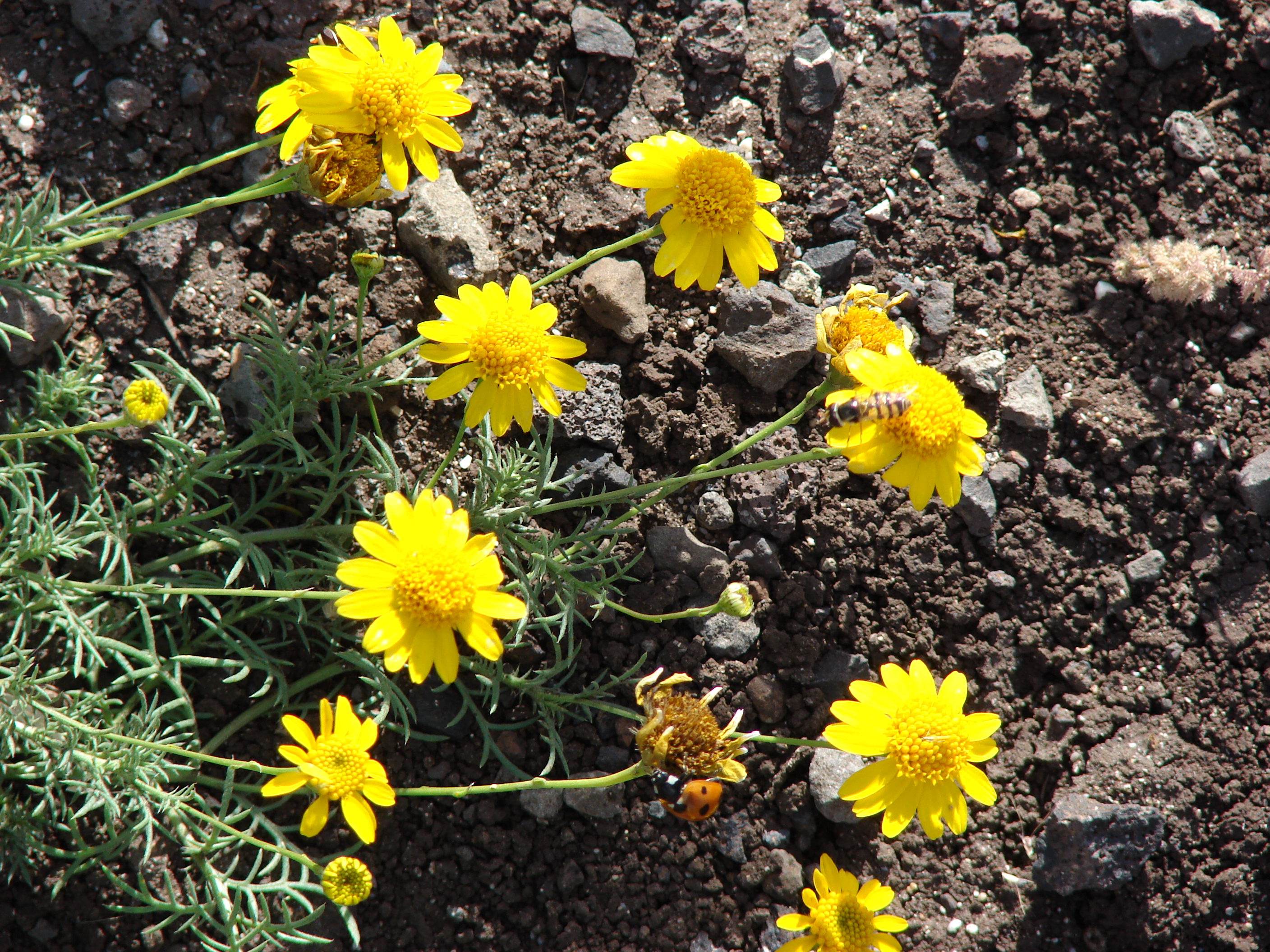
Dyssodia tenuiloba
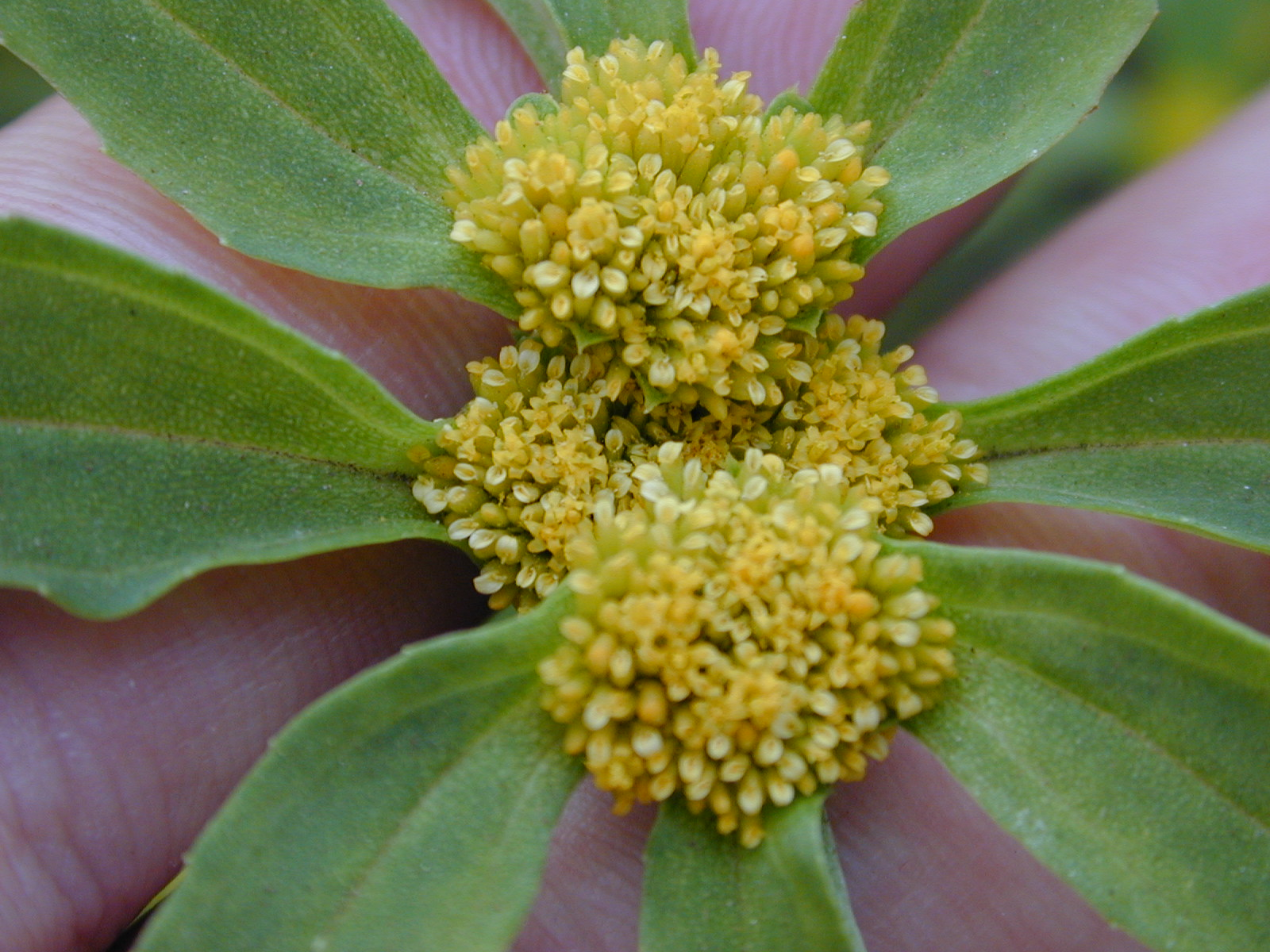
Flaveria trinervia
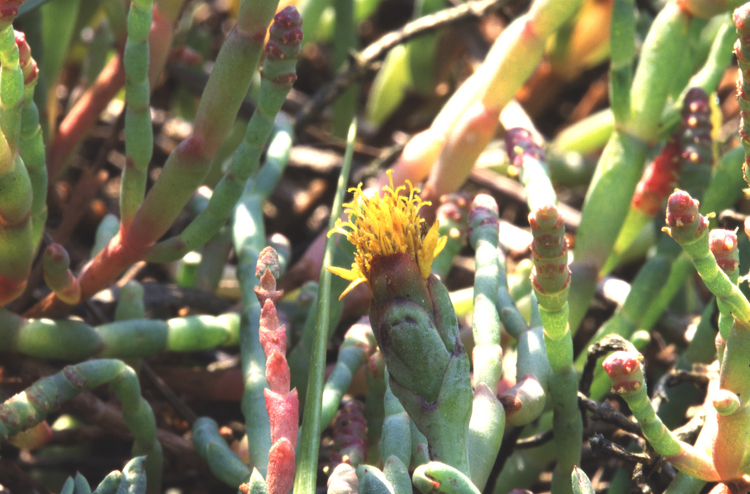
Jaumea carnosa
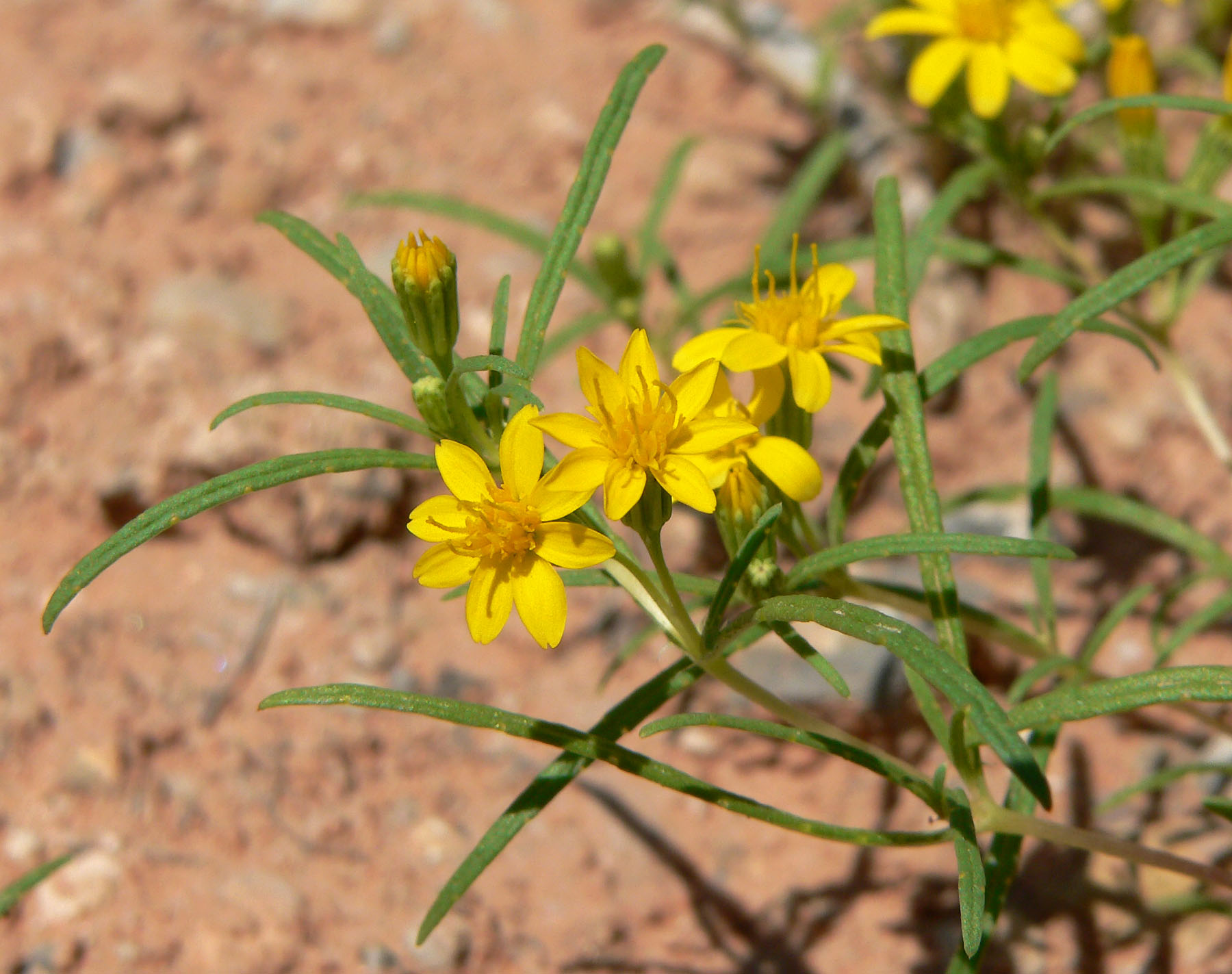
Pectis papposa

### TribuChaenactideae

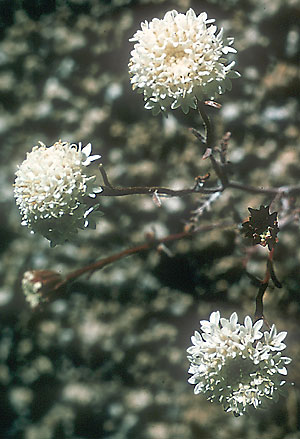
Chaenactis xantiana
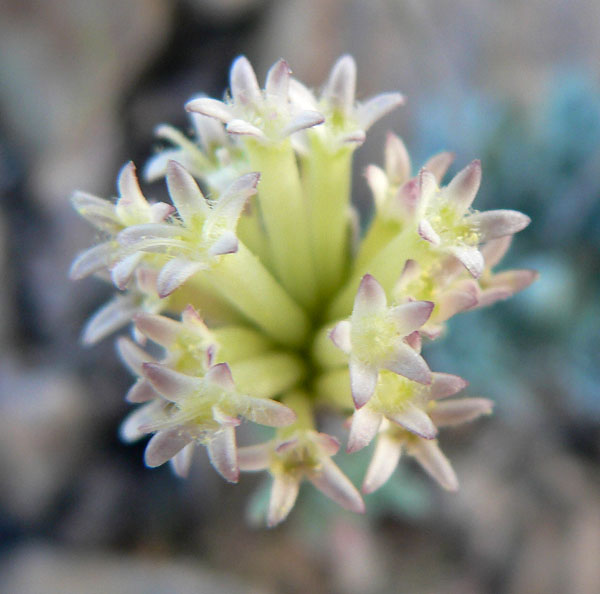
Chaenactis macrantha
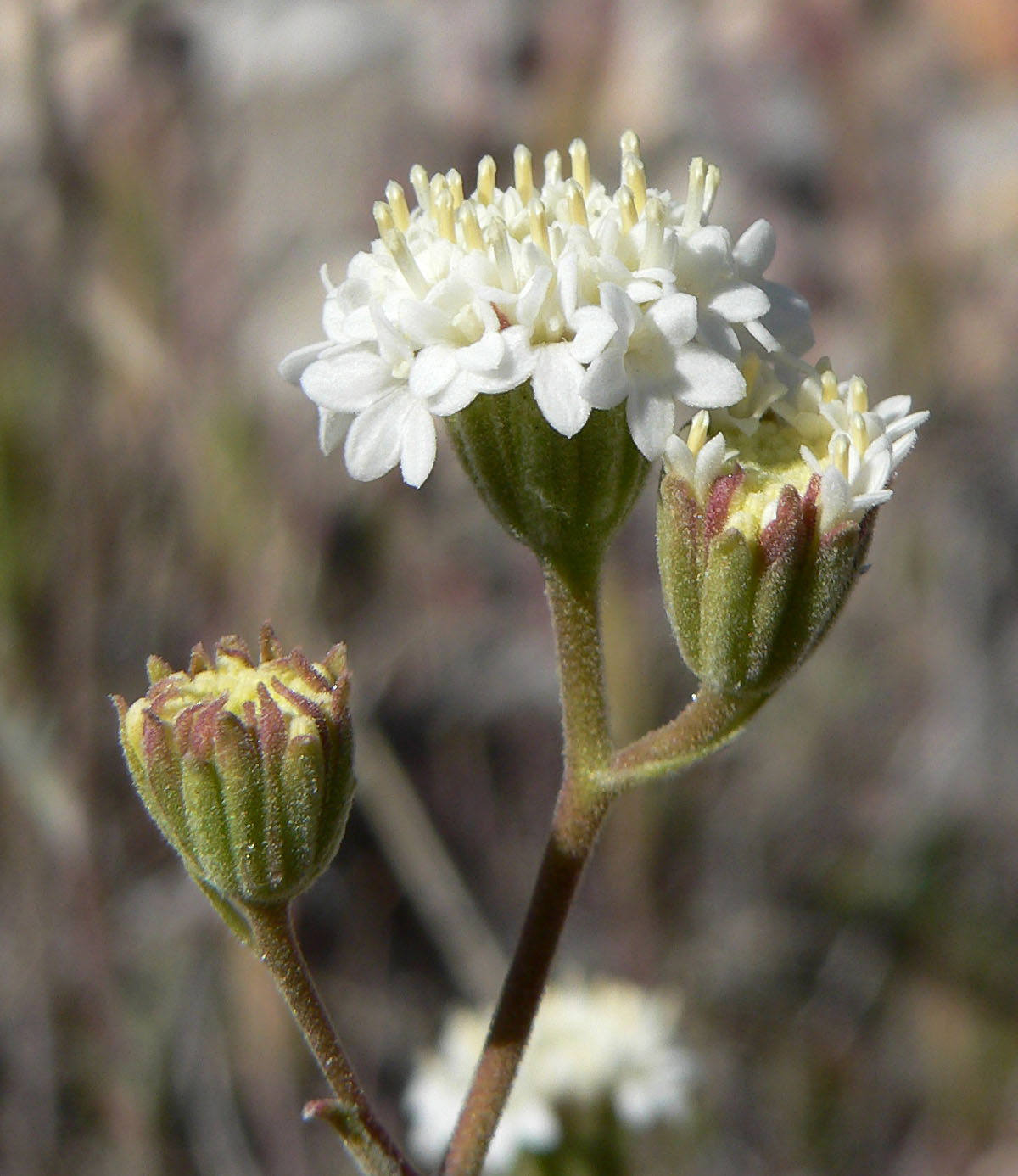
Chaenactis stevioides
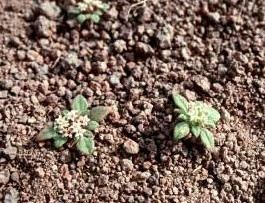
Dimeresia howellii

### TribuBahieae

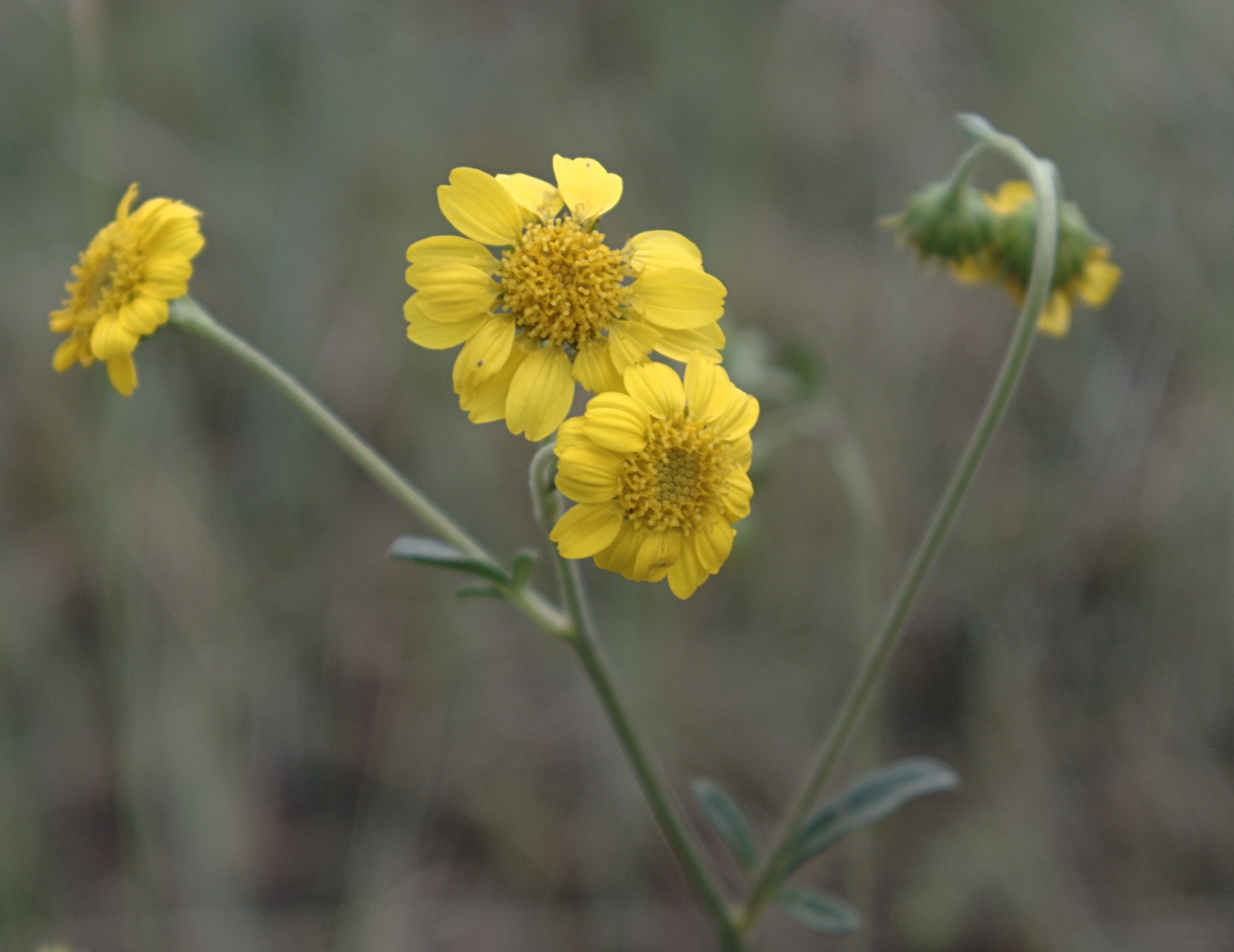
Amauriopsis dissecta
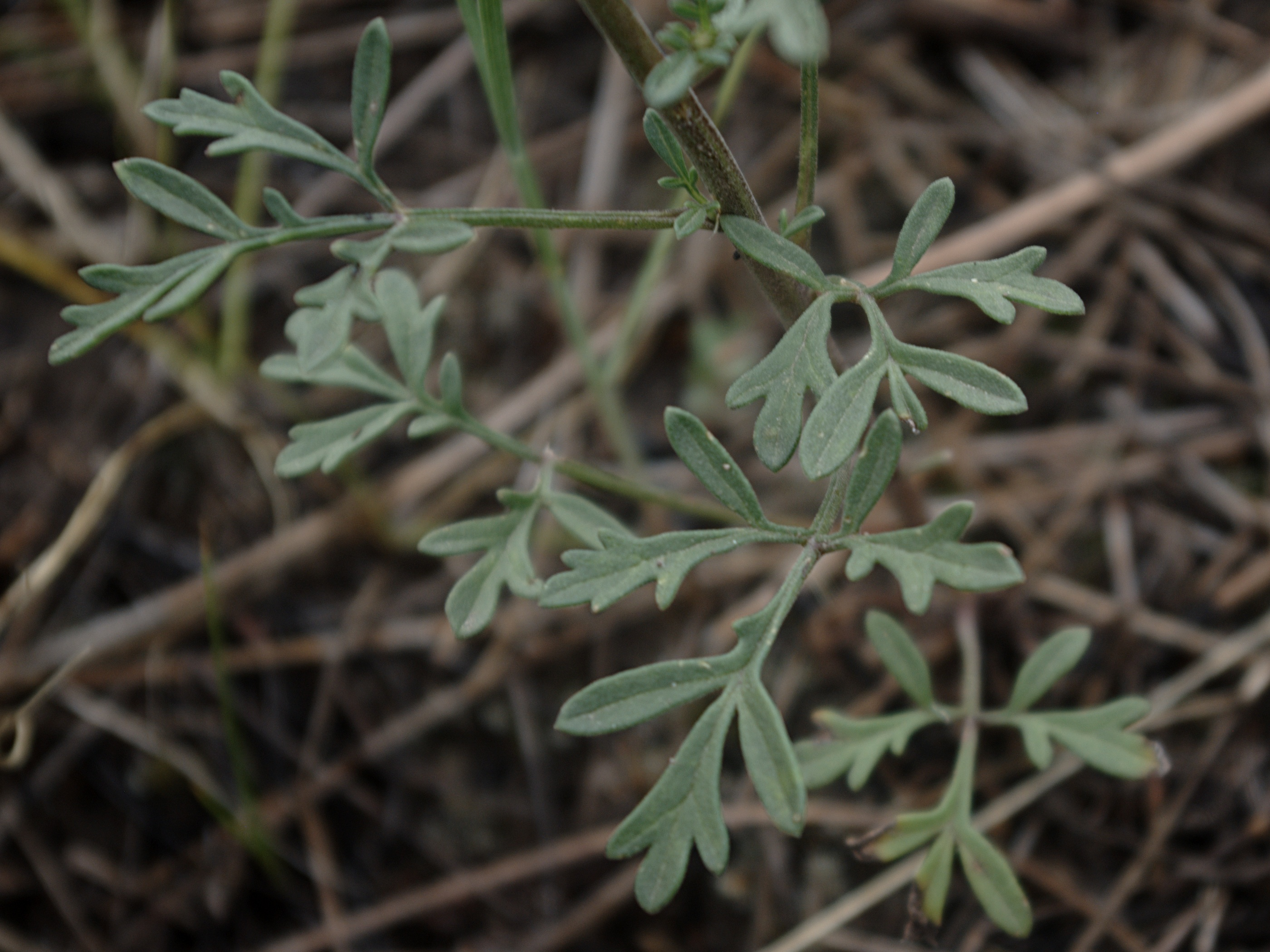
Amauriopsis dissecta (foglie 3-pennate)
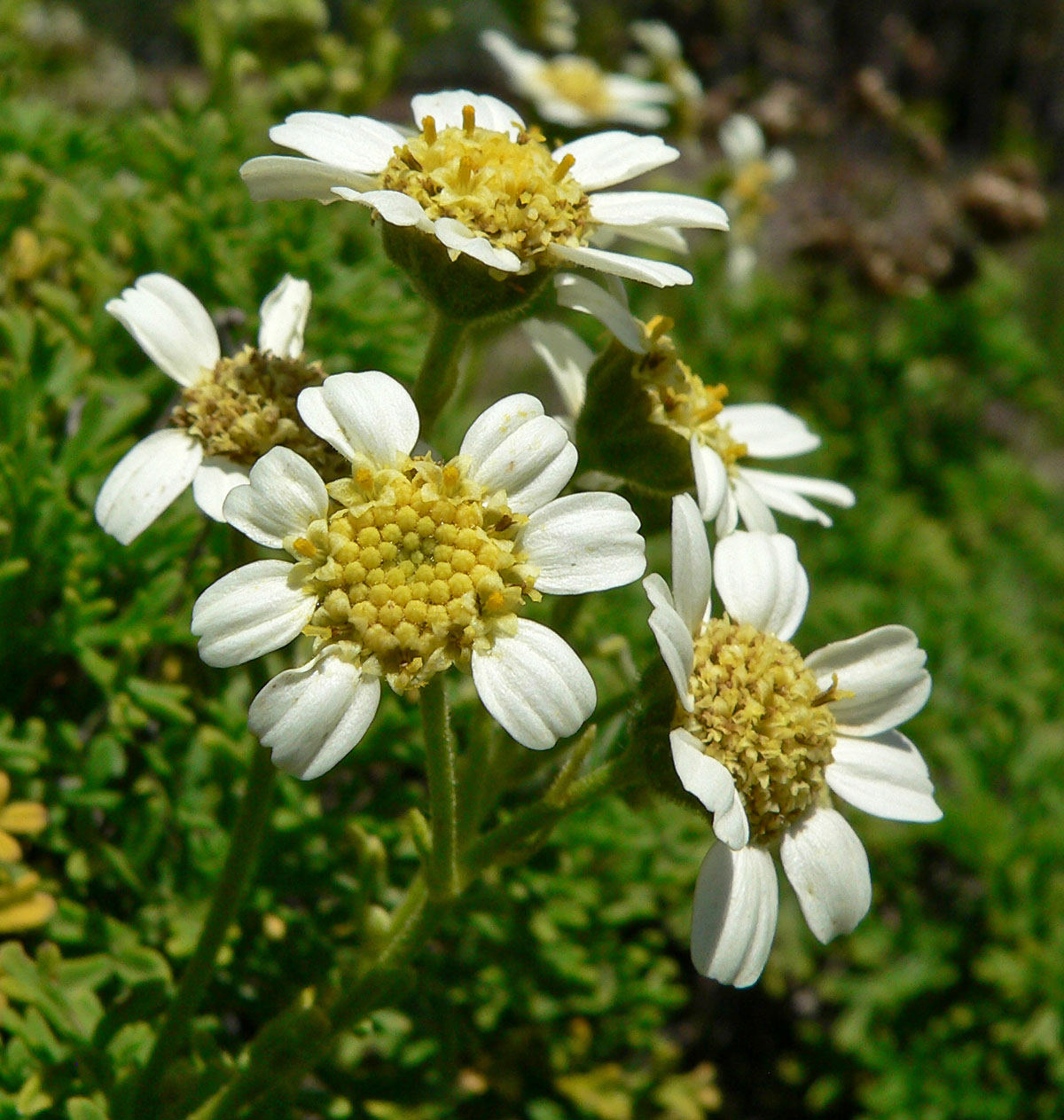
Bahia ambrosioides
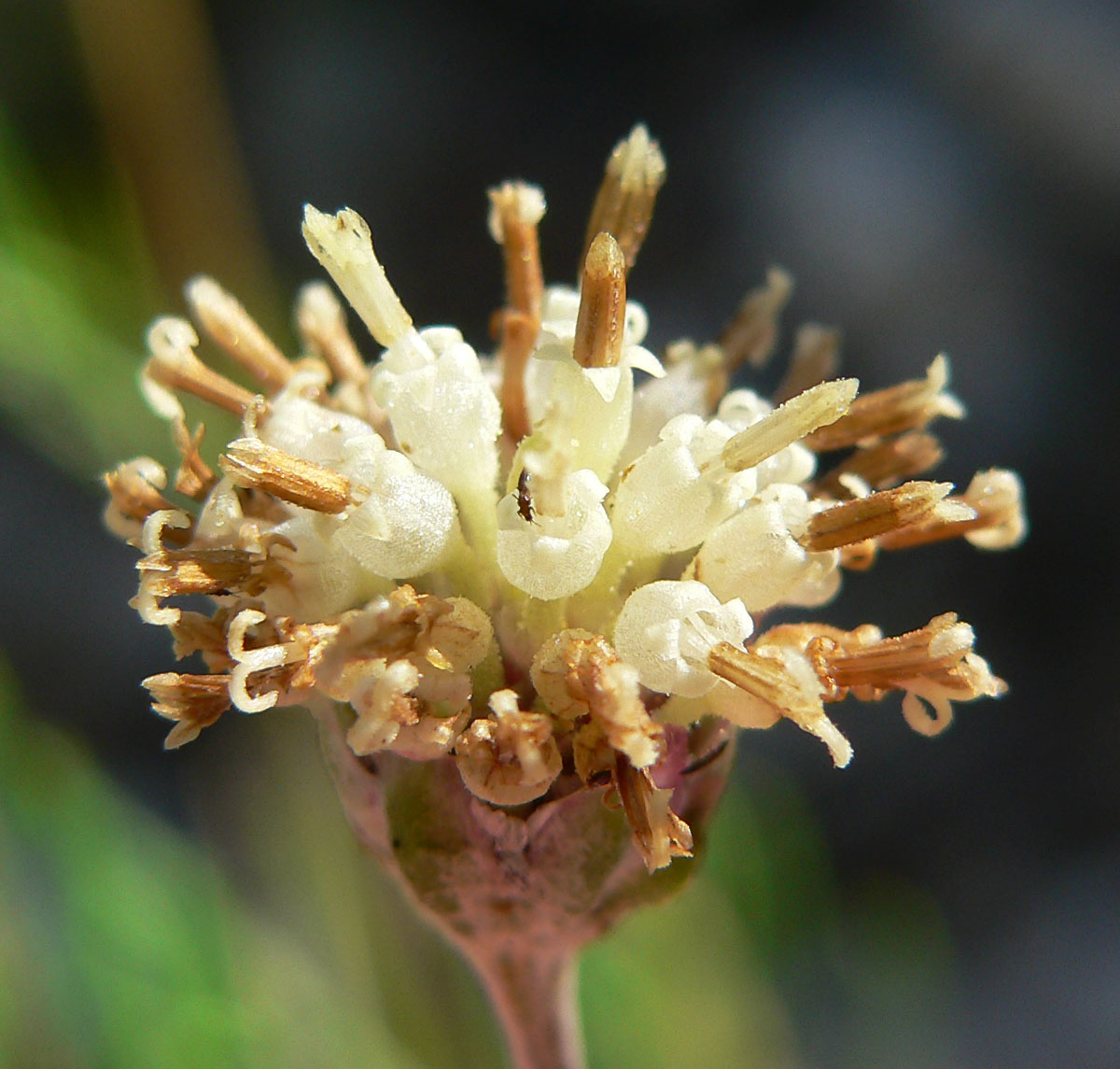
Hymenopappus filifolius
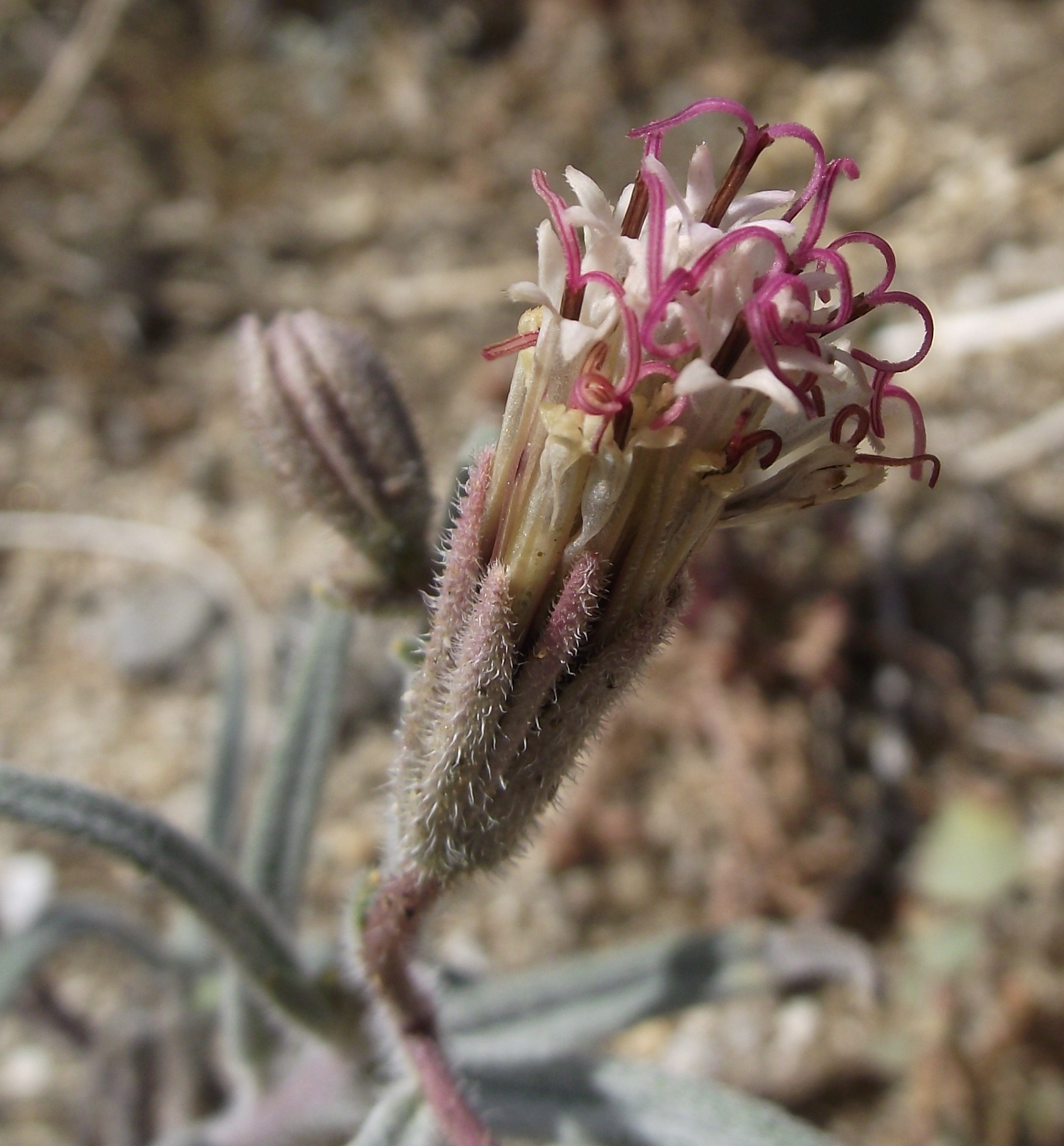
Palafoxia arida
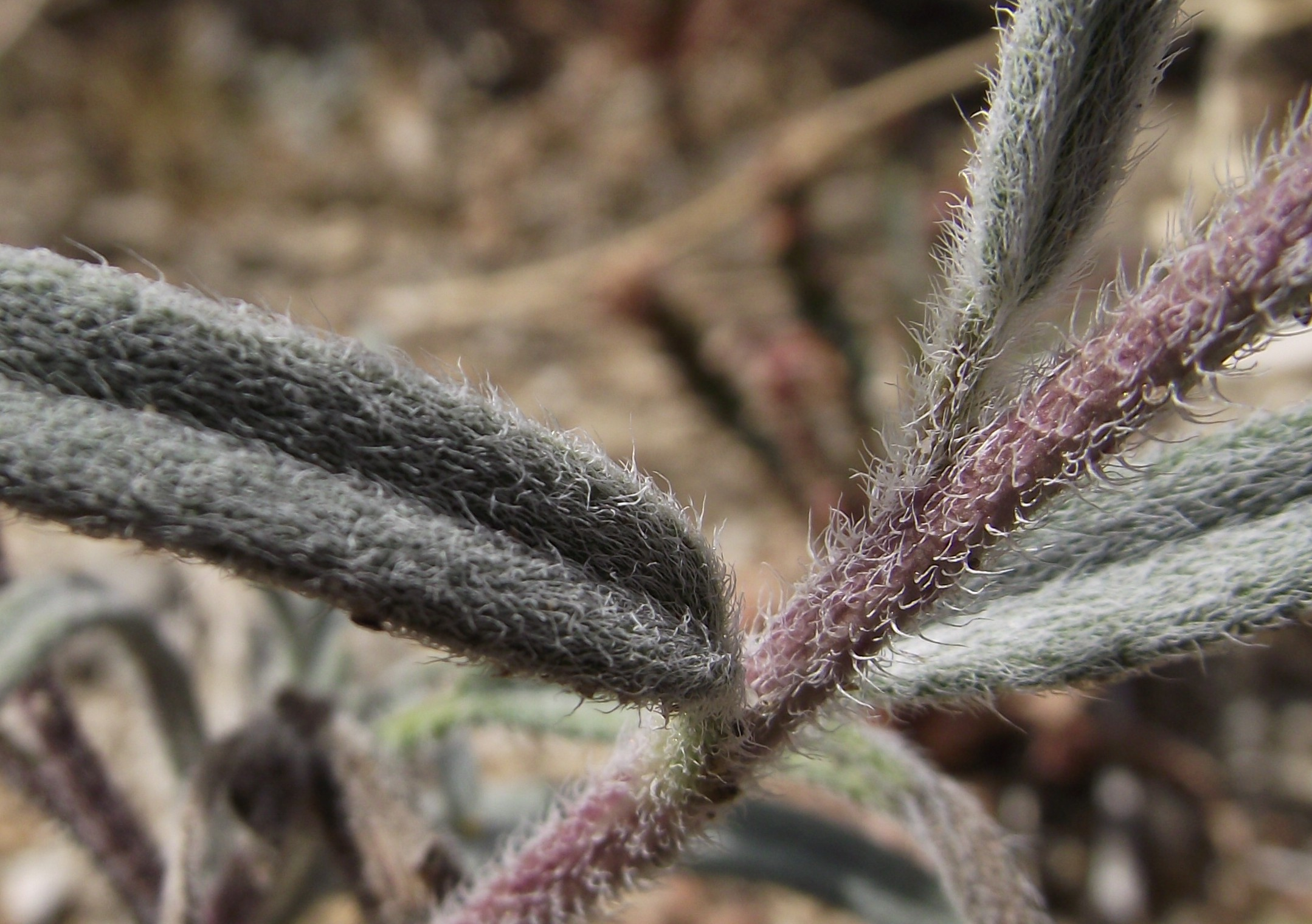
Palafoxia arida (foglie)

### TribuHeliantheae

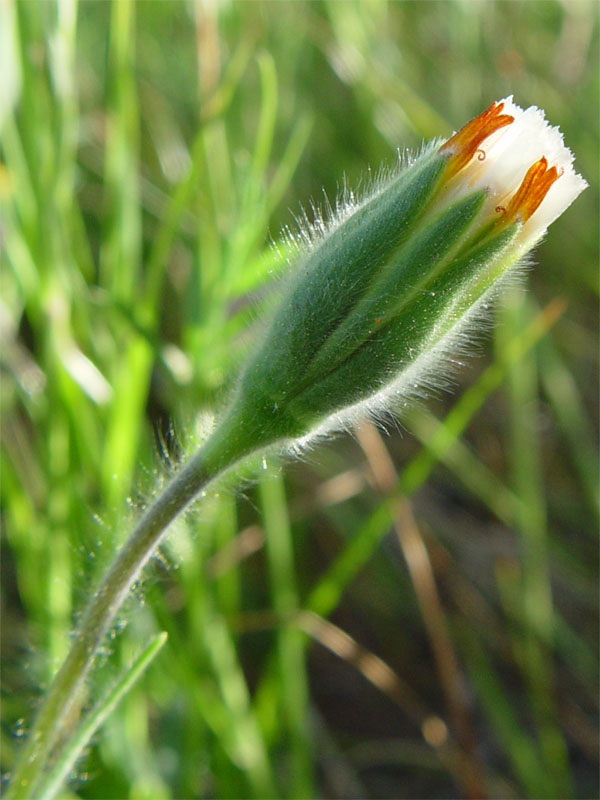
Achyrachaena mollis
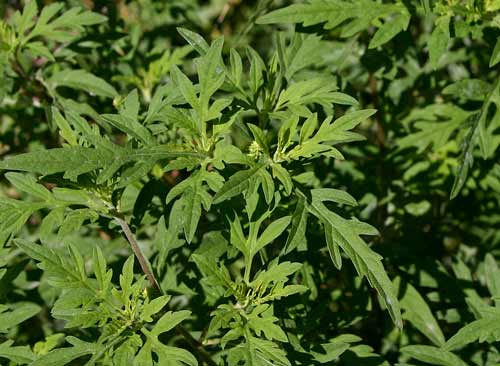
Ambrosia artemisiifolia
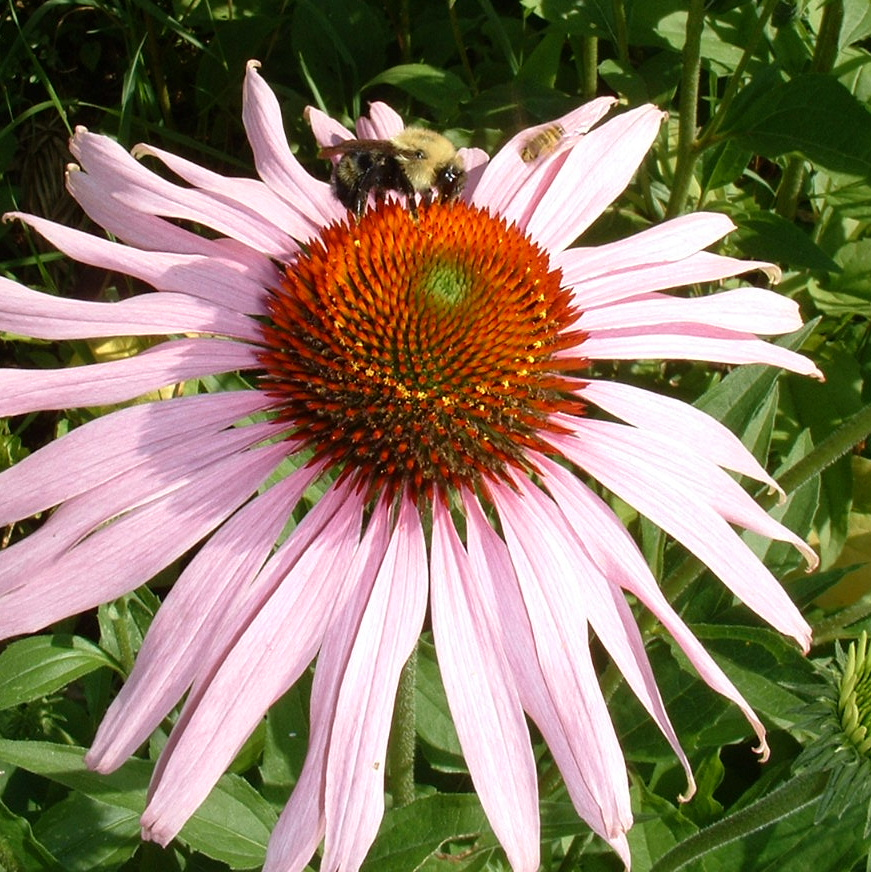
Echinacea purpurea
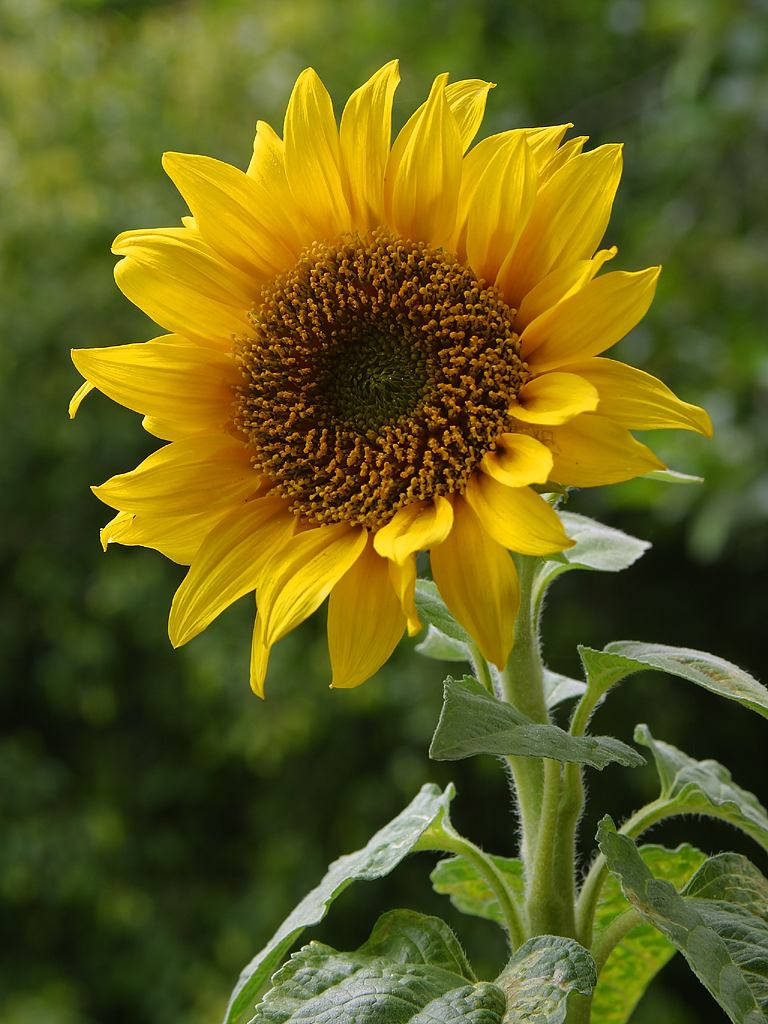
Helianthus annuus
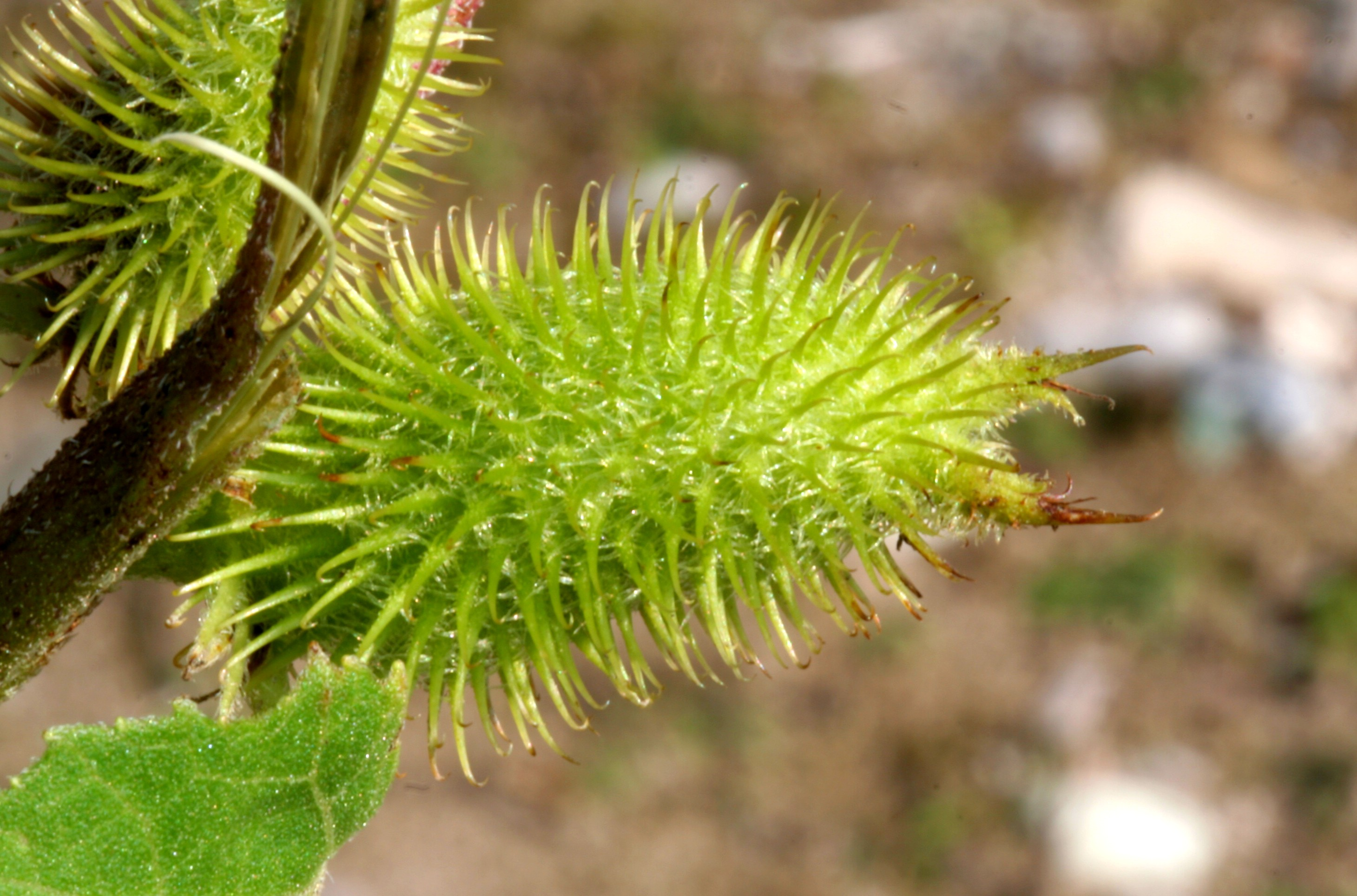
Xanthium italicum
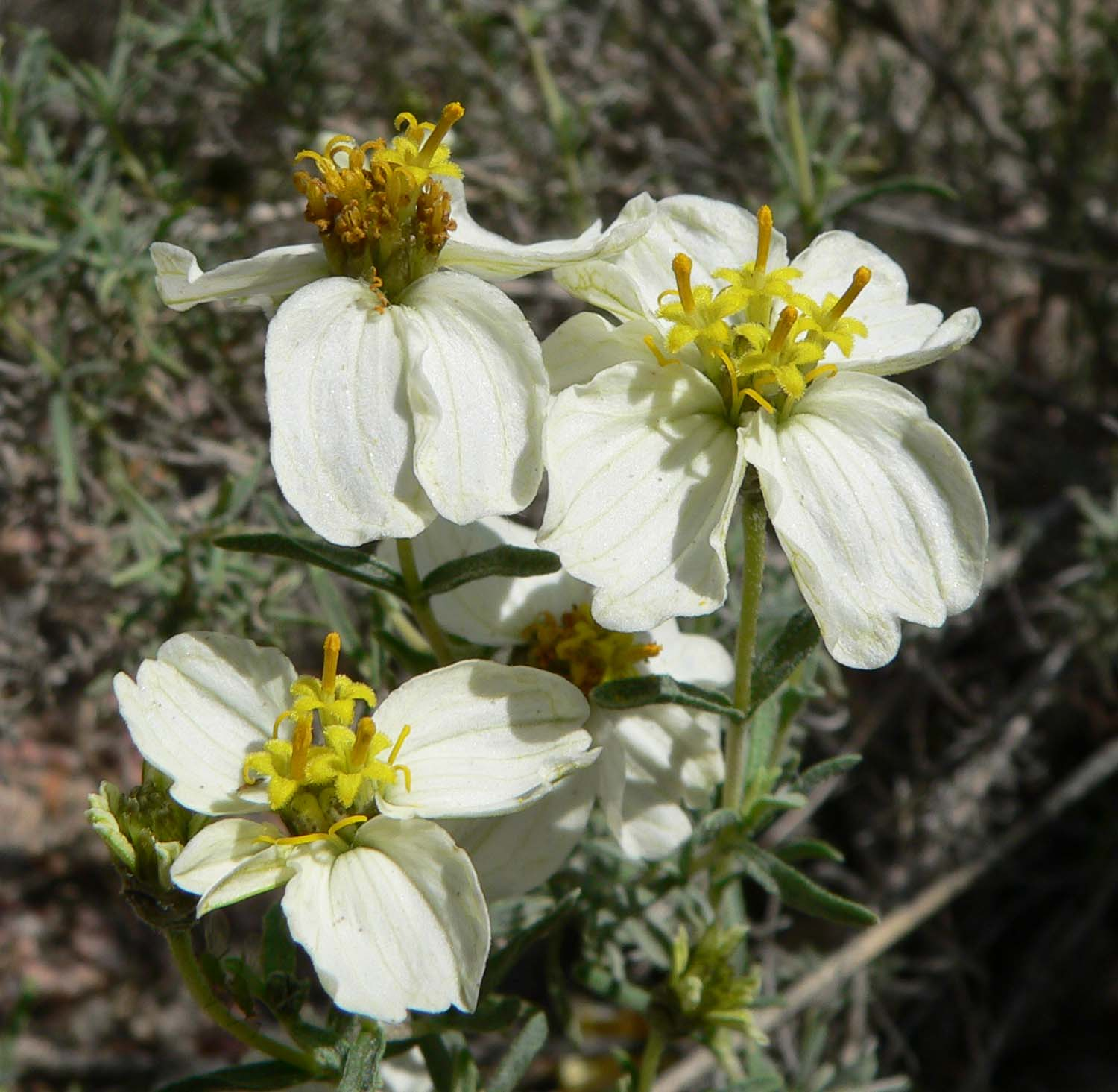
Zinnia acerosa

### TribuMillerieae

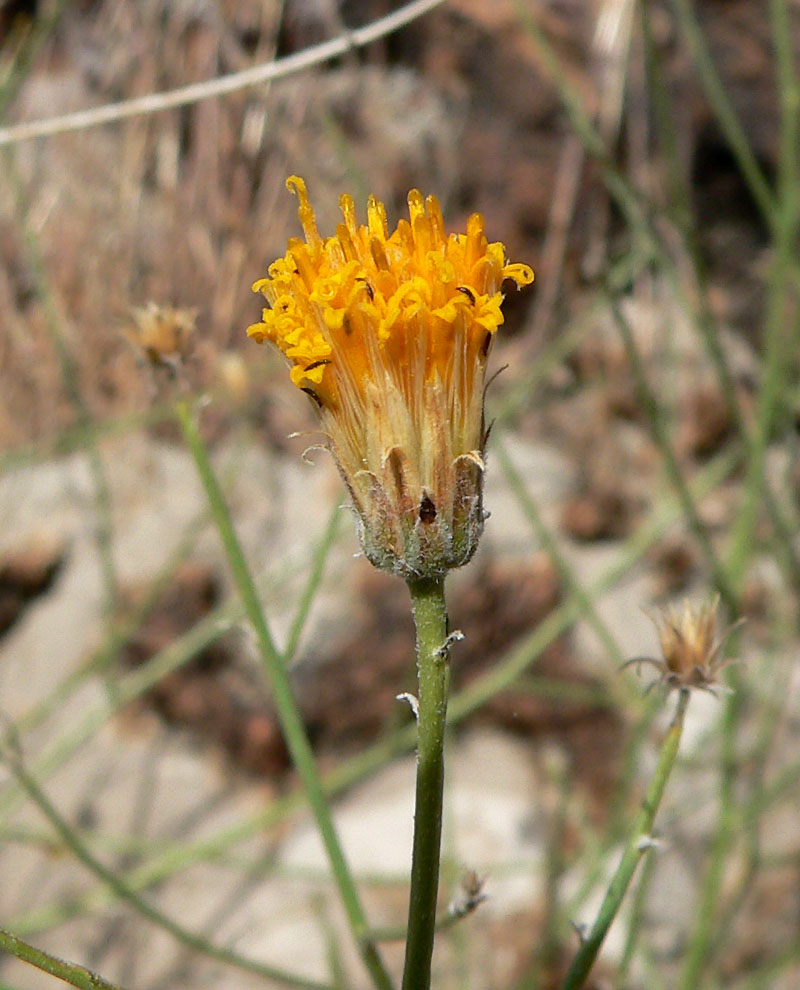
Bebbia juncea (Sottotribù Dyscritothamninae)
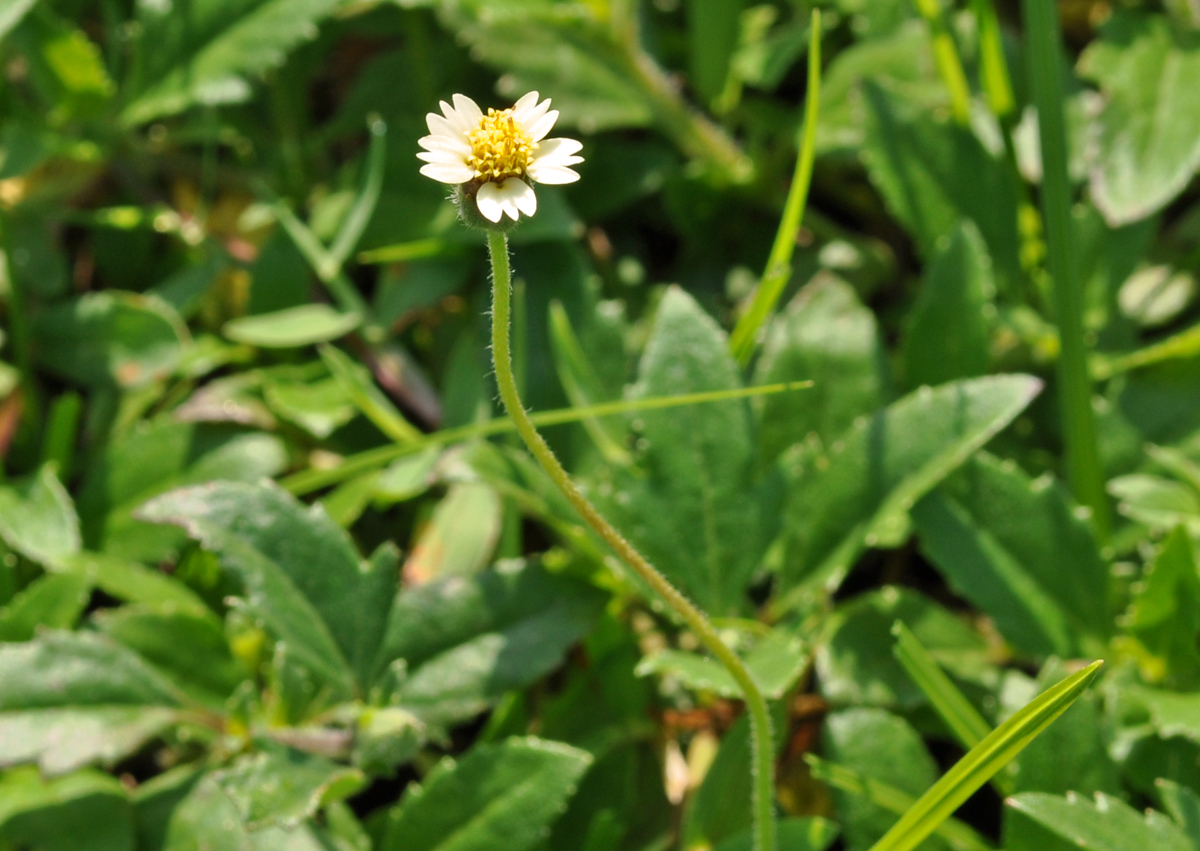
Tridax procumbens (Sottotribù Dyscritothamninae)
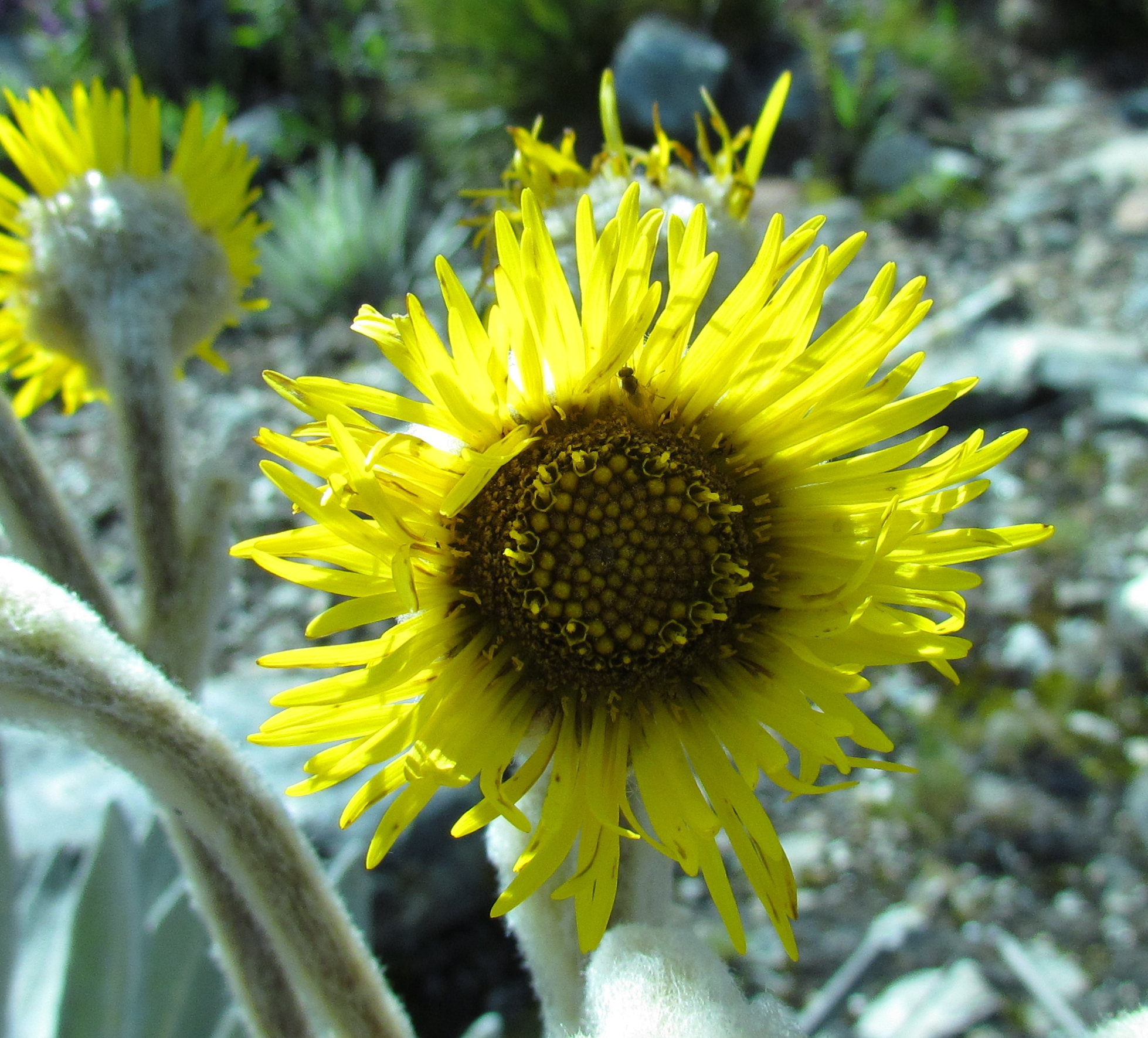
Espeletia grandiflora (Sottotribù Espeletiinae)
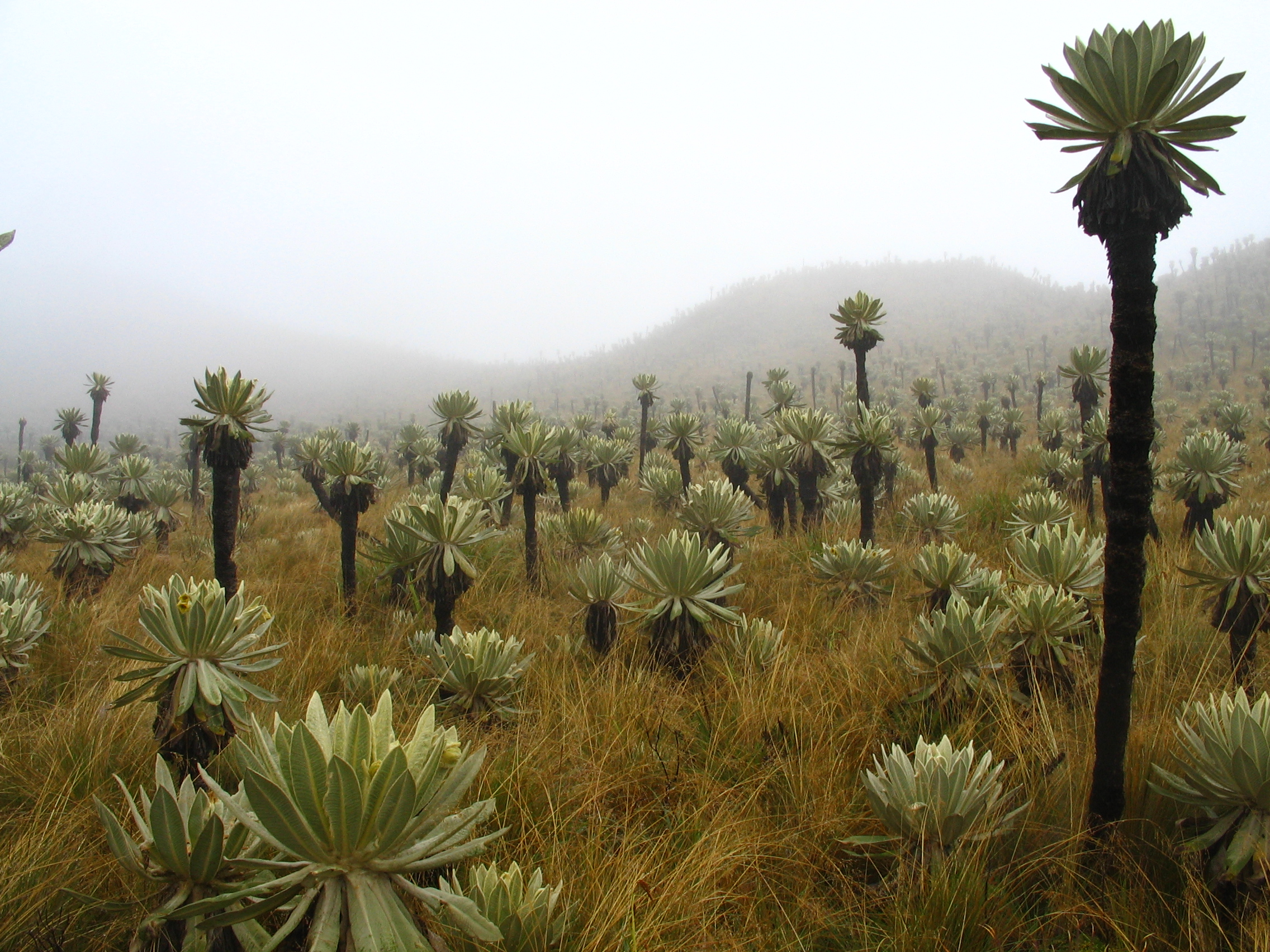
Espeletia pycnophylla (Sottotribù Espeletiinae)
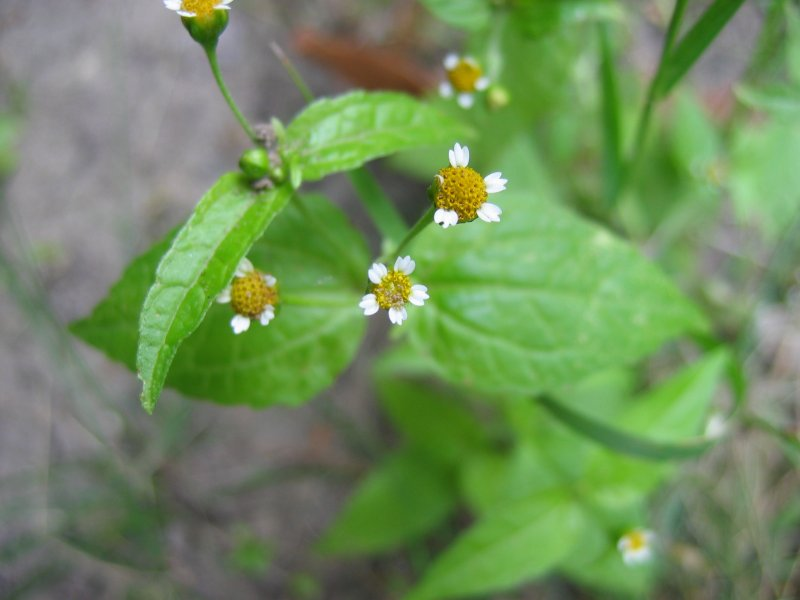
Galinsoga parviflora (Sottotribù Galinsoginae)
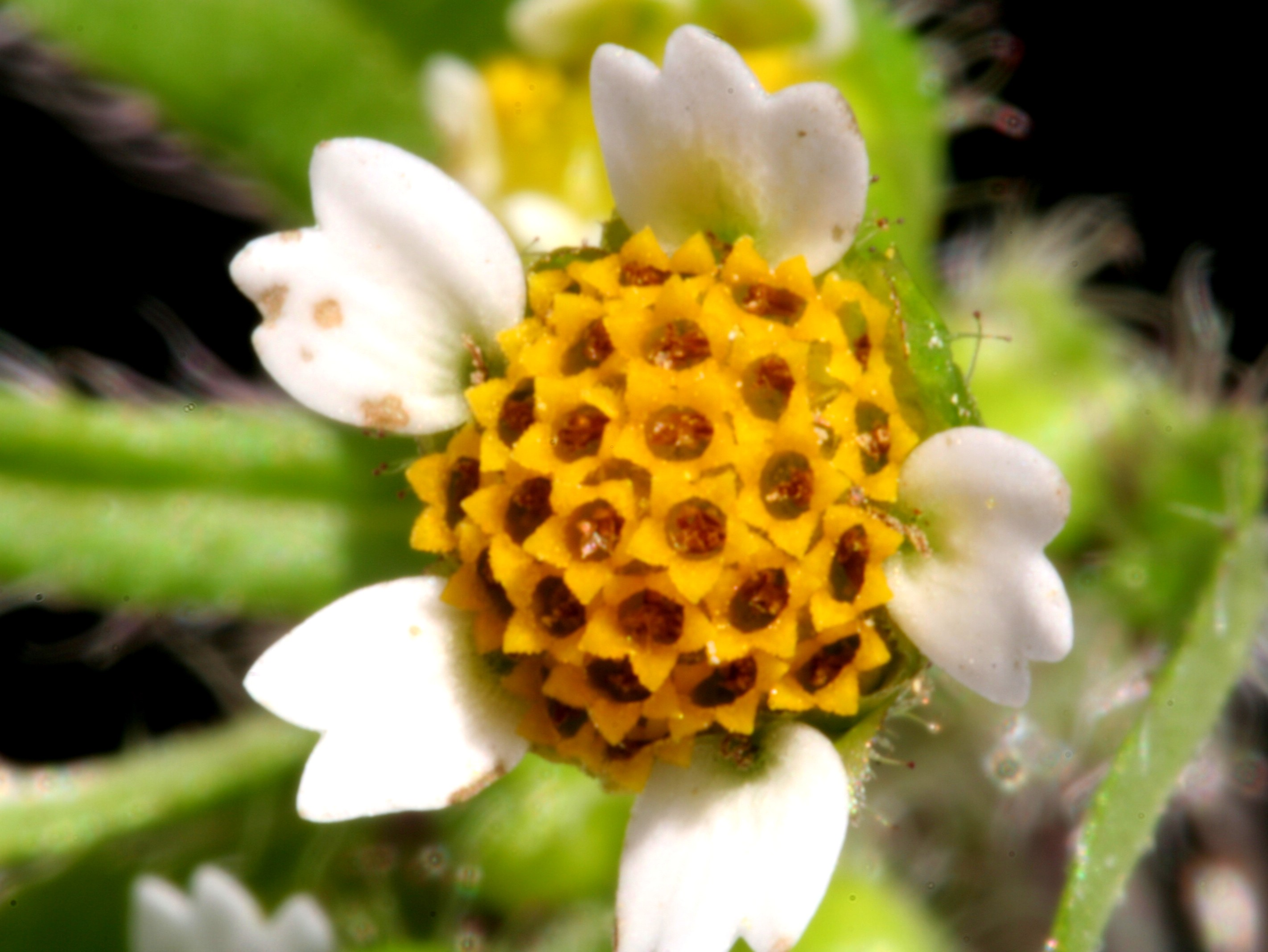
Galinsoga quadriradiata (Sottotribù Galinsoginae)

### TribuMadieae

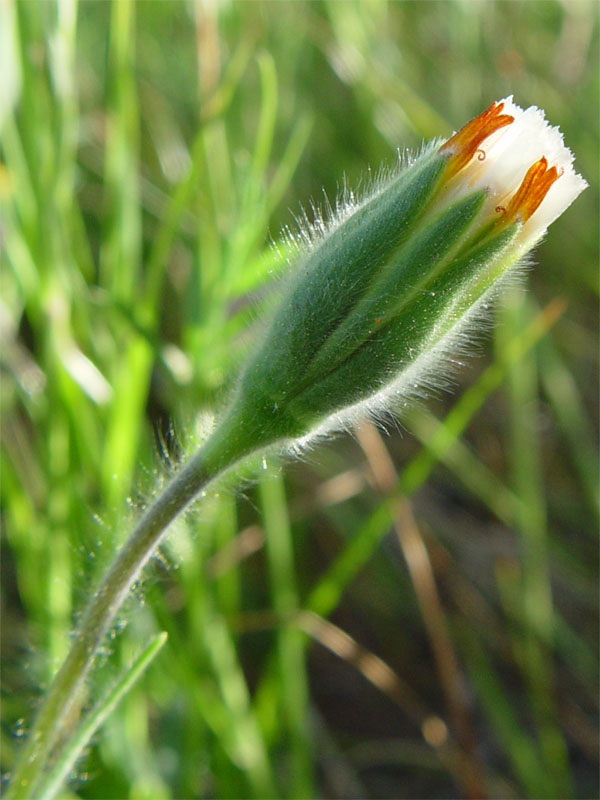
Achyrachaena mollis
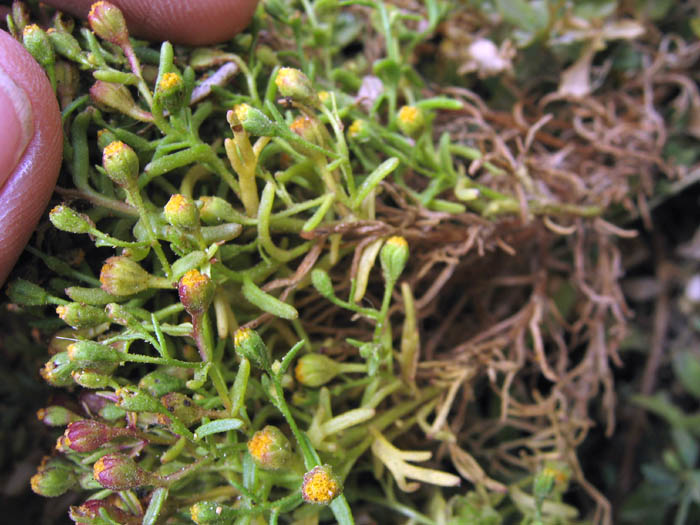
Amblyopappus pusillus
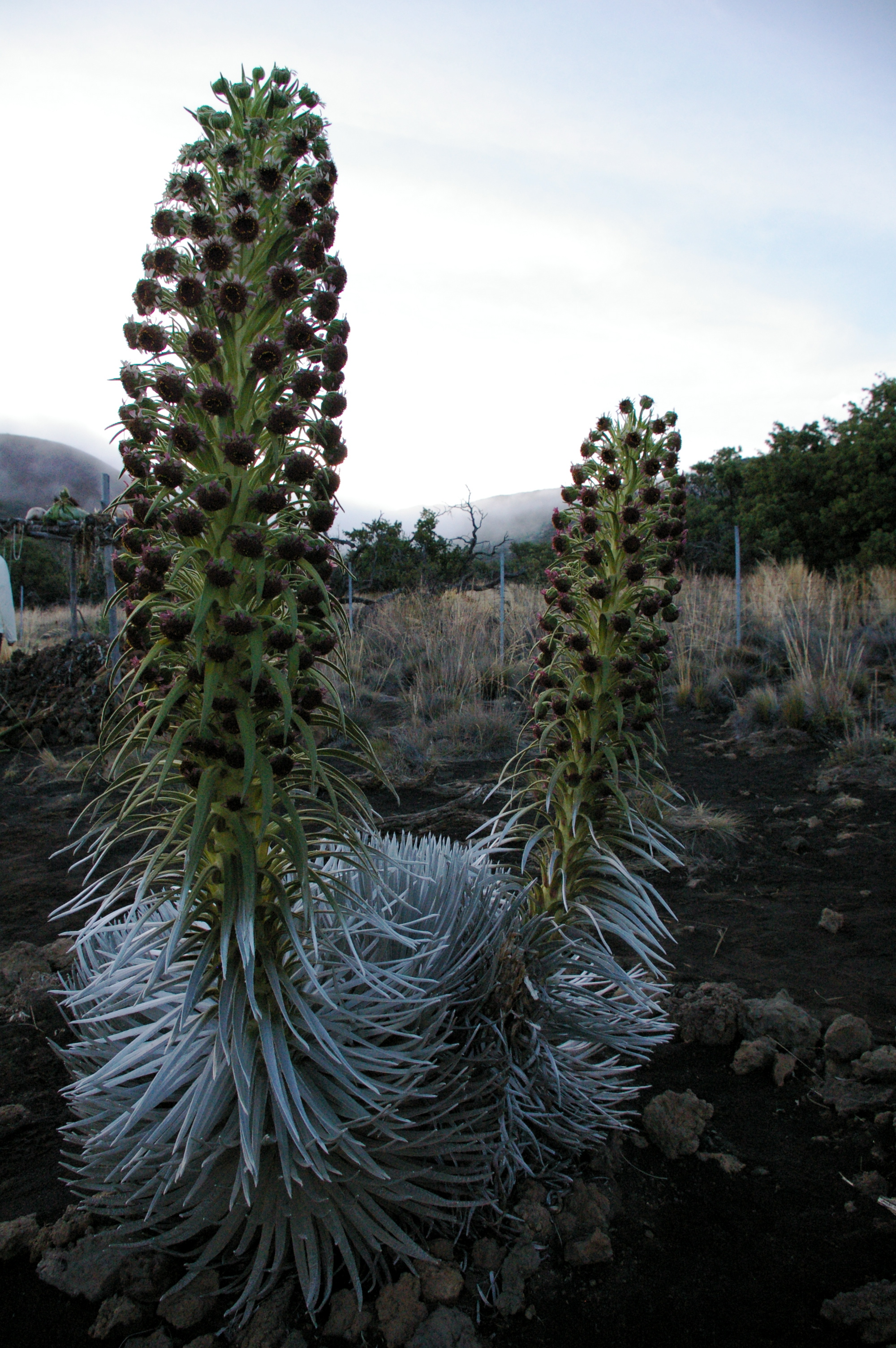
Argyroxiphium sandwicense
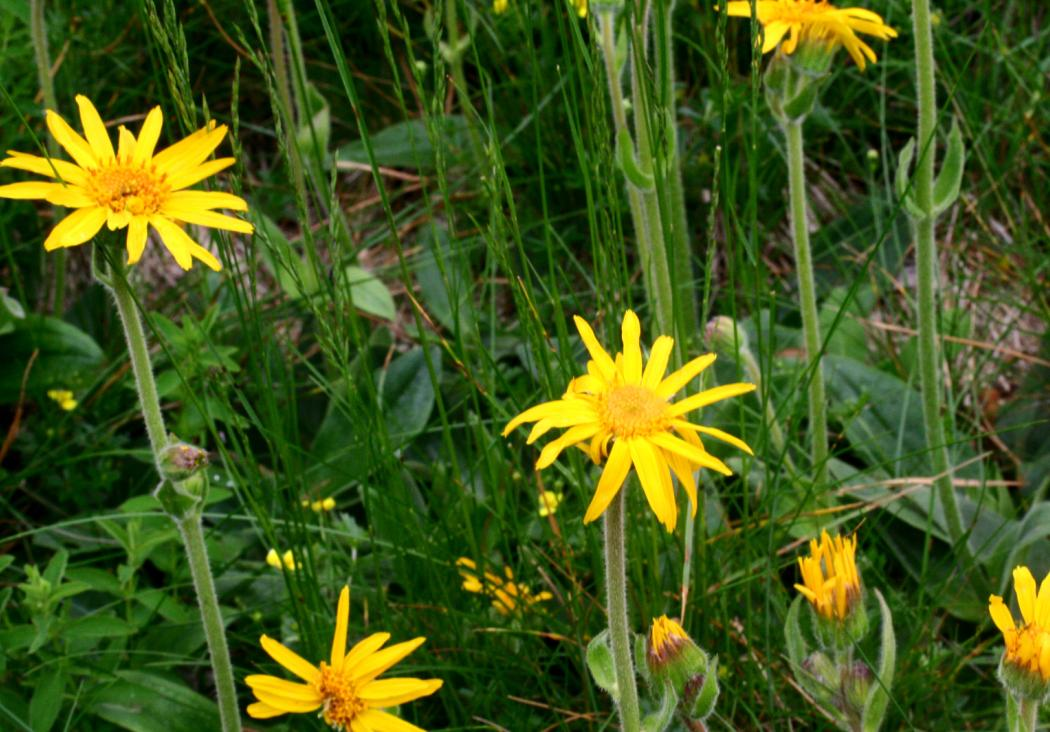
Arnica montana
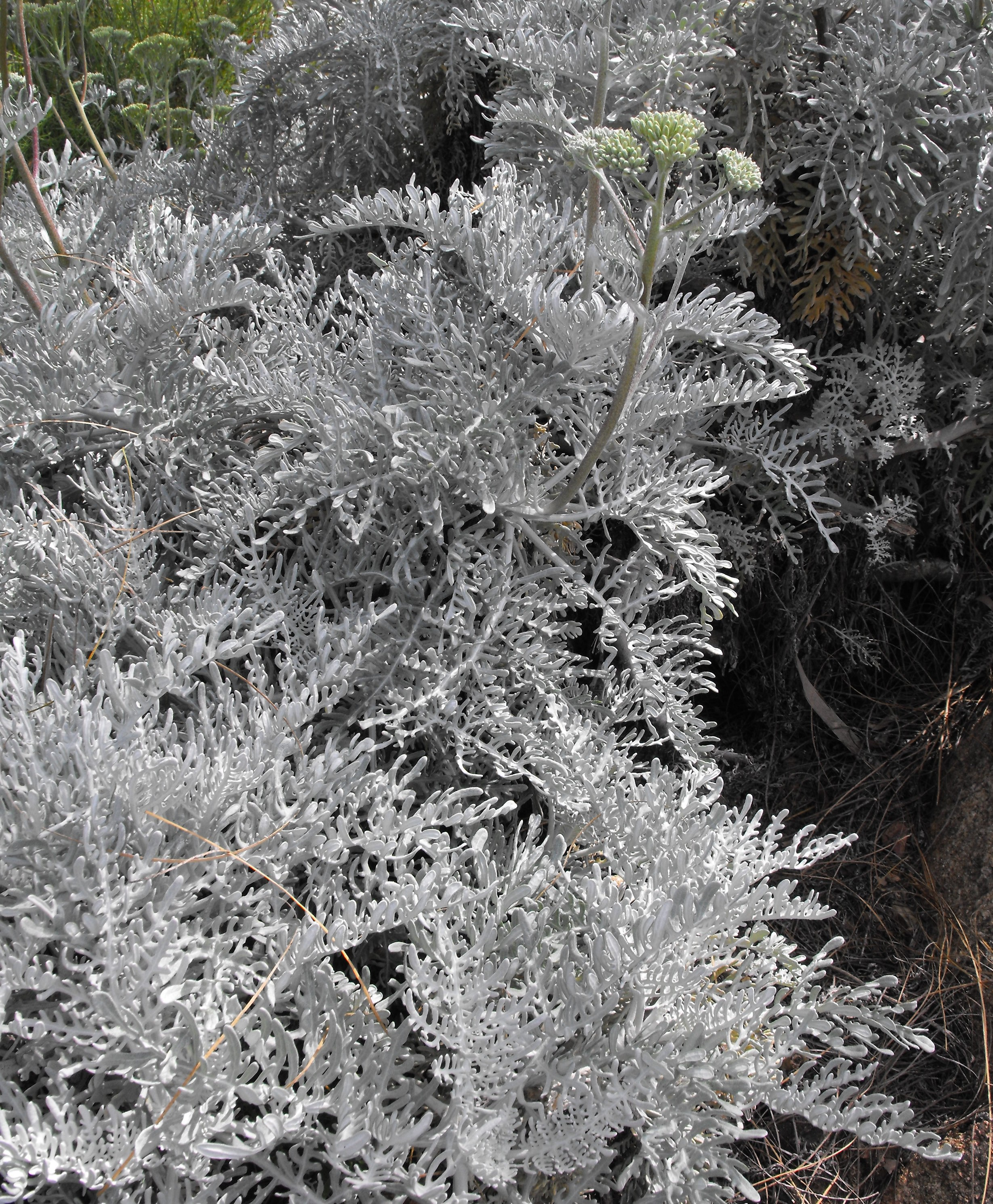
Constancea nevinii
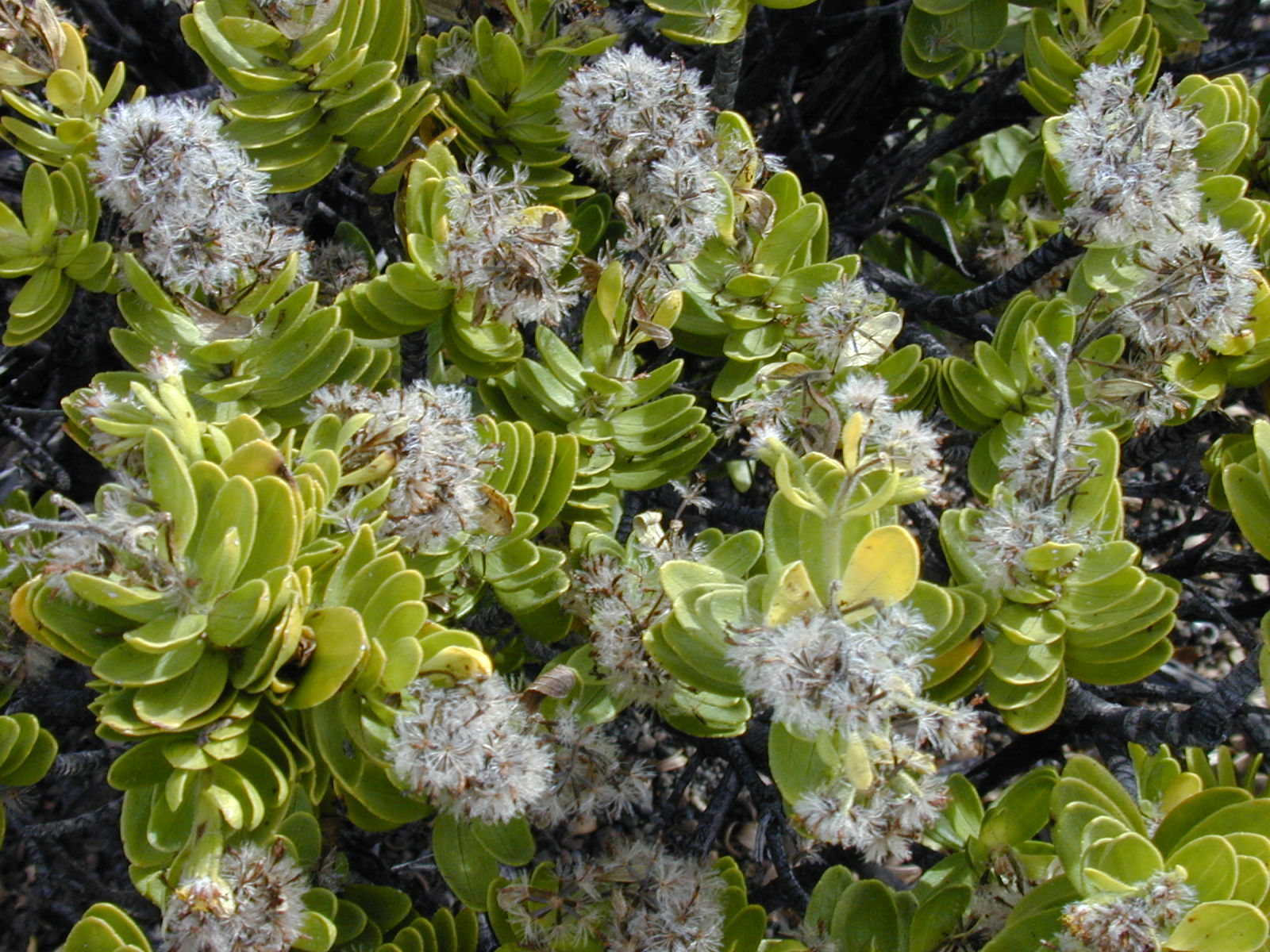
Dubautia menziesii
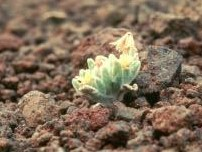
Eatonella nivea
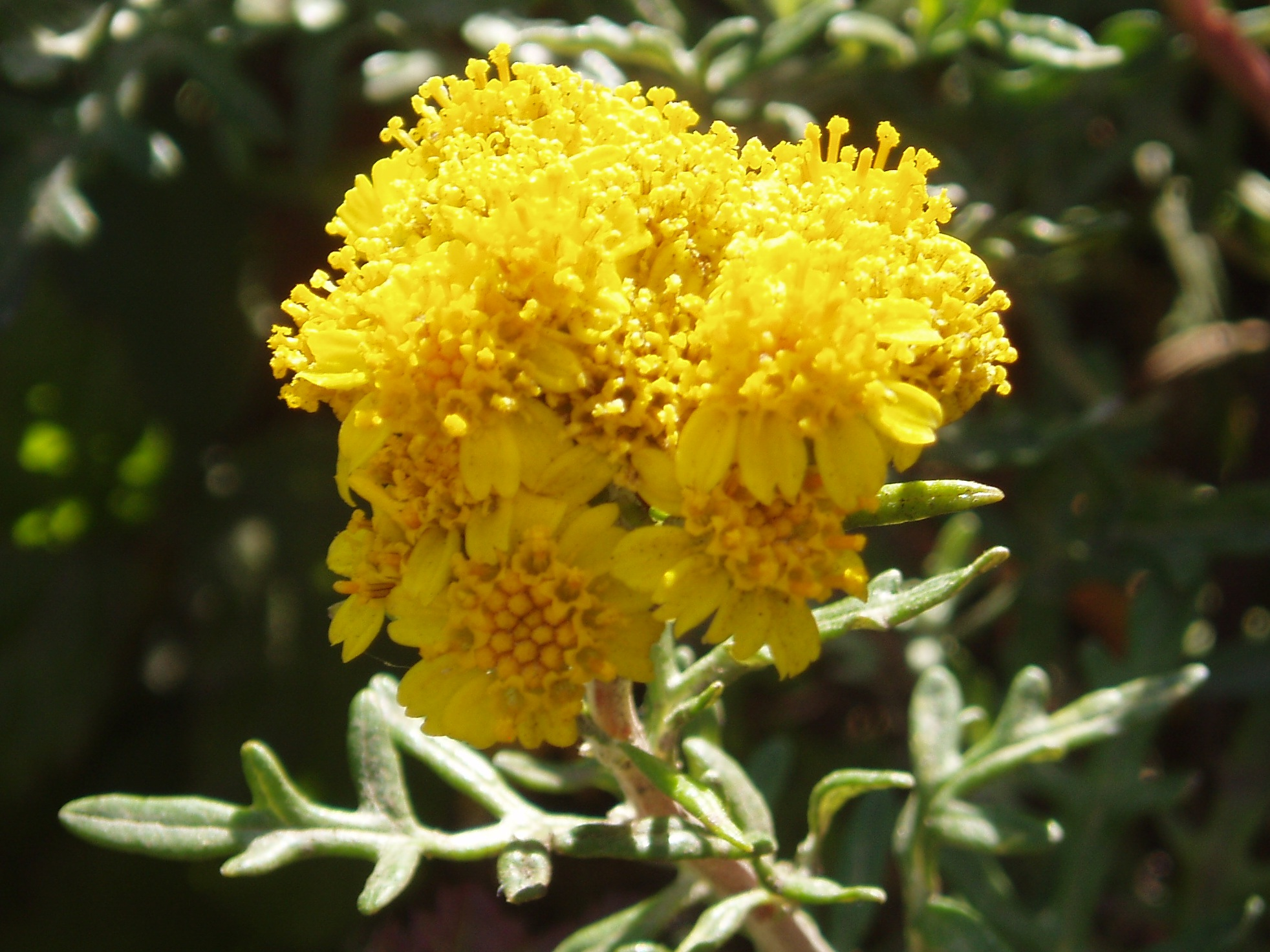
Eriophyllum stoechadifolium
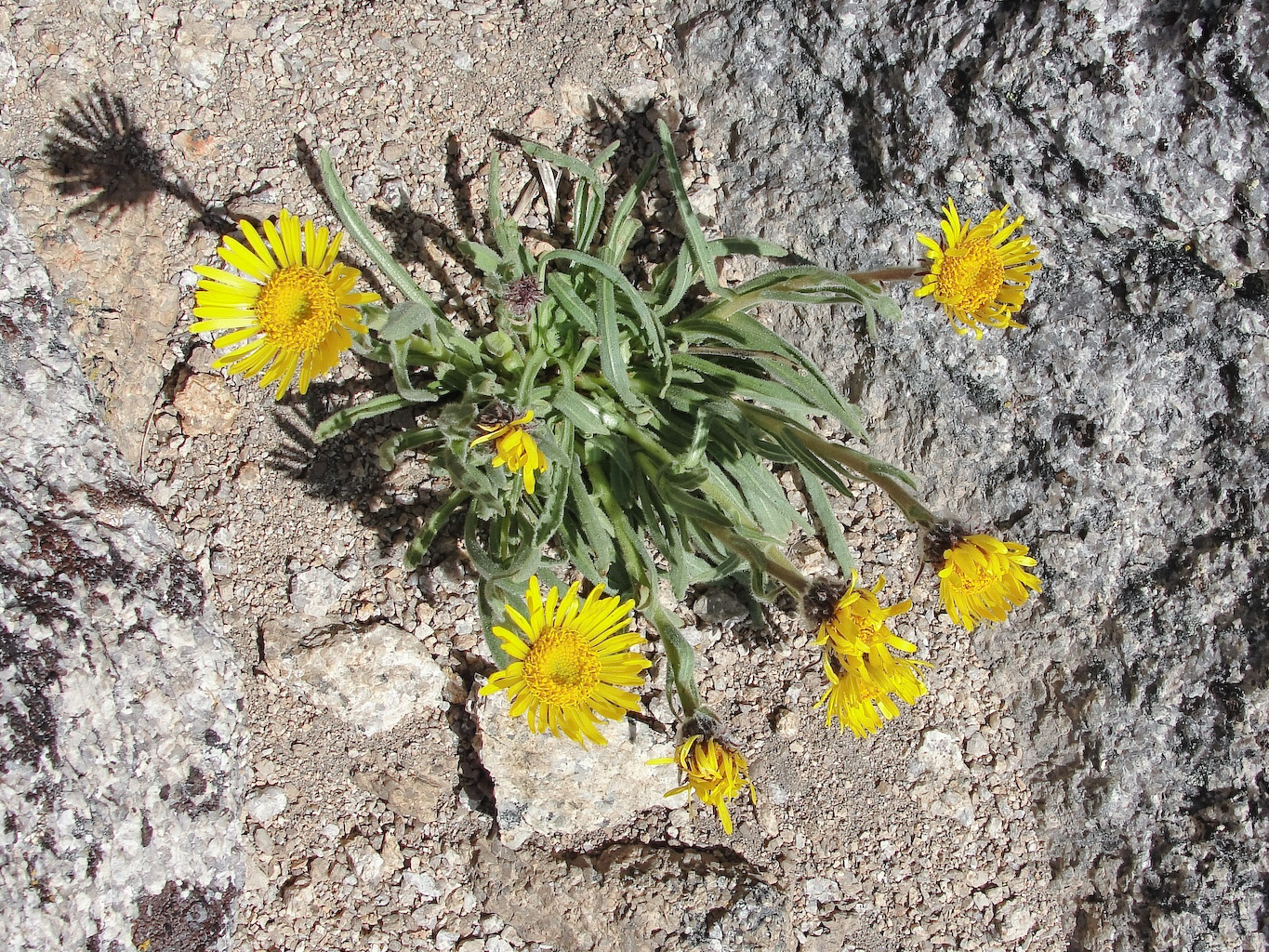
Hulsea algida
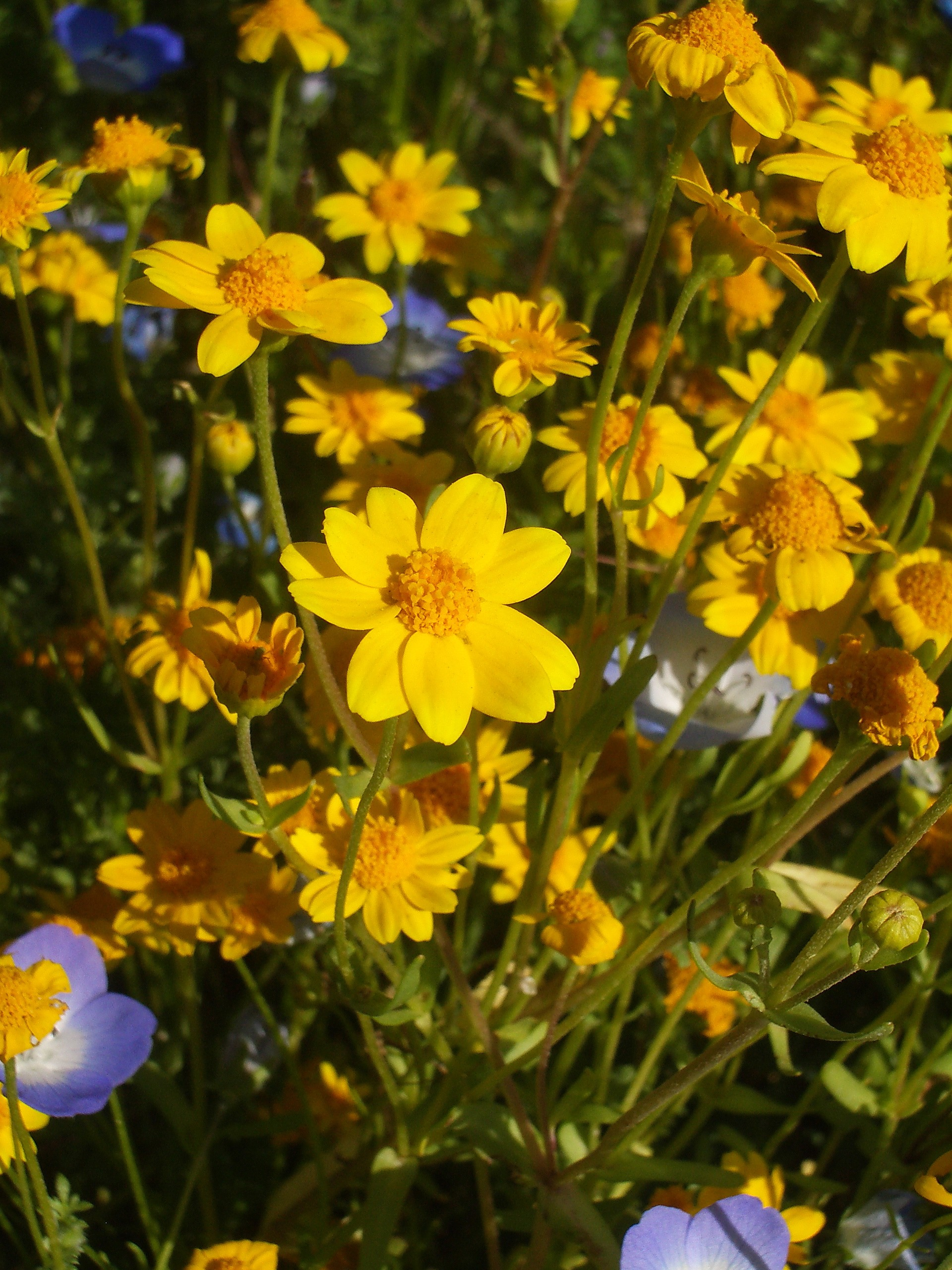
Lasthenia glabrata
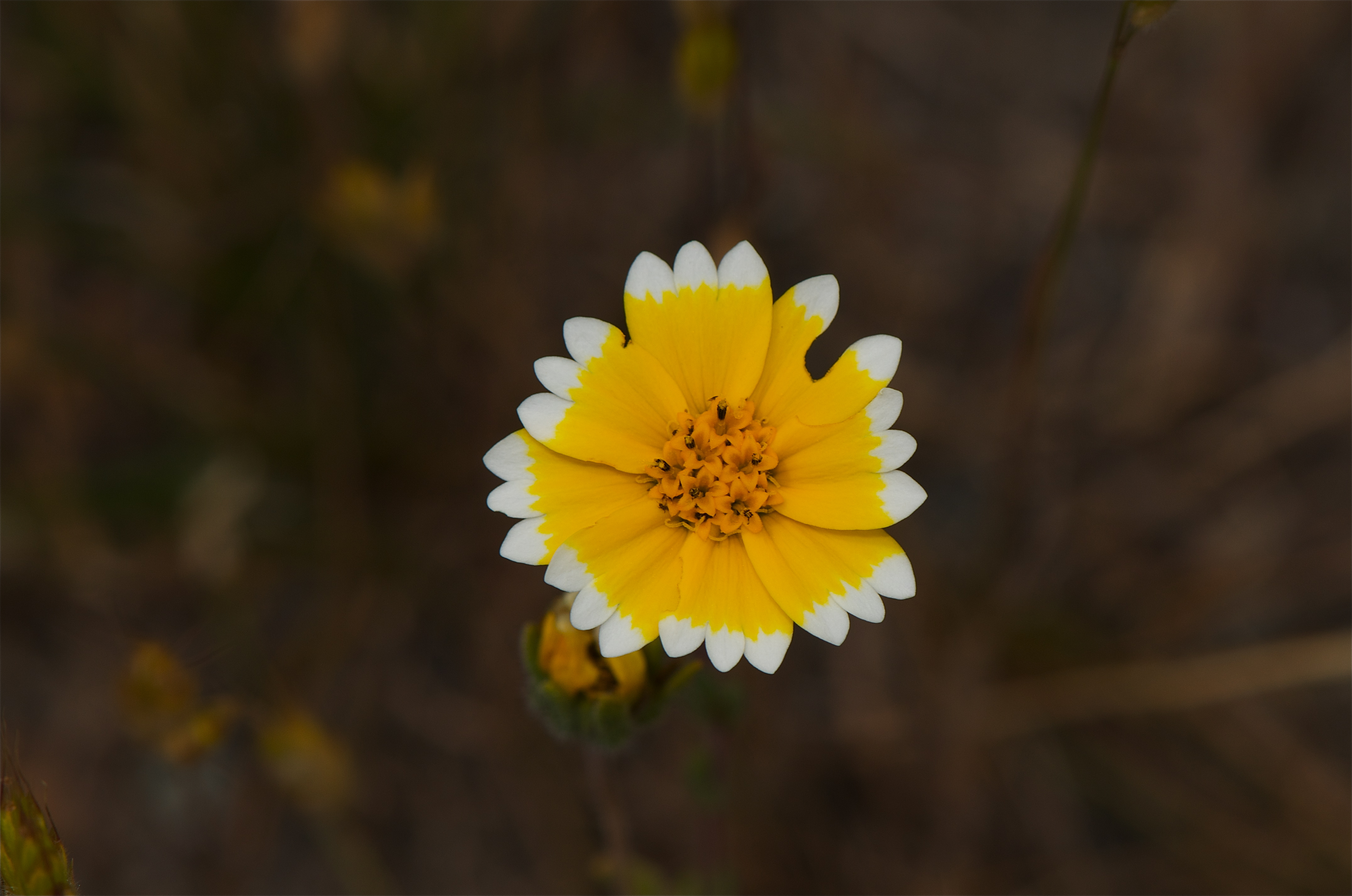
Layia chrysanthemoides
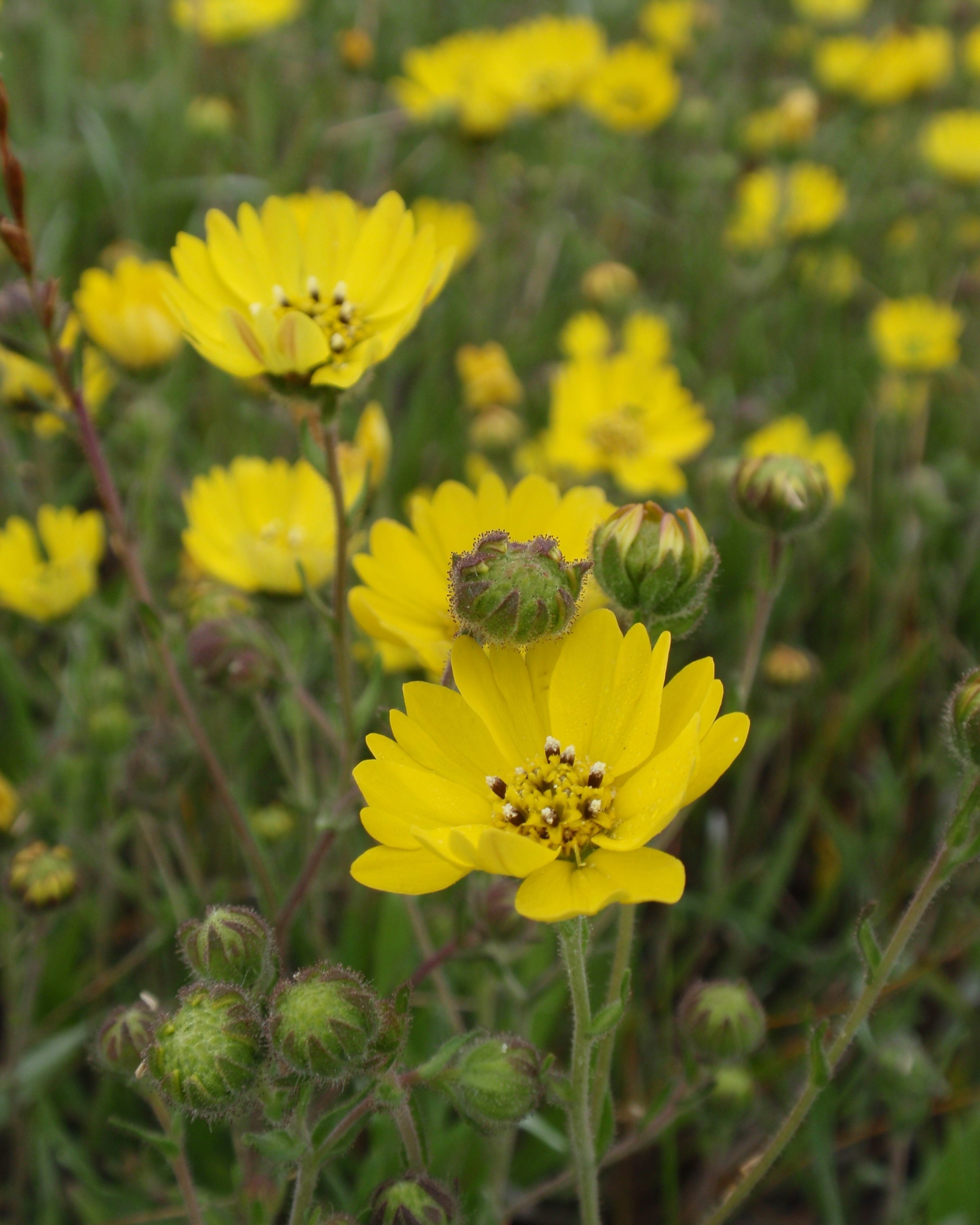
Madia sativa

### TribuEupatorieae

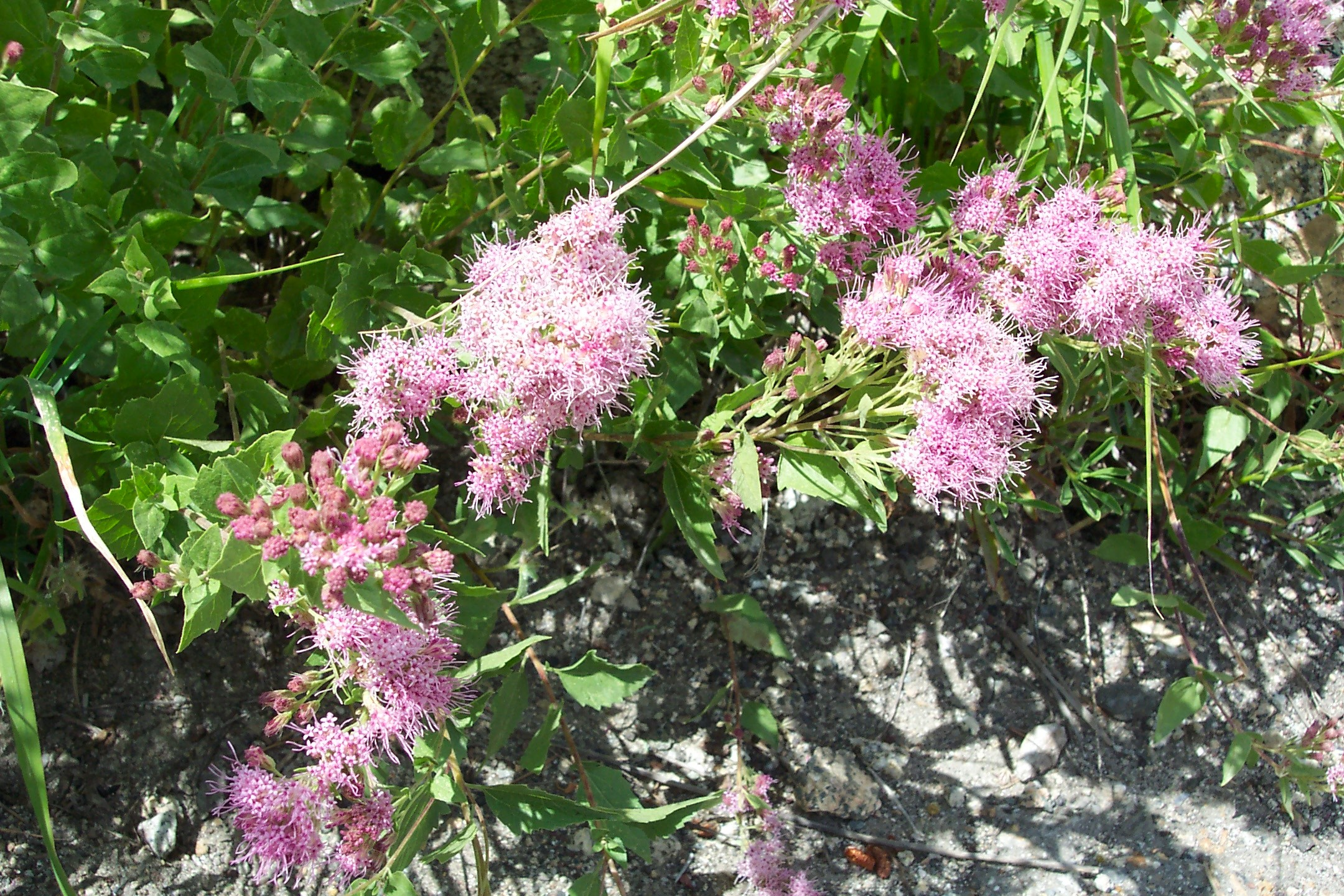
Ageratum corymbosum (Sottotribù Ageratinae)
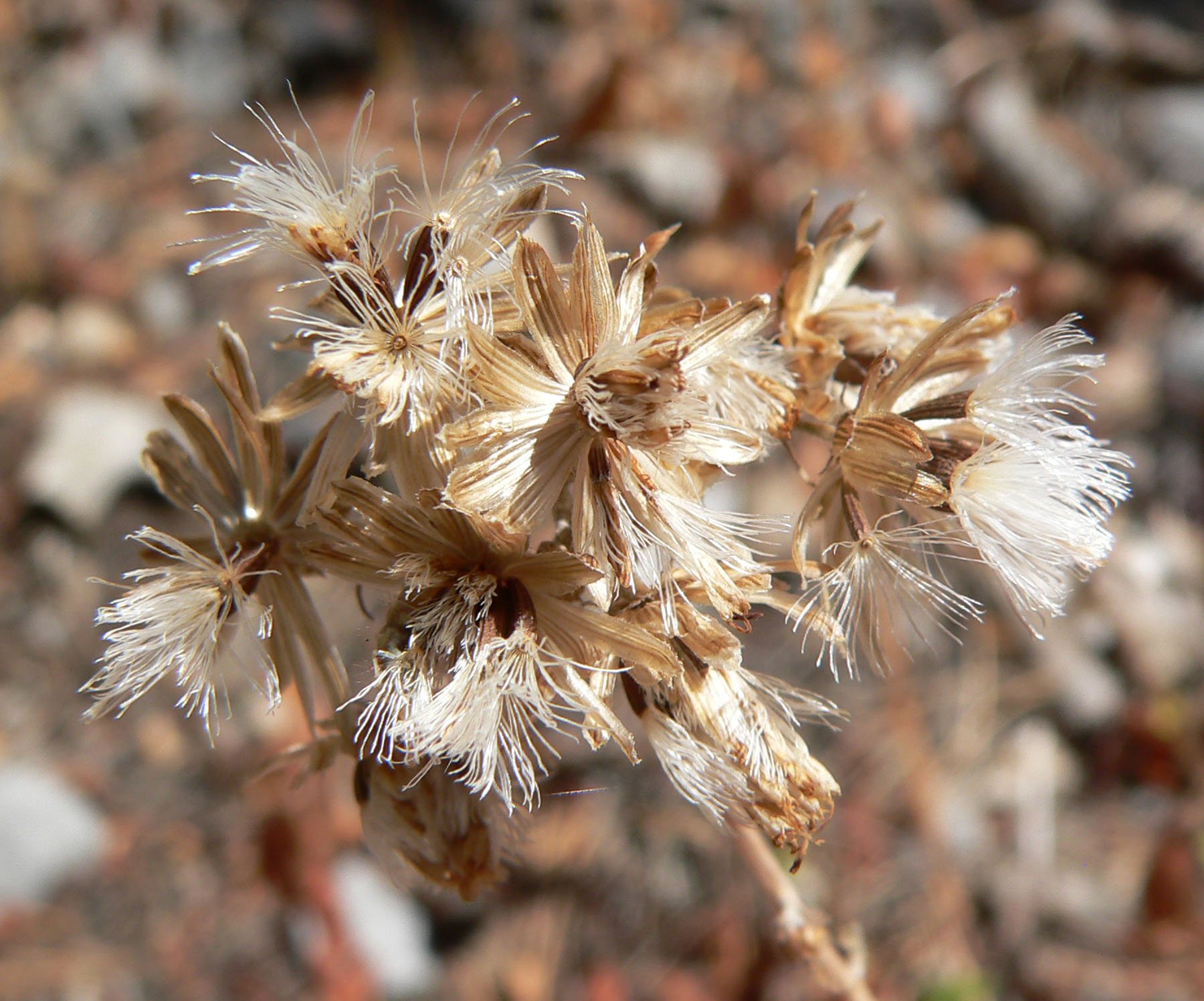
Brickellia grandiflora (Sottotribù Alomiinae)
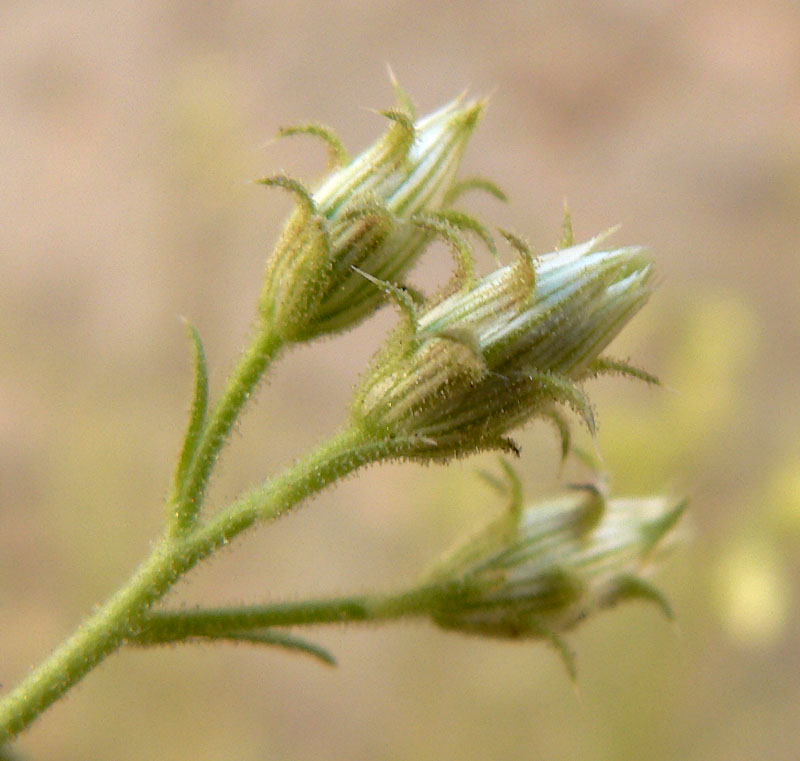
Pleurocoronis pluriseta (Sottotribù Alomiinae)
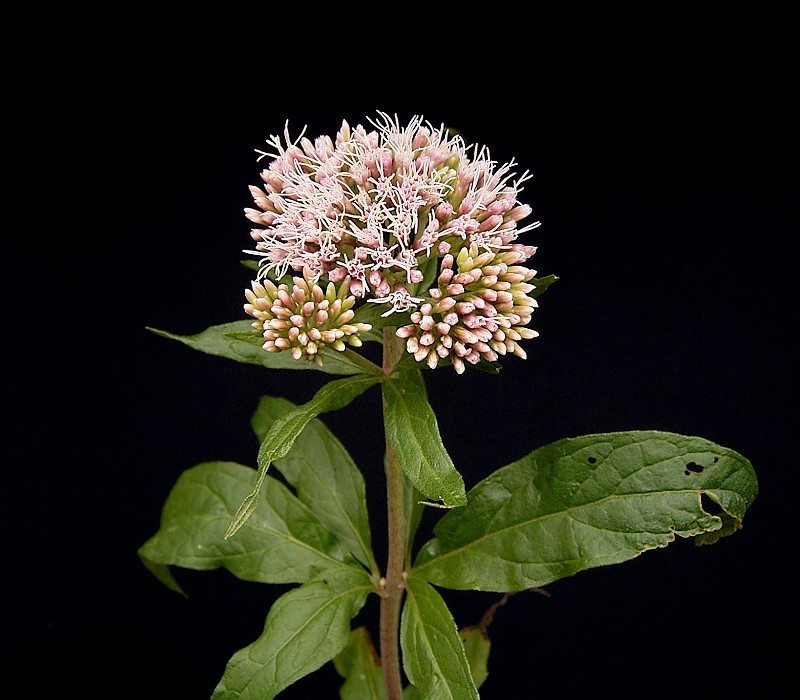
Eupatorium cannabinum (Sottotribù Eupatoriinae)
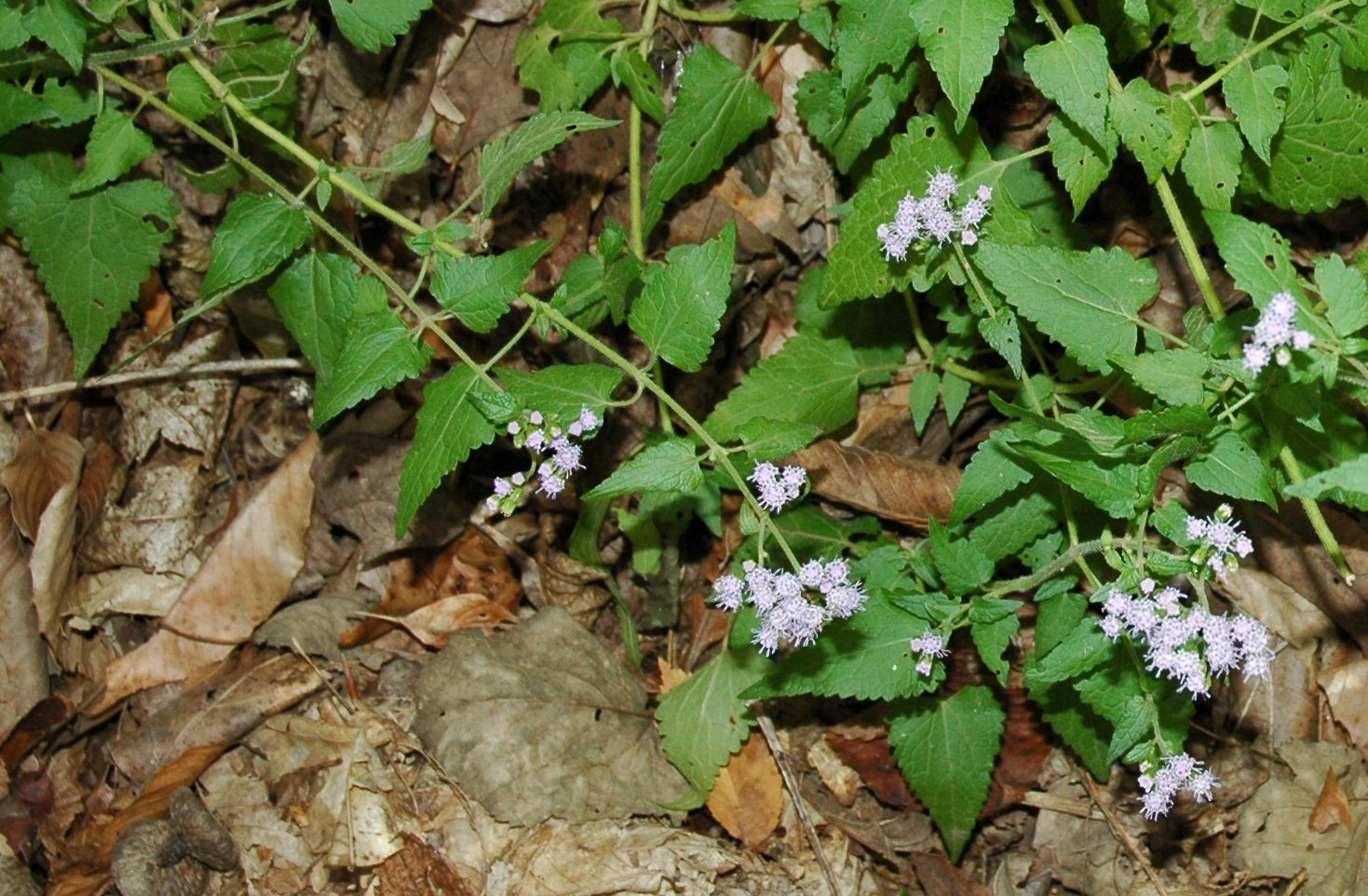
Fleischmannia incarnata (Sottotribù Fleischmanniinae)
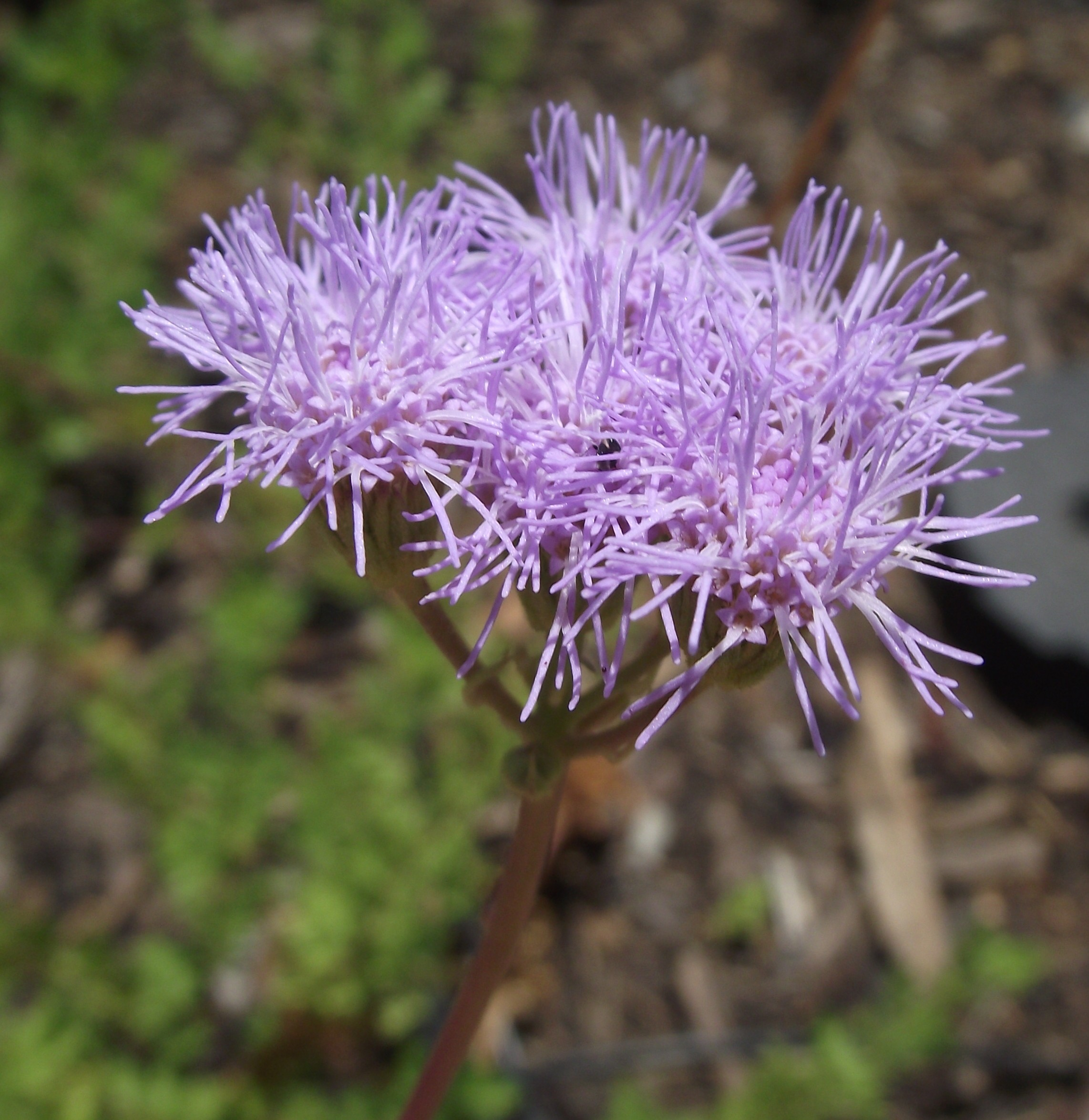
Conoclinium greggii (Sottotribù Gyptidinae)
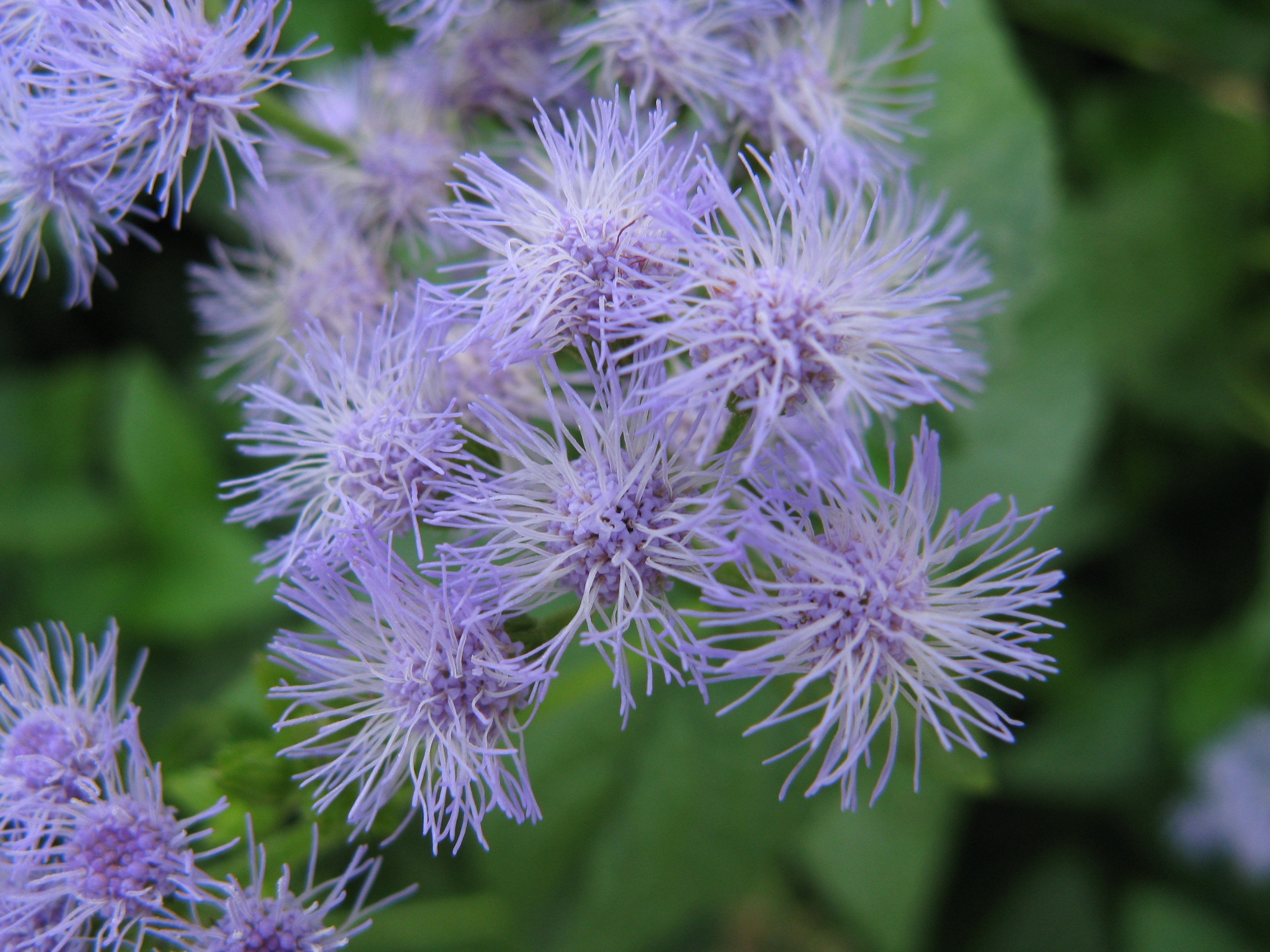
Conoclinium coelestinum (Sottotribù Gyptidinae)
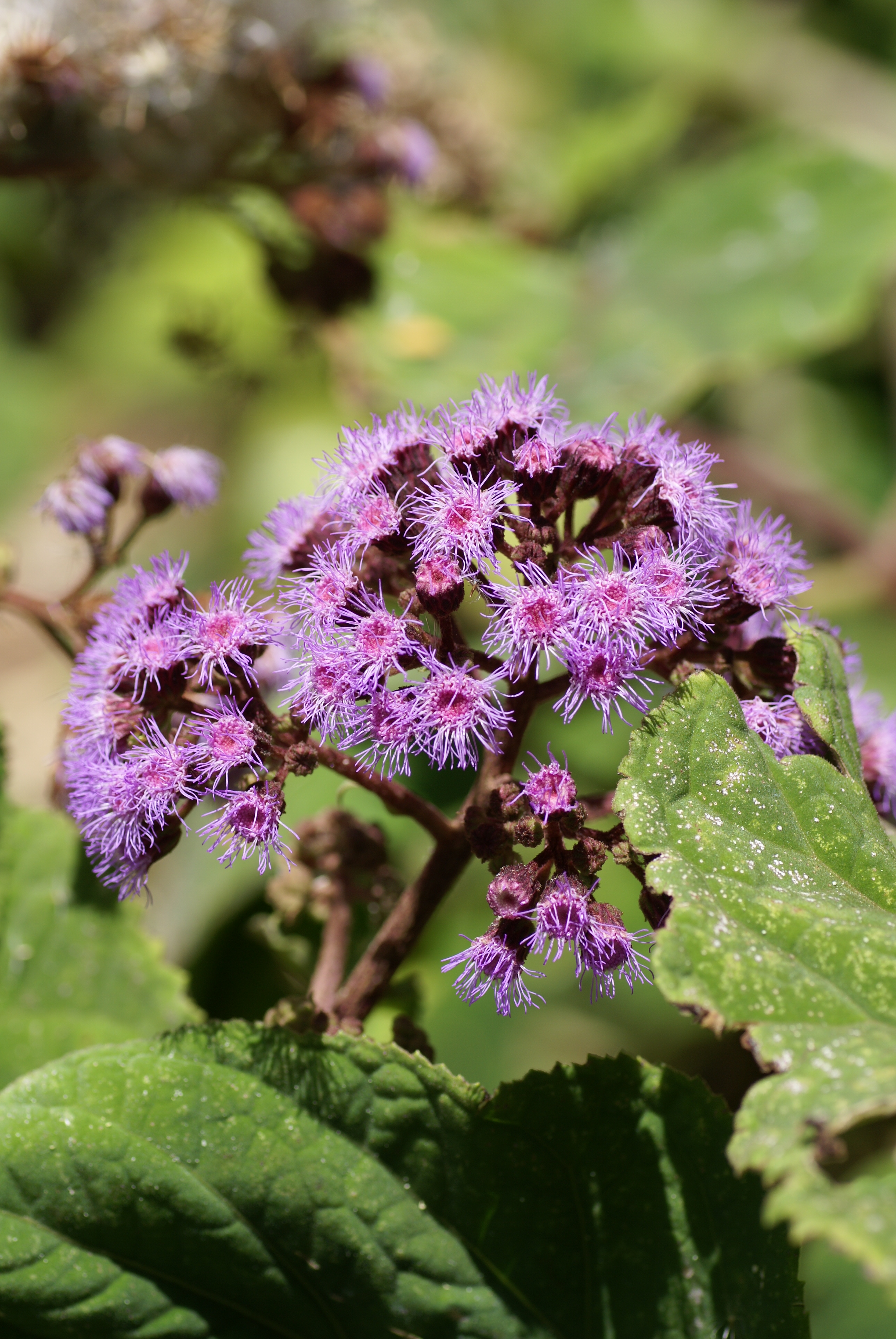
Hebeclinium macrophyllum (Sottotribù Hebecliniinae)
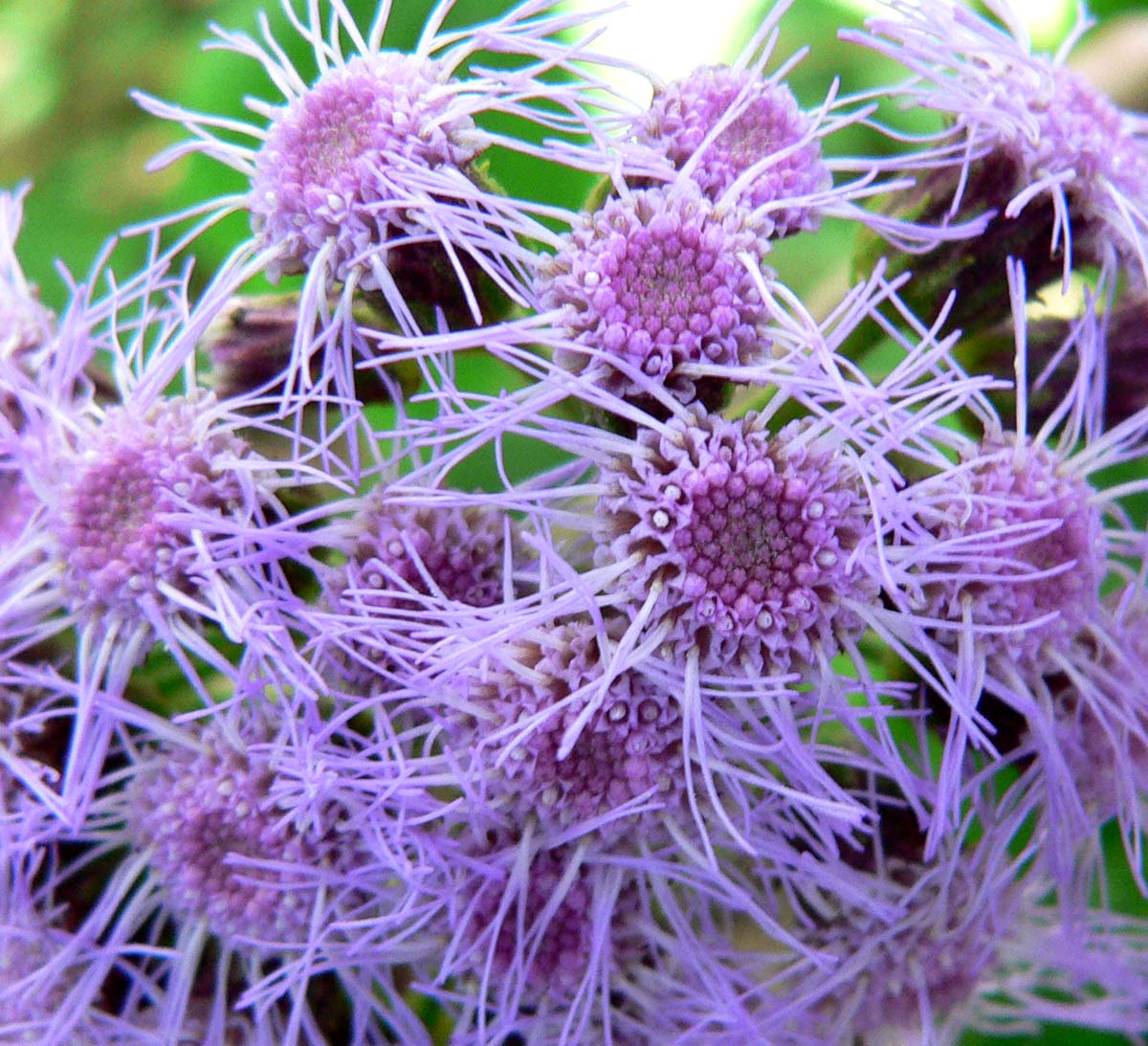
Bartlettina sordida (Sottotribù Hebecliniinae)
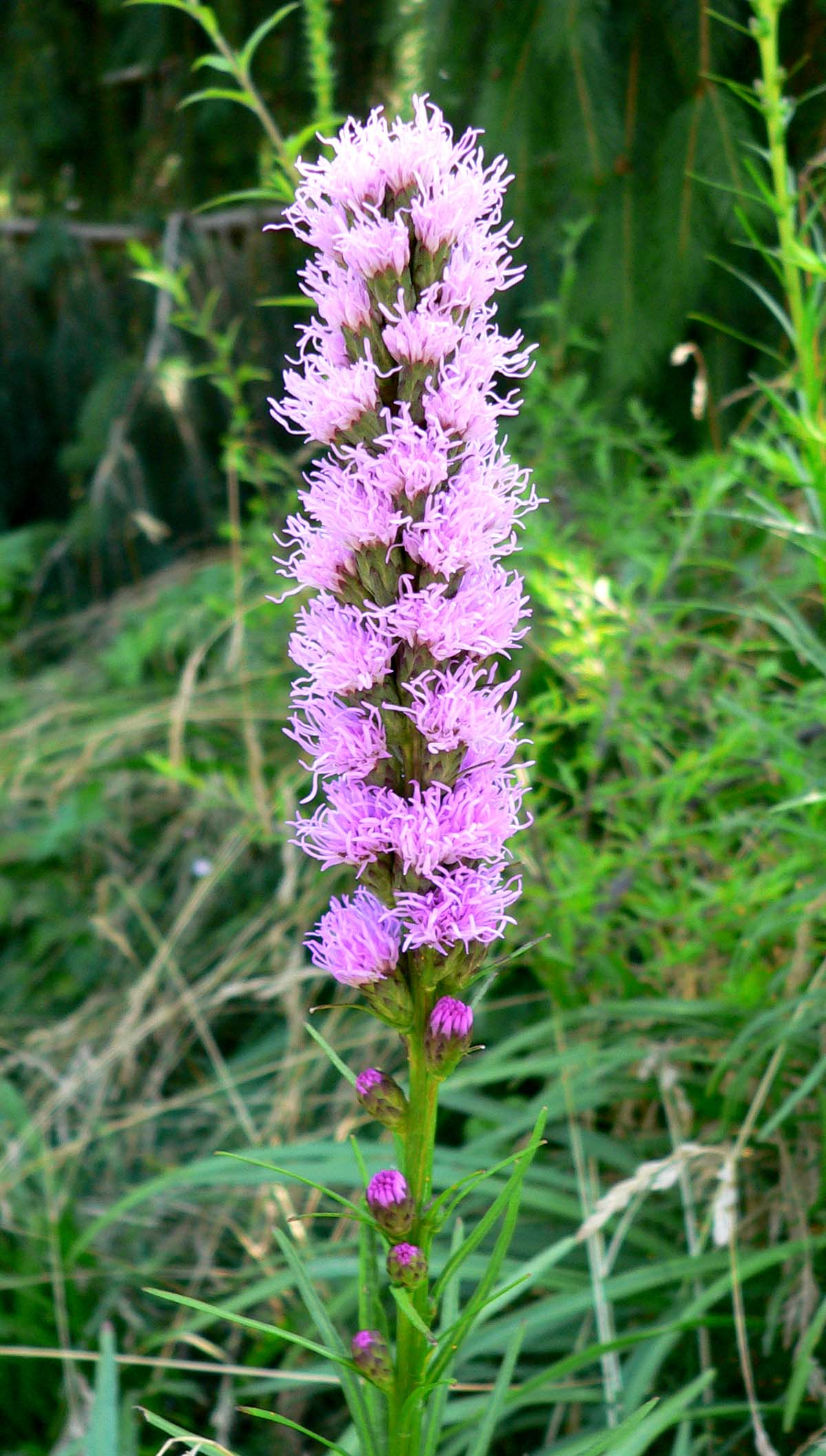
Liatris spicata (Sottotribù Liatrinae)
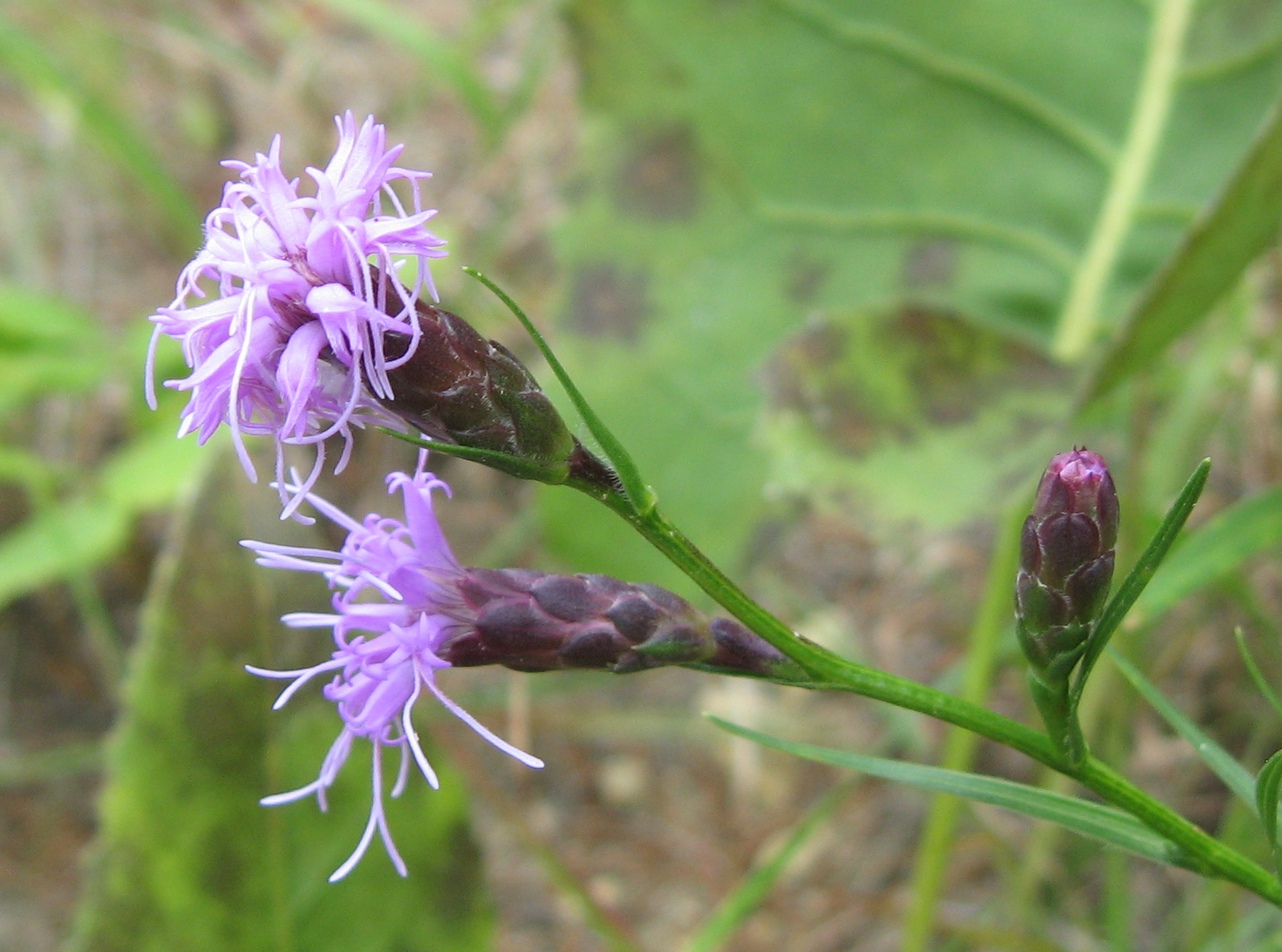
Liatris cylindracea (Sottotribù Liatrinae)
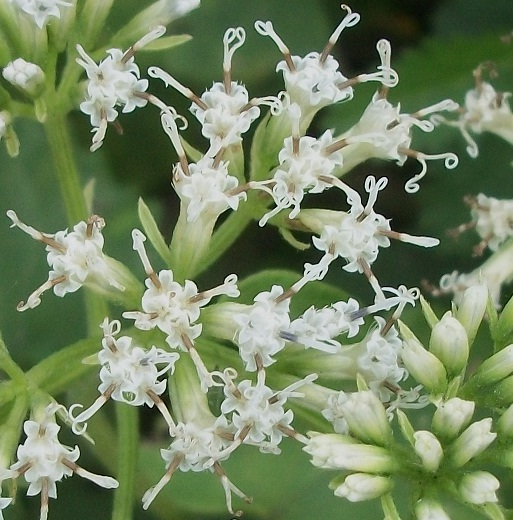
Mikania natalensis (Sottotribù Mikaniinae)